# Paul Gauguin
Eugène Henri Paul Gauguin (París, 7 de junio de 1848-Atuona, islas Marquesas, 8 de mayo de 1903), conocido como Paul Gauguin, fue un pintor francés posimpresionista. El uso experimental del color y su estilo sintetista fueron elementos clave para su distinción respecto al impresionismo. Su trabajo fue de gran influencia para los vanguardistas franceses y para muchos otros artistas modernos, como Pablo Picasso y Henri Matisse. El arte de Gauguin se volvió popular después de su muerte, parcialmente debido a los esfuerzos del comerciante de arte Ambroise Vollard, quien organizó exhibiciones de su obra casi al término de su carrera y póstumas en París. Muchas de sus obras se encontraban en posesión del coleccionista ruso Sergei Shchukin, así como en otras colecciones importantes.
Gauguin fue una figura importante del simbolismo, participando como pintor, escritor, escultor, grabador y ceramista. Su experimentación audaz con el color fue lo que colocó los cimientos para el estilo sintetista del arte moderno, mientras que su expresión del significado inherente de los temas en sus pinturas, bajo la influencia del cloisonismo, fue lo que allanó la llegada del primitivismo y el regreso al estilo pastoral (captura de la naturaleza, paisajes). Su trabajo también influyó en el uso de técnicas como el grabado en madera en la realización de obras de arte. Su obra ayudó a la evolución de la pintura y fue un referente para el expresionismo alemán y el fovismo.
Fue Jefe de filas de la Escuela de Pont-Aven e inspirador de los Nabis. Desarrolló la parte más distintiva de su producción en el Caribe (Martinica) y en Oceanía (Polinesia Francesa), volcándose mayormente en paisajes y desnudos muy audaces para su época, por su rusticidad y colorido rotundo, opuestos a la pintura burguesa y esteticista predominante en su tiempo en la cultura occidental. Su obra está considerada entre las más importantes de los pintores franceses del siglo XIX, y contribuyó decisivamente al arte moderno del siglo XX.
Van Gogh habló acerca de sus pinturas de Martinica, diciendo:

¡Formidables! No fueron pintadas con el pincel, sino con el falo. Cuadros que son, al mismo tiempo, arte y pecado [...] Esta es pintura que sale de las entrañas, de la sangre, como el esperma sale del sexo.

## Biografía

### Primeros años

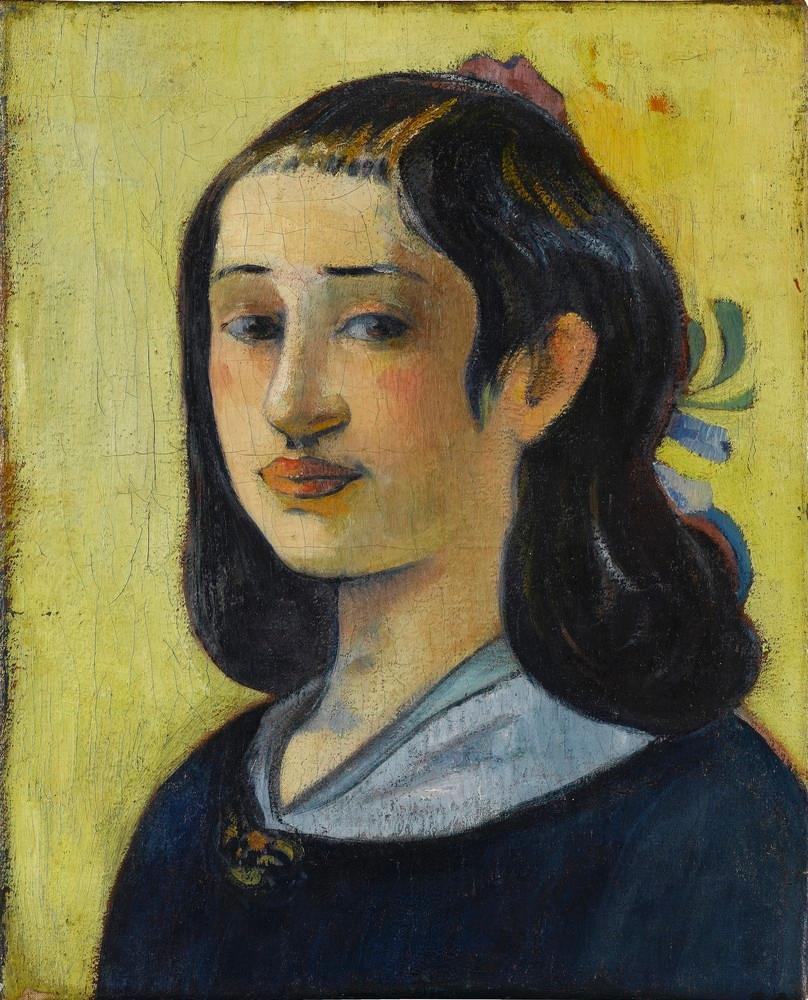
Aline Marie Chazal Tristán, la mère de l'artiste (La madre del artista), 1889, Staatsgalerie Stuttgart.

Gauguin nació en París y era hijo del periodista antimonárquico Clovis Gauguin y de Aline Marie Chazal, hija de la socialista y feminista Flora Tristán, cuyo padre formaba parte de una familia influyente en Perú. Algunas versiones sostienen que Simón Bolívar fue el padre de Flora Tristán, y por ende posible bisabuelo biológico de Gauguin. En 1850 la familia dejó París y partió hacia Perú, motivados por el clima político del período (tras el golpe de Estado de Napoleón III). Su padre Clovis murió durante el viaje, dejando a un Paul de 18 meses de edad, su madre y su hermana para arreglárselas por cuenta propia. Vivieron en Lima durante cinco años con el tío de Paul y su familia. Las imágenes de Perú terminarían siendo gran influencia en el arte de Gauguin. Fue en Lima donde Gauguin desarrolló su primera infancia y recibió los estímulos de su entorno limeño. Su madre admiraba el arte precolombino, en especial la cerámica, ya que colecciona piezas de origen preincaico e incaico. A raíz de su fascinación por las antiguas culturas peruanas, Gauguin llegaría a usar la imagen de una momia peruana en más de veinte obras suyas.

Los primeros recuerdos de Gauguin fueron de cómo su madre usaba la vestimenta tradicional de Lima, un ojo que espiaba detrás de su manteau, el misterioso velo de un ojo que usaban todas las mujeres de Lima. [...] Él siempre sintió atracción por las mujeres con un estilo tradicional a la vista. Este debió haber sido el primero de muchos de los vestidos coloridos que invadirían su imaginación.

A la edad de siete años, Gauguin y su familia regresaron a Francia, llegando a Orléans para vivir con su abuelo. La familia Gauguin era proveniente originalmente de esa área y eran jardineros, mercaderes, cultivadores y verduleros: Gauguin significa «cultivador de nueces». Su padre rompió con la tradición familiar al volverse periodista en París. Gauguin pronto aprendió francés, sin embargo su lengua principal y preferida continuaba siendo el español.

### Educación y primer empleo
Después de atender a un par de escuelas locales, Gauguin fue enviado al prestigioso internado católico Petit Séminaire de La Chapelle-Saint-Mesmin. Pasó tres años en esa escuela. A la edad de catorce años, ingresó en el instituto Loriol en París, una escuela preparatoria naval, antes de regresar a Orléans para tomar su último año en el Lyceé Jeanne D'Arc. Gauguin se registró como asistente de piloto en la marina mercante. Tres años después, se une a la marina francesa en la que sirvió dos años. Su madre murió el 7 de julio de 1867, pero él no se enteró hasta pasados varios meses, cuando en su estancia en India recibió una carta de su hermana Marie.
En 1871, Gauguin regresó a París donde consiguió un empleo como agente de bolsa. El novio rico de su madre, Gustave Arosa, le dio un empleo en la Bolsa de París; esto cuando Gauguin tenía veintitrés años. Se convirtió en un empresario parisino muy exitoso y así se mantuvo durante los siguientes once años. En 1879 ganaba 30 000 francos al año (alrededor de 125 000 dólares estadounidenses en 2008) siendo agente de bolsa, y el doble cuando participaba en negocios en el mercado del arte. En 1882, la Bolsa de París se derrumbó y el mercado del arte se contrajo. Las ganancias de Gauguin se deterioraron severamente, llevándolo a dedicarse a la pintura a tiempo completo.

### Matrimonio
En 1873, se casó con la danesa Mette-Sophie Gad (1850-1920). Durante los siguientes diez años tuvieron cinco hijos: Émile (1874-1955), Aline (1877-1900),  Clovis (1879-1900), Jean René (1881-1961) y Paul-Rollon (1883-1961). Para 1884, Gauguin se trasladó con su familia a Copenhague (Dinamarca), donde buscó una carrera como vendedor de carpas. No fue un éxito: no sabía hablar danés, y los daneses no querían lonas francesas. Por lo que Mette se convirtió en la que sostenía la casa, dando lecciones de francés a aprendices diplomáticos.
Su familia de clase media y su matrimonio se desmoronaron después de once años, cuando Gauguin sintió el impulso de pintar a tiempo completo. Gauguin regresó a París en 1885, después de que Mette-Sophie y su familia le pidieran que se fuera por haber renunciado a los valores anteriormente compartidos. El último contacto físico de Gauguin con ellos fue en 1891. Mette finalmente formalizó la separación en 1894.

### Primeras pinturas

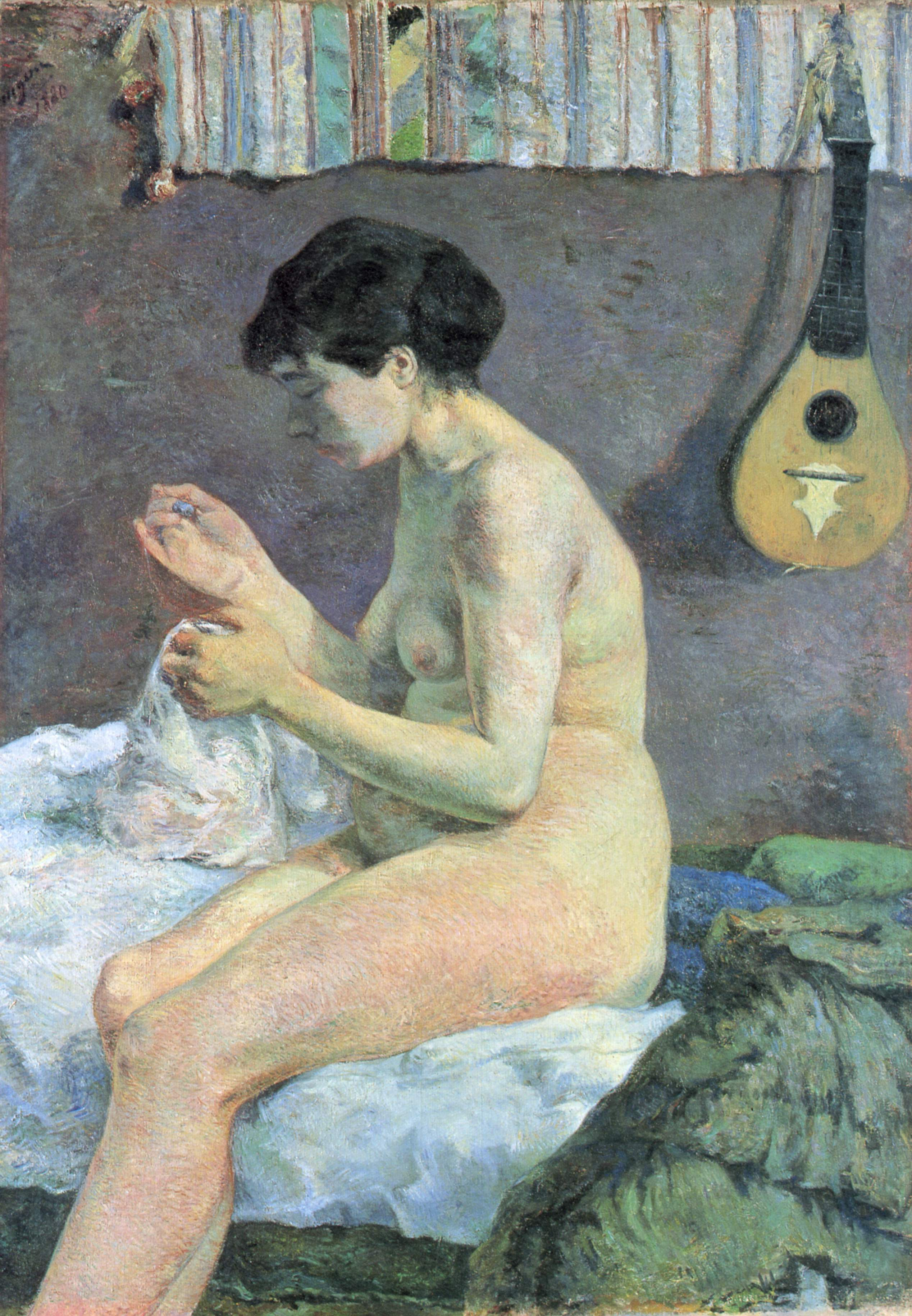
Suzanne cosiendo, 1880, Ny Carlsberg Glyptotek

En 1873, casi al mismo tiempo de sus inicios como corredor de bolsa, Gauguin comenzó a pintar en su tiempo libre. Su vida parisina se centraba en el IX distrito de París. Gauguin vivía en el 15 de la calle Bruyère. Alrededor del área se encontraban los cafés que frecuentaban los impresionistas. Gauguin solía visitar galerías y comprar trabajos de artistas emergentes. Formó una amistad con Pisarro y le visitaba los domingos para pintar en su jardín. Pisarro le presentó a otros artistas. En 1877 Gauguin "se mudó cerca del mercado y a través del río que llevaba a las pobres y recientes extensiones urbanas" de Vaugirard (XV distrito de París). Allí, en el tercer piso del 8 de la calle Cárcel, tuvo su primer hogar con estudio. Su amigo cercano Émile Schuffenecker, con una historia similar a la de él (antiguo corredor de bolsa aspirando a convertirse en artista) y Gauguin vivían cerca. Gauguin mostró pinturas en las exhibiciones impresionistas llevadas a cabo en 1881 y 1882,(previamente la escultura de su hijo Émile, fue por un tiempo la única escultura dentro de la 4.ª Exhibición Impresionista de 1879). Sus pinturas recibieron reseñas despectivas. Hoy en día obras como Los Huertos de Vaugirard, son altamente valoradas.
En 1882, el mercado de valores se derrumbó y el mercado de arte se contrajo. Paul Durand-Ruel, el principal comerciante del arte impresionista, fue especialmente afectado por el derrumbe y dejó de comprar pinturas de artistas, como Gauguin. Las ganancias de Gauguin disminuyeron considerablemente y en el transcurso de los siguientes dos años, lentamente formuló sus planes para convertirse en un artista por tiempo completo. Los siguientes dos veranos pintó con Pisarro y ocasionalmente con Paul Cézanne. En octubre de 1883, Gauguin le escribe a Pisarro diciendo que había decidido ganarse la vida pintando "a como dé lugar" y pedía su ayuda para lograrlo, la cual, al principio, Pisarro aceptó con gusto. El enero siguiente, Gauguin se mudó con su familia a Rouen, donde él pensaba, debido a su estancia de verano con Pisarro, podía encontrar importantes oportunidades. Sin embargo, la aventura resultó ser infructuosa y para fin de año Mette regresó a Copenhague. Gauguin la siguió en noviembre de 1884, llevando consigo su colección de arte que permanecería en Copenhague.

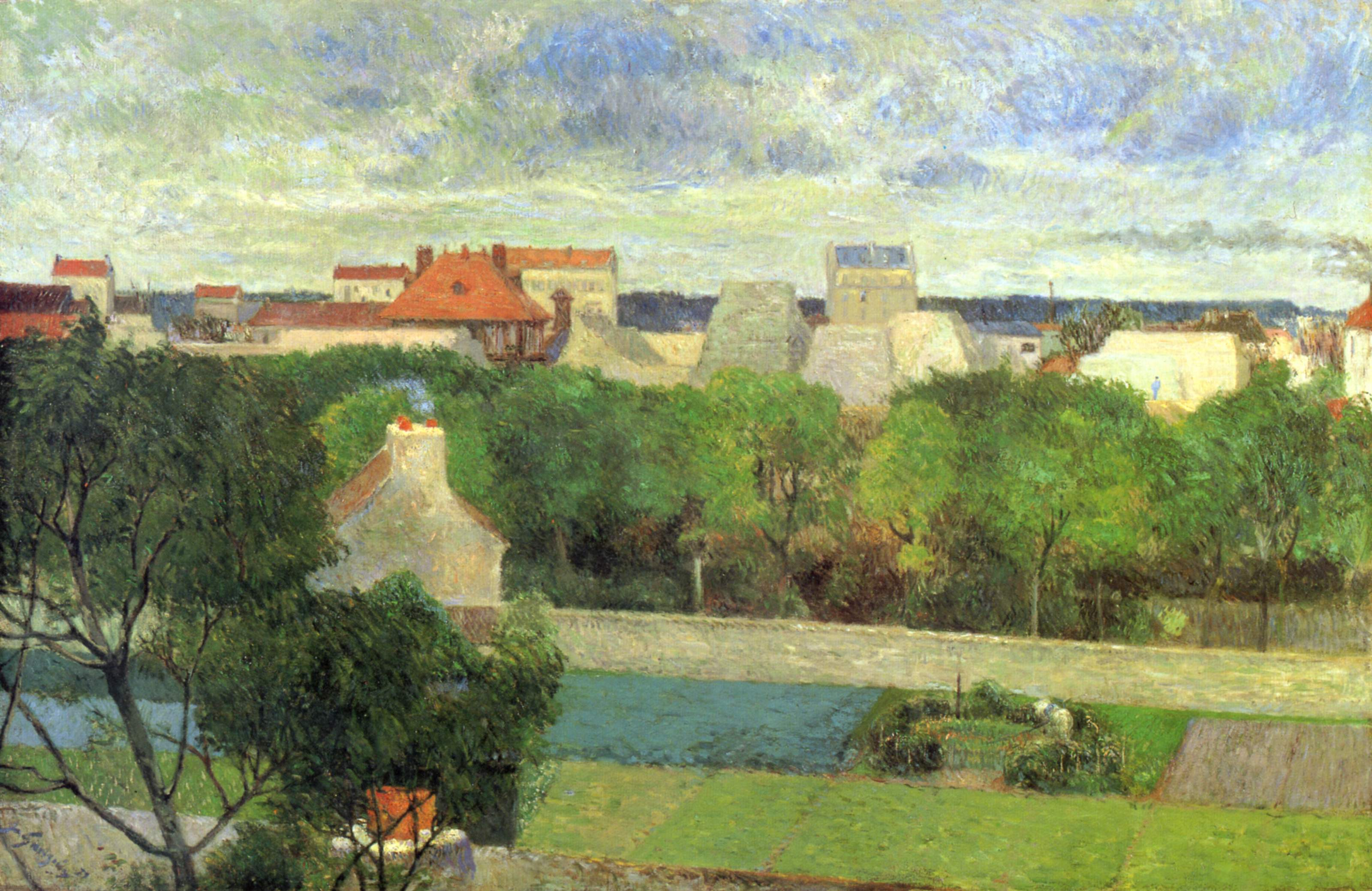
Los Huertos de Vaugirard, 1879, Smith College Museum of Art
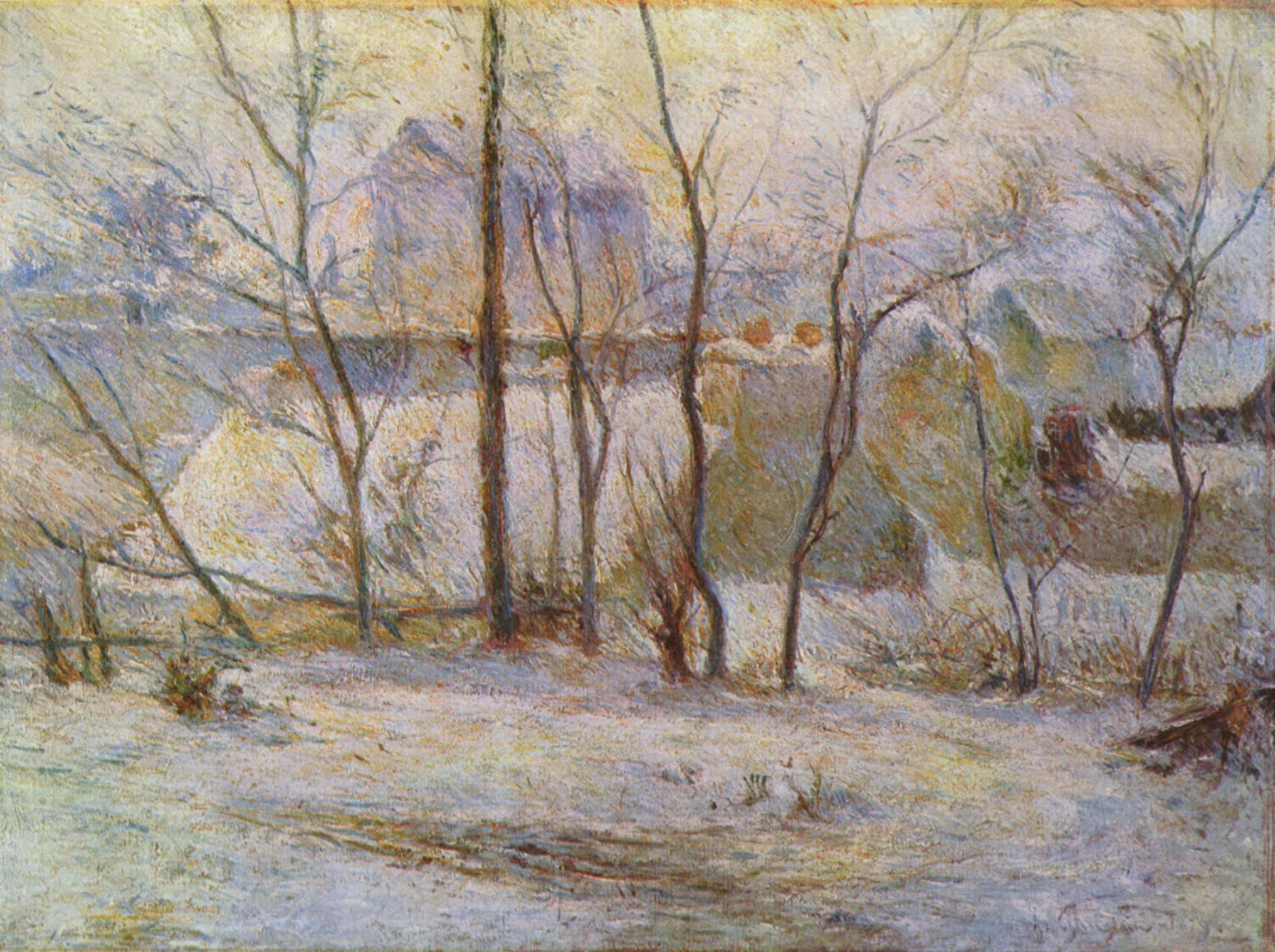
Paisaje de Invierno, 1879, Museo de Bellas Artes de Budapest
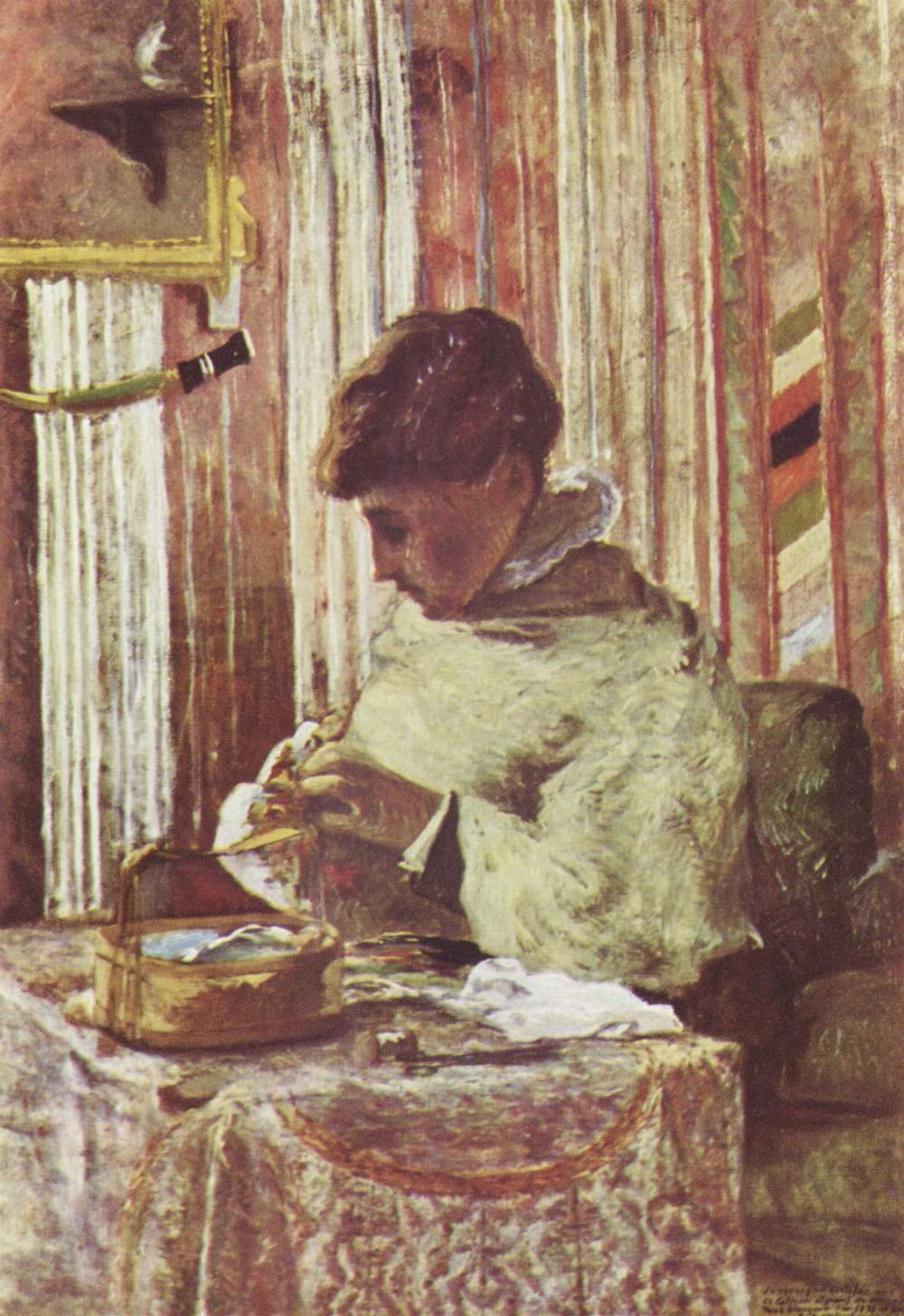
Retrato de Madame Gauguin, c. 1880–81, Foundation E.G. Bührle, Zürich
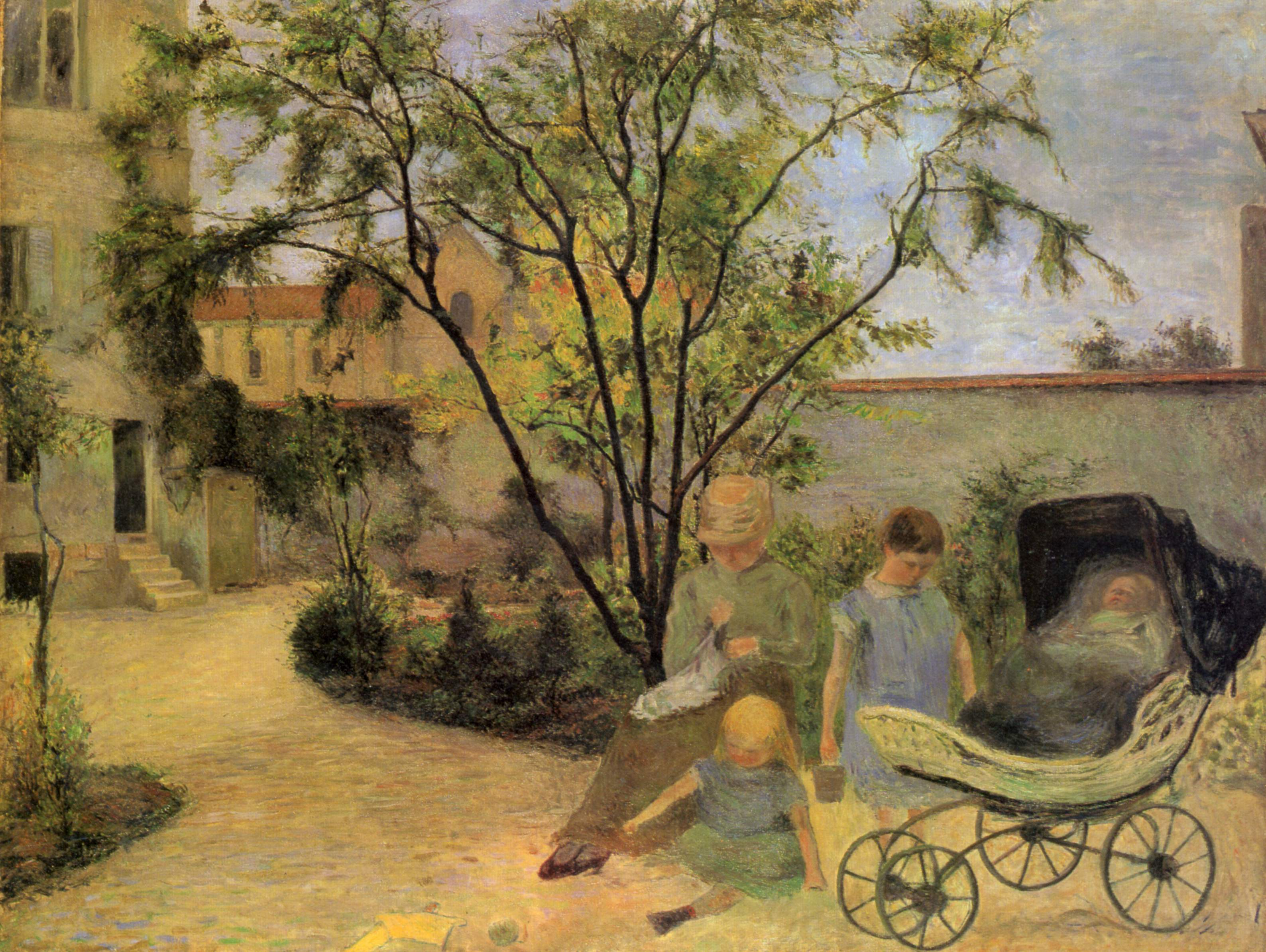
Jardín en Vaugirard (La familia en el jardín de la calle Cárcel), 1881, Gliptoteca Ny Carlsberg, Copenhague

### Francia 1885-1886

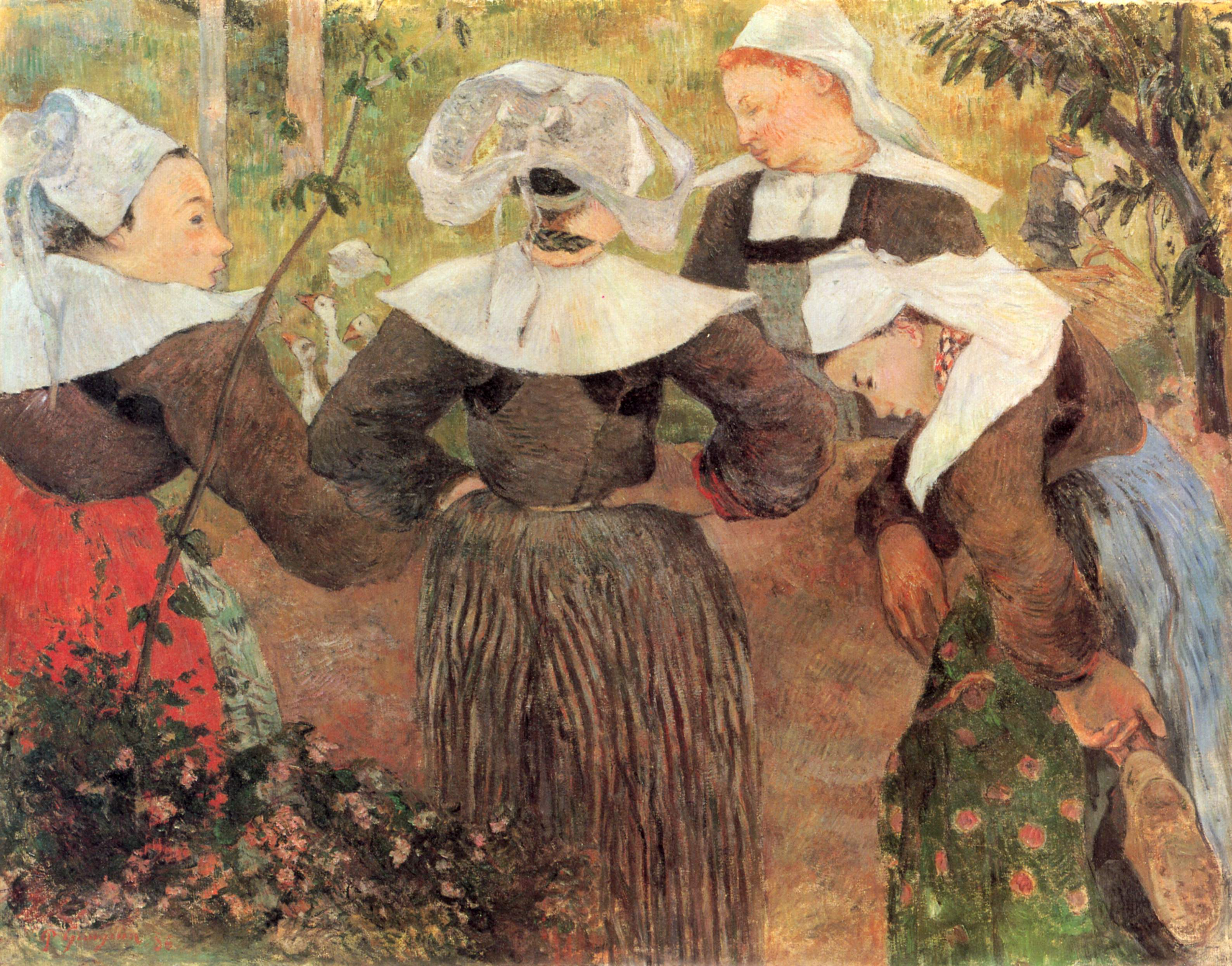
Cuatro Bretonas, 1886, Neue Pinakothek, Múnich

Gauguin regresó a París en junio de 1885, acompañado de su hijo de seis años Clovis. Los otros hijos se quedaron con Mette en Copenhague, donde tenían el apoyo de familia y amigos, mientras que Mette encontraba trabajo como traductora y maestra de francés. Al principio Gauguin encontró difícil la reintegración al mundo del arte en París y se pasó el primer invierno de regreso sufriendo pobreza seria, obligado a tomar empleos poco importantes. Finalmente Clovis se enfermó y fue enviado a un internado, la hermana de Gauguin, Marie, dio los recursos para conseguirlo. Durante su primer año produjo muy poco arte. Exhibió 19 pinturas y un relieve de madera en la octava (y última) exhibición impresionista en mayo de 1886. La mayoría de estas pinturas eran trabajo antiguo realizado en Rouen o Copenhague y, en general, no había nada novedoso, aunque su obra Baigneuses à Dieppe (Bañistas en Dieppe) introdujo lo que se convertiría en un tema recurrente, la mujer en las olas. Félix Bracquemond compró una de sus pinturas. La exhibición estableció a Georges Seurat como el líder del movimiento avant-garde en París. Gauguin despectivamente rechazó la técnica neoimpresionista puntillista de Seurat. Más tarde ese mismo año, Gauguin se separó de Pisarro, quien a partir de ese momento se convertiría en un antagonista para Gauguin.
Gauguin pasó el verano de 1886 en la colonia de artistas Pont-Aven en Bretaña. Le atrajo la idea porque era un lugar económico para vivir. No obstante, se encontró con un éxito inesperado al convivir con los jóvenes estudiantes de arte que acudían en el verano. Su naturaleza y temperamento pugilísticos (era un boxeador y esgrimista talentoso) no fueron impedimentos para su vivencia en ese medio socialmente relajado a la orilla del mar. Gauguin fue recordado durante ese período tanto por su extravagante apariencia como por su arte. Entre los nuevos socios se encontraba Charles Laval, quien acompañó a Gauguin el año siguiente a Panamá y Martinica.
Ese verano realizó unos dibujos pastel de figuras desnudas similares al método de Pisarro y de Degas, exhibidos en la octava exhibición impresionista en 1886. Principalmente pintaba paisajes como su obra La Bergère Bretonne ("La Pastora Bretona"), en la que la figura juega un rol subordinado. Su obra Jeunes Bretons au bain ("Jóvenes bretones bañándose"), introduciendo un tema al cual regresaba cada vez que visitaba Pont-Aven, está claramente endeudada con Degas en cuanto a su diseño y audaz uso de color puro. Los dibujos inocentes del ilustrador inglés Randolph Caldecott, que solían ilustrar una guía popular en Bretaña, habían robado la imaginación de los estudiantes de arte avant-garde en Pont-Aven, ansiosos por liberarse del conservadurismo de sus academias, y Gauguin los imitaba conscientemente en sus bocetos de las mujeres bretonas. Esos bocetos después fueron convertidos en pinturas cuando regresó a su estudio en París. El más importante de estos fue la obra Cuatro Bretonas, que marca claramente la partida de su antiguo estilo impresionista así como la incorporación de algo cercano a la inocencia de la ilustración de Caldecott, exagerando los rasgos hasta el punto de rayar con la caricatura.
Gauguin junto con Émile Bernard, Charles Laval, Émile Schuffenecker y muchos otros, regresaron a Pont-Aven después de sus viajes a Panamá y Martinica. El uso audaz de color puro y la elección simbolista de temáticas son lo que distingue a lo que se conoce hoy en día como la Escuela de Pont-Aven. Decepcionado con el Impresionismo, Gauguin sentía que la pintura tradicional europea se había vuelto muy repetitiva e imitativa y carecía de amplitud simbólica. En contraste, el arte de África y Asia le parecía lleno de simbolismo místico y vigor. Existió una moda en Europa durante ese tiempo de apreciar el arte de otras culturas, específicamente la de Japón (Japonismo). Él fue invitado para participar en la exhibición dedicada a su obra organizada por Les XX en 1889.

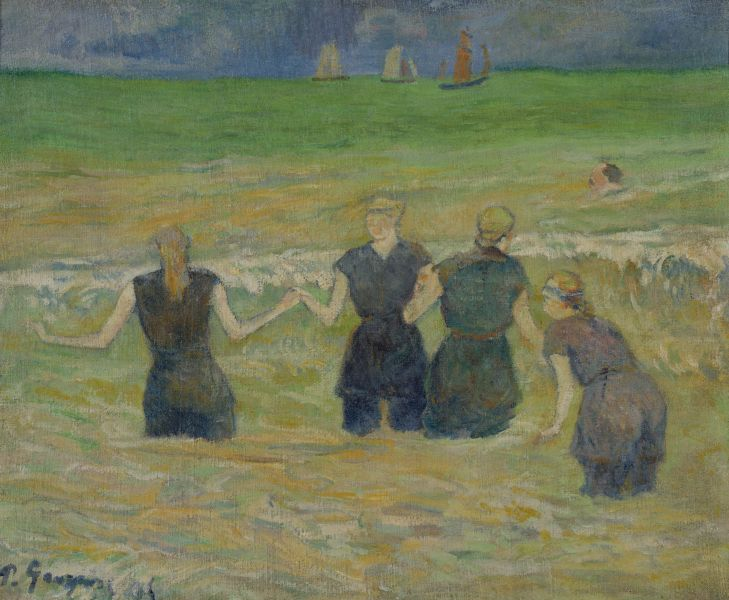
Mujeres Bañándose, 1885, Museo Nacional de Arte Occidental, Tokio
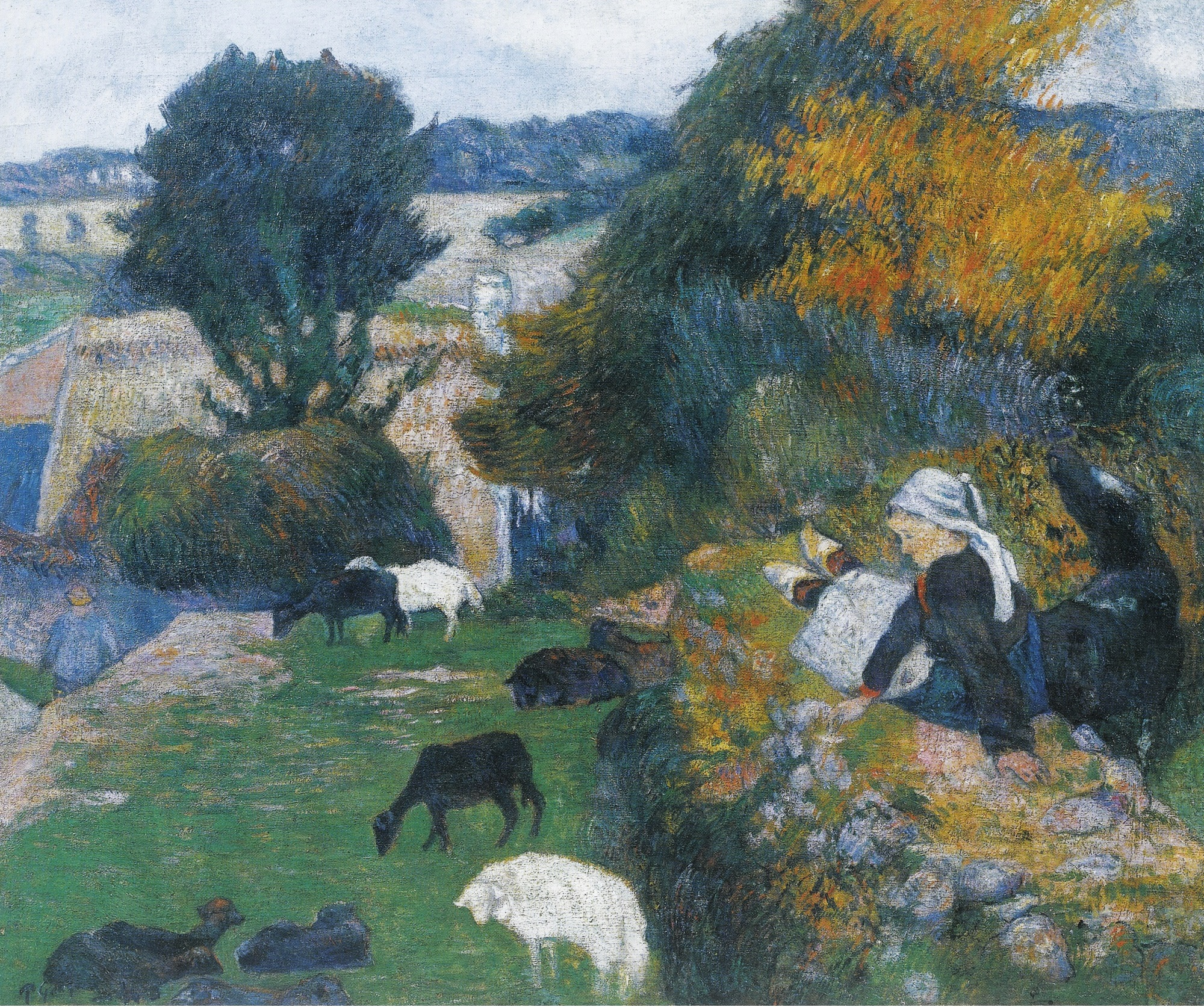
La Bergère Bretonne (La Pastora de Ovejas Bretona), 1886, Laing Art Gallery
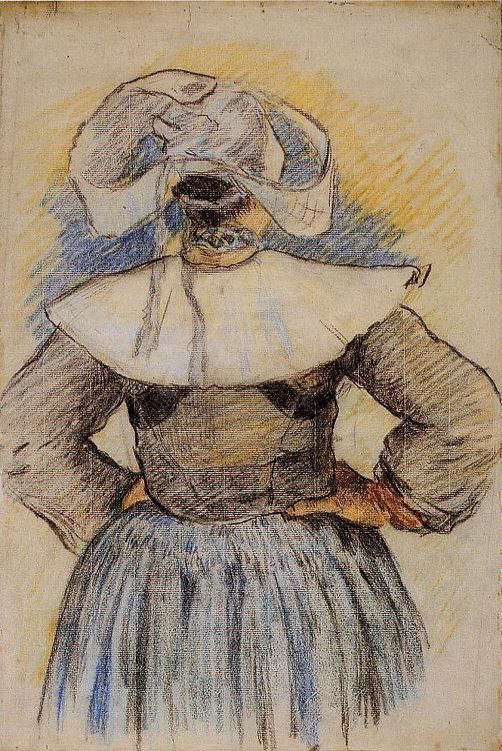
Niña Bretona, 1886, Burrell Collection, Glasgow
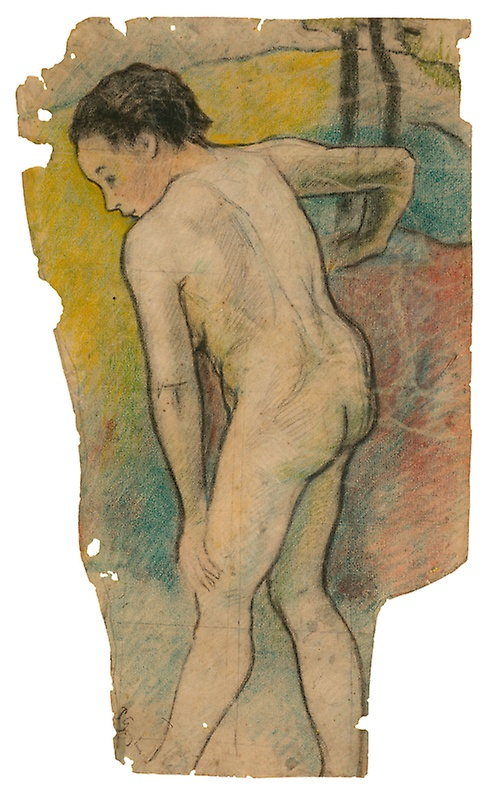
Bañista Bretón, 1886-87, Art Institute of Chicago

### Cloisonismo y sintetismo

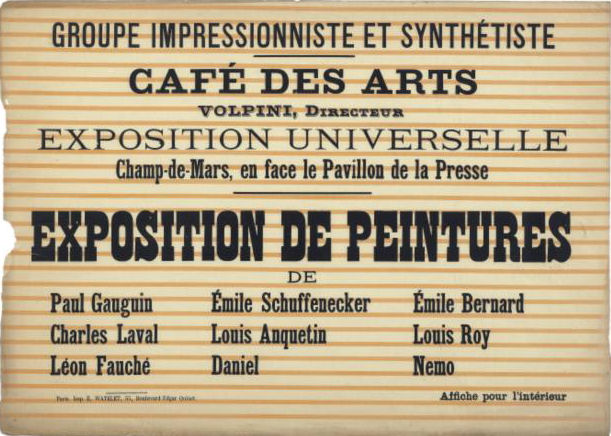
Póster de la Exposición Volpini de 1889 por parte del grupo impresionista y sintetista, en el Café des Arts.

Bajo la influencia del arte folclórico y grabados japoneses, el trabajo de Gauguin evolucionó hacia el Cloisonismo, un estilo nombrado por el crítico Édouard Dujardin en respuesta al método de Émile Bernard para pintar con áreas planas de color y bordes resaltados, el cual le recordaba a Dujardin de la técnica medieval cloisonné de esmaltado. Gauguin apreciaba bastante el arte de Bernard y además su atrevimiento con el empleo de un estilo que le resultaba idóneo a Gauguin en su búsqueda de expresar la esencia de los objetos en su arte. En la obra El Cristo Amarillo (1889), comúnmente señalada como la obra Cloisonista por excelencia, la imagen fue reducida a áreas de color puro separados por bordes negros resaltados. En tales obras Gauguin prestó poca atención a la perspectiva clásica y audazmente eliminó las graduaciones de color sutiles, de ese modo prescindió de los dos principios más característicos de la pintura post-renacentista. Su pintura después evolucionó hacia el Sintetismo en el cual ni la forma ni el color predominan sino que cada uno tiene un papel equivalente. 

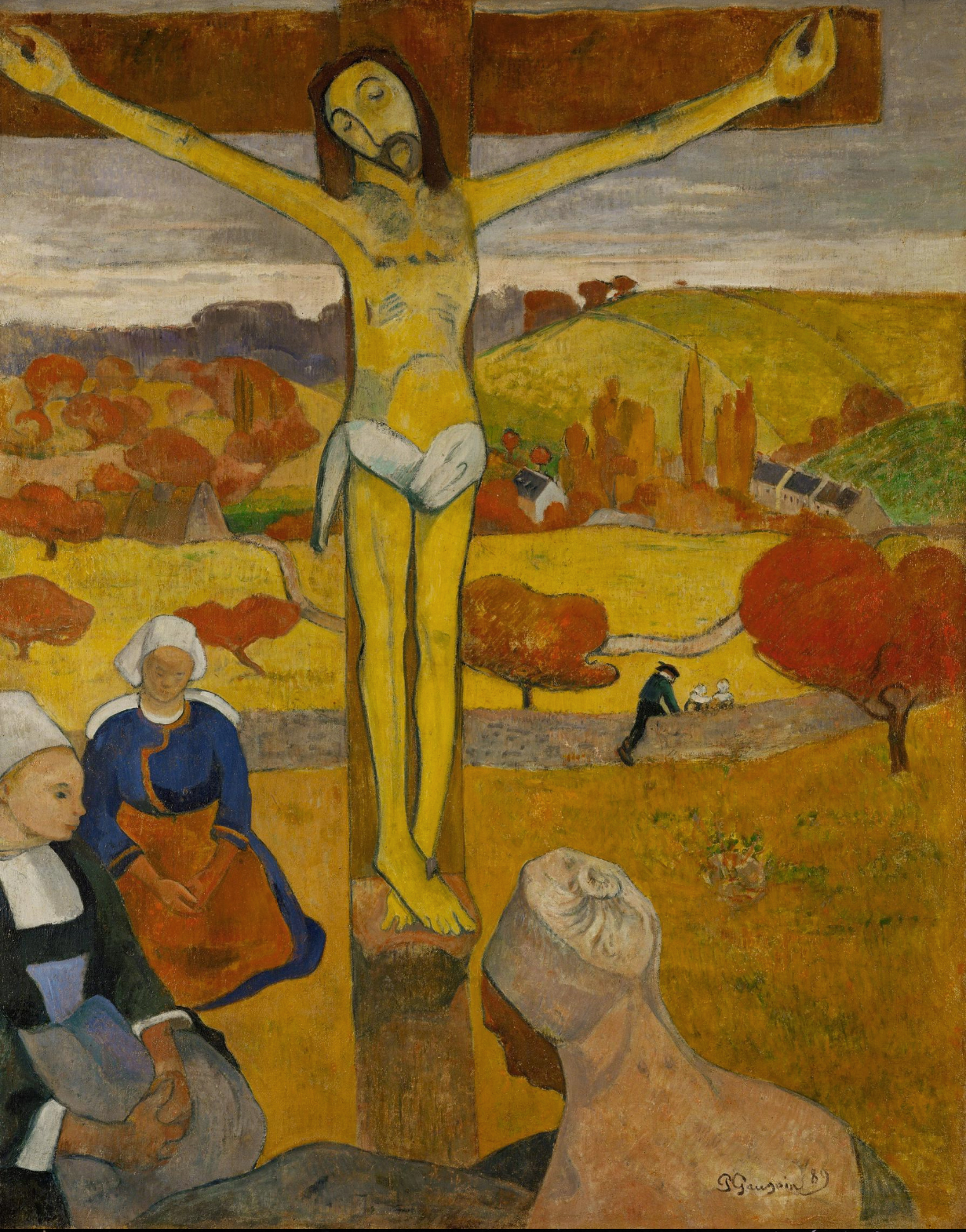
El Cristo amarillo (Le Christ jaune), 1889, Albright-Knox Art Gallery, Buffalo, NY.
Still Life with Profile of Laval (Naturaleza Muerta con Perfil de Laval), 1886, Indianápolis Museum of Art.

### Martinica

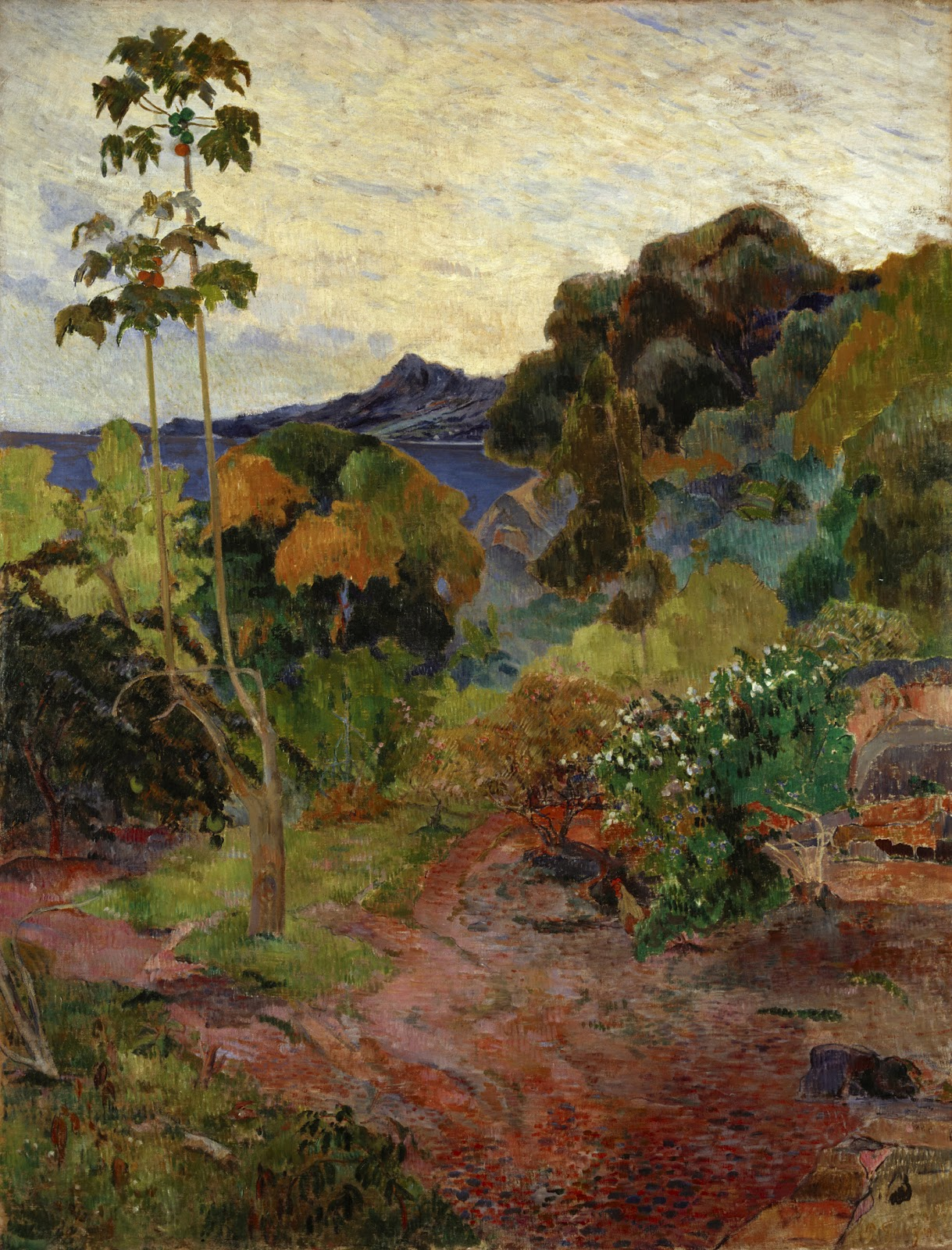
Paisaje de Martinica 1887, Scottish National Gallery

En 1887, después de visitar Panamá, Gauguin se pasó varios meses cerca de Saint Pierre en Martinica, acompañado de su amigo artista Charles Laval. Paul Gauguin se pasó aproximadamente los siguientes 6 meses en la isla de Martinica de junio a noviembre de 1887. Sus pensamientos y experiencias están recopilados en sus cartas a su esposa Mette y su amigo artista Emile Schuffenecker. Llegó a Martinica por la vía de Panamá en donde se encontró en quiebra y sin trabajo. En ese tiempo Francia tenía una política de derecho de retorno, que establecía que si un ciudadano se encontraba en quiebra o varado en una colonia francesa, el estado pagaría por un viaje en bote de regreso. Al dejar Panamá y al estar protegidos por esta política, Gauguin y Laval decidieron bajarse del bote en el puerto St. Pierre de Martinica. Los académicos discuten si fue algo intencional o espontáneo el decidir quedarse en la isla. Al principio, la choza humilde en la que vivían les era suficiente y él disfrutaba ver a las personas en sus actividades rutinarias. No obstante, el clima en el verano era caluroso y la choza tenía goteras al llover. Gauguin también sufrió de disentería y malaria. En su estancia en Martinica, él produjo aproximadamente entre 10 y 20 obras (12 siendo el estimado más común), además viajó ampliamente y es posible que haya hecho contacto con una comunidad de inmigrantes hindúes; un contacto que llegaría a influenciar su arte a través de la incorporación de símbolos de India. Durante su estadía, el escritor Lafcadio Hearn también estuvo en la isla. Sus relatos son usados como una comparación histórica para acompañar las imágenes de Gauguin.
Gauguin terminó 11 pinturas conocidas durante su estancia en Martinica, muchas de las cuales parecen haber sido desarrolladas en su choza, Sus cartas a Schuffenecker expresan emoción por la localización exótica y los nativos representados en sus pinturas. Gauguin afirmó que cuatro de sus pinturas de la isla eran mejores que el resto. Las obras en sí, eran de colores brillantes, ligeramente pintadas y de figuras de escenas del exterior. Aunque su tiempo en la isla fue corto, es seguro que fue una gran influencia. Él recicló algunas de sus figuras y bocetos en pinturas siguientes, como el tema en La Cosecha de Mangos que es reproducido en sus fanes. Las poblaciones rurales e indígenas permanecieron como un tema popular en las obras de Gauguin después incluso de su partida de la isla.

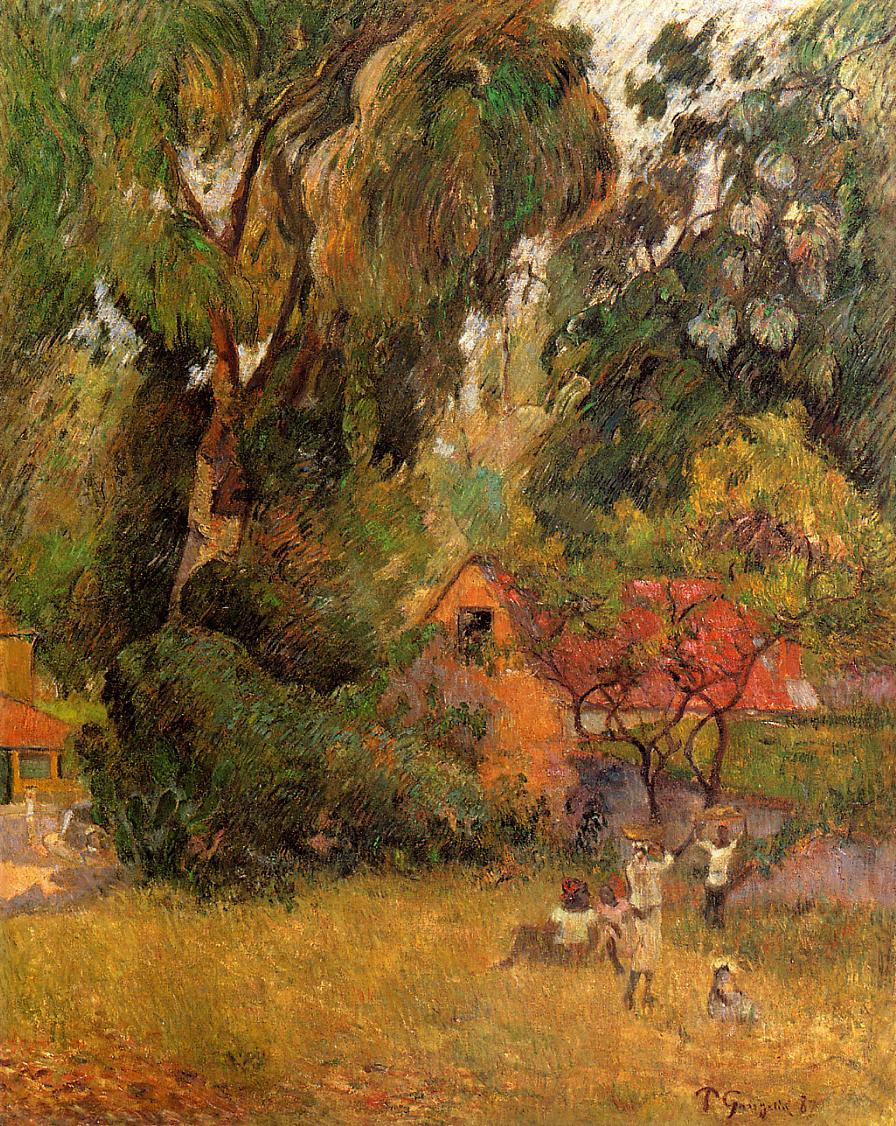
Huttes sous les arbres (Chozas bajo los árboles), 1887, Colección privada, Washington
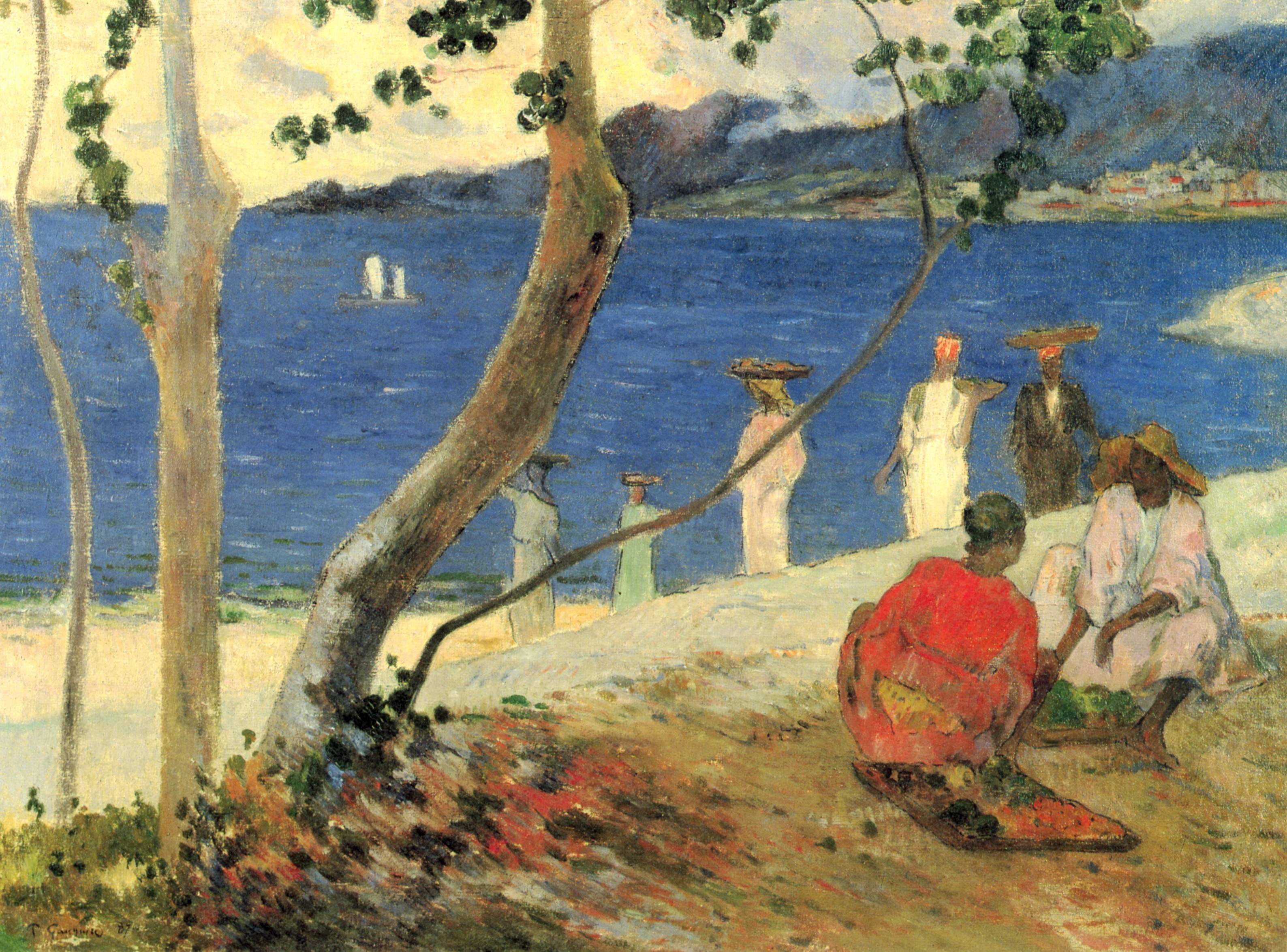
Bord de Mer II (Orilla del Mar II), 1887, Colección privada, París
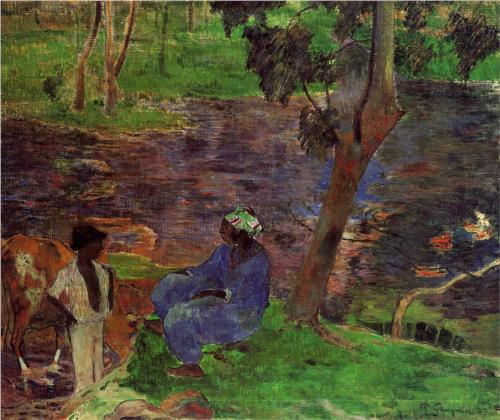
At the Pond (En el Estanque), 1887, Museo van Gogh, Ámsterdam
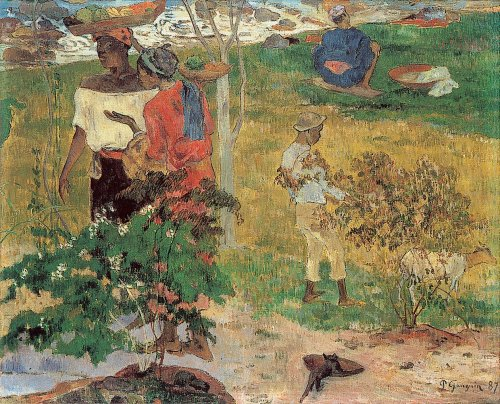
Conversation Tropiques (Négresses Causant) (Conversación Tropical), 1887, Colección privada, Dallas
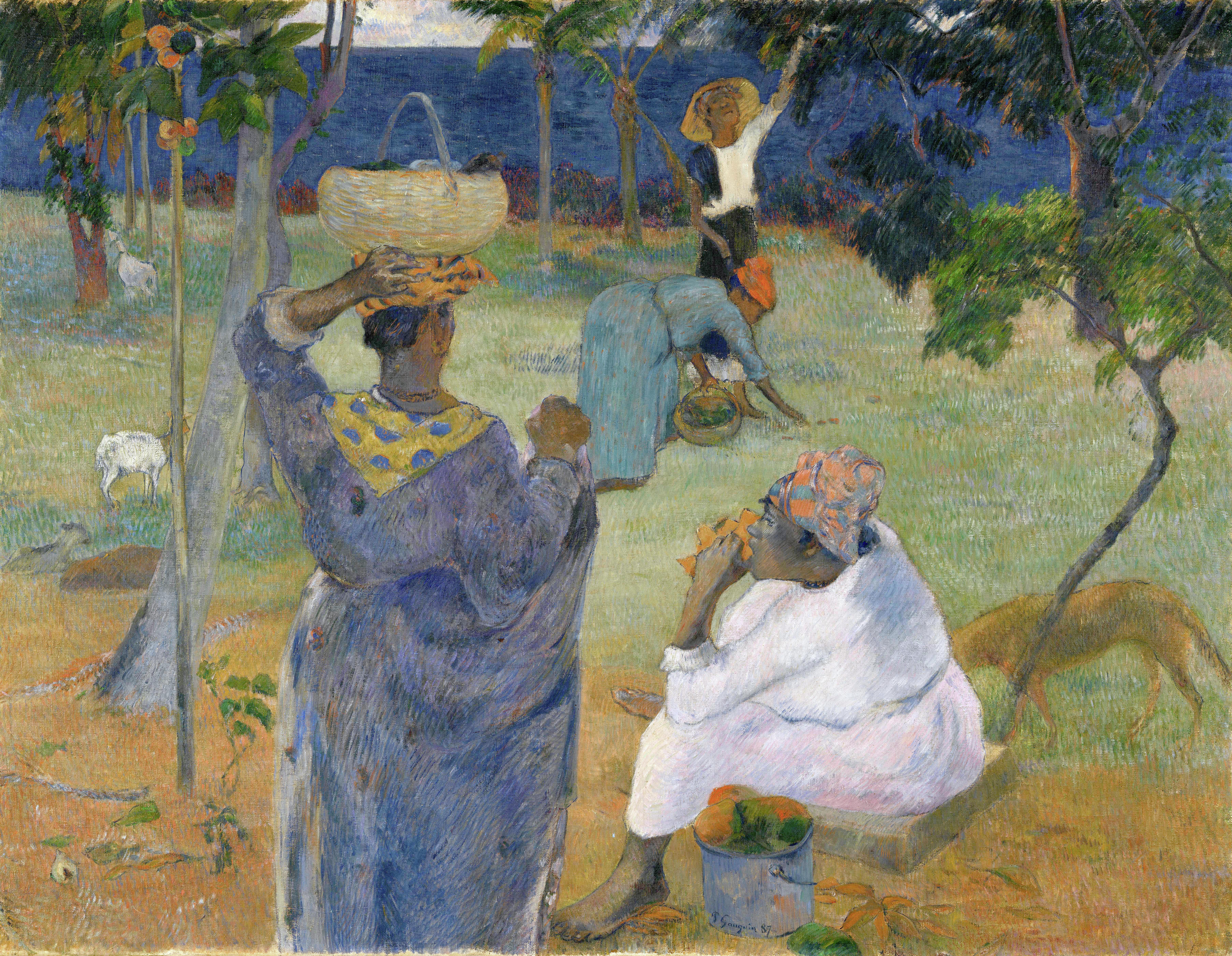
Among the Mangoes (La Cueillette des Fruits) (Entre los Mangos/La cosecha de Mangos), 1887, Museo van Gogh, Ámsterdam

### Gauguin y Van Gogh

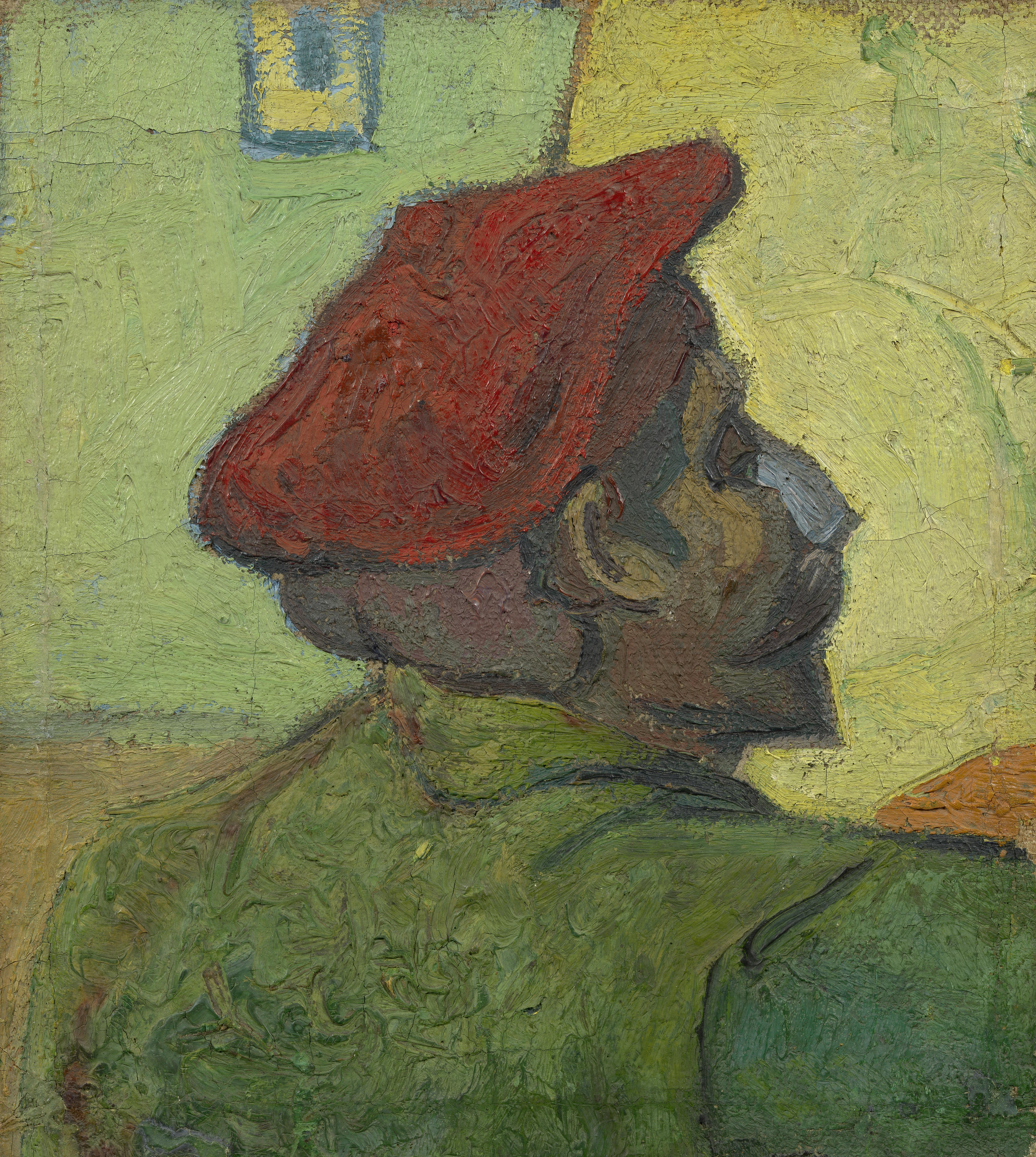
Vincent van Gogh, Paul Gauguin (Hombre con boina roja), 1888, Museo van Gogh, Ámsterdam (F546).

Las pinturas de Martinica de Gauguin fueron exhibidas en la galería de su comerciante de arte Arsène Poitier. Fueron vistas y admiradas por Vincent van Gogh y su propio comerciante de arte y hermano Theo van Gogh, cuya compañía Goupil & Cie hacía negocios con Poitier. Theo compró tres de las pinturas de Gauguin por 900 francos y arregló que las colgaran en las oficinas de Goupil, presentando de tal forma a Gauguin con clientes ricos. Al mismo tiempo Vincent y Gauguin se convirtieron en amigos cercanos (por parte de Van Gogh llegaba a ser casi adulación) y trabajaban juntos, una colaboración que fue esencial para que Gauguin pudiera formular su filosofía del arte. El arreglo con Goupil continuó aún después de la muerte de Theo en enero de 1891.
Pero la relación de Gauguin con Vincent pasó a ser tensa. En 1888, por instigación de Theo, Gauguin y Vincent habían pasado nueve semanas pintando juntos en la casa amarilla de Vincent en Arlés. Su relación se deterioró con rapidez y finalmente Gauguin decidió irse. En la noche del 23 de diciembre de 1888 de acuerdo con un relato posterior de Gauguin, Van Gogh lo confrontó con una navaja de afeitar, y fue más tarde esa noche que se cortó la oreja izquierda. Envolvió el apéndice cortado en una hoja de periódico y se lo entregó a una prostituta llamada Rachel, pidiéndole que «lo guardara con cuidado». Van Gogh fue hospitalizado el día siguiente y Gauguin se fue de Arlés. Nunca se volvieron a ver, pero se siguieron escribiendo y en 1890 Gauguin incluso llegó al extremo de pedirle que formaran juntos un estudio de arte en Amberes. Un autorretrato esculpido de principios de 1889, la Jarra en forma de cabeza, parece hacer referencia a la traumática separación de Gauguin y Van Gogh. Según los académicos alemanes Hans Kaufmann y Rita Wildegans en un reportaje de la BBC publicado en 2009, Van Gogh no se cortó la oreja, sino parte del lóbulo izquierdo. Tampoco se lo cortó él, sino que se lo cortó Gauguin con una espada durante una disputa, sin embargo, el dibujo de Félix Rey, el doctor que lo trató, no admite lugar a dudas: fue cercenada la oreja completa, salvo precisamente una parte del lóbulo. En buena medida la confusión se debió a una carta de Signac que mencionaba que había cortado tan solo el lóbulo, pero la realidad es que Van Gogh se cubría con una banda y un gorro de piel, y así es como se autorretrataba, por lo que nadie, ni siquiera Signac, podía afirmar nada al respecto, fuera de sus propias conjeturas.
Gauguin más tarde declaró haber sido una influencia de peso en el desarrollo de Van Gogh como pintor en Arlés. Aunque Van Gogh sí experimentó un poco con la teoría de Gauguin de pintar a partir de la imaginación, presente en algunas pinturas del momento como Memoria del jardín en Etten, esto no le resultó cómodo ni idóneo por lo que regresó rápidamente a pintar a partir de la naturaleza.

### Gauguin y Degas
Aunque Gauguin logró sus primeros avances en el mundo del arte bajo el estilo de Pisarro, Edgar Degas fue su artista contemporáneo más admirado y fue una gran influencia en sus obras desde el principio, con sus figuras e interiores así como con sus grabaciones y el medallón pintado de Valérie Roumi. Él tenía gran respeto por el tacto y dignidad artísticas de Degas. Fue la amistad más longeva y saludable de Gauguin, durando toda su carrera artística hasta su muerte.
Además de ser uno de los primeros partidarios, incluyendo el comprar las obras de Gauguin y persuadir al comerciante Paul Durand-Ruel de hacer lo mismo, nunca hubo un apoyo público a Gauguin tan firme como el de Degas. Gauguin también compró obras de Degas en los primeros años de 1870 y su propia predilección en la grabación por el monotipo fue probablemente influencia de los avances de Degas en ese medio. Durand-Ruel le presentó una exhibición a Gauguin en noviembre de 1893, la cual organizó principalmente Degas, y recibió críticas variadas. Algunos de los que se burlaron fueron Claude Monet, Pierre-Auguste Renoir y su antiguo amigo Pisarro. Sin embargo, Degas elogió su trabajo, comprando la obra Te faaturuma (La Melancolía) y admirando la suntuosidad exótica del folclor conjurado de Gauguin. Como agradecimiento, Gauguin le dio a Degas la obra La Luna y la Tierra, una de las pinturas exhibidas que atrajeron la crítica más hostil. La última versión de la obra Jinetes en la Playa (dos versiones) de Gauguin es un recuerdo de las imágenes de caballos de Degas, que comienza en los años de 1860, específicamente la obra Hipódromo y Antes de la Carrera, siendo un testimonio de su efecto duradero sobre Gauguin. Degas después compra dos pinturas de Gauguin en una subasta de 1895 para recabar fondos para su viaje final a Tahití. Fueron Mujer con Mango y la copia de Gauguin de la obra de Manet Olympia.

### Primera visita a Tahití
Para 1890, Gauguin ya había considerado hacer de Tahití su próximo destino artístico. Una subasta exitosa de pinturas en París en el Hôtel Drouot en febrero de 1891, junto con otros eventos como un banquete y un concierto de beneficencia, le proporcionaron los fondos necesarios. El éxito de la  subasta fue ayudada por una crítica favorecedora de Octave Mirbeau, que fue convencido por Gauguin a través de Pisarro. Después de visitar a su familia en Copenhague, por la que sería la última vez, Gauguin emprendió el viaje a Tahití el 1 de abril de 1891, prometiendo regresar como un hombre rico y poder comenzar de nuevo. Su intención declarada era escapar de la civilización europea y de «todo lo que es artificial y convencional». Sin embargo, se encargó de llevar consigo una colección de estímulos visuales en forma de fotografías, dibujos y estampados.
Se pasó los primeros tres meses en Papeete, la capital de la colonia ya muy europeizada. Su biógrafa Belinda Thomson observa que debió haber quedado decepcionado de su visión de un idilio primitivo. Él no fue capaz de pagar la vida de placeres que quería en Papeete y un intento temprano de un retrato, Suzanne Bambridge, no fue muy querido. Decide poner su estudio en Mataiea, Papeari, a unos 45 km de Papeete, instalándose en una choza de bambú al estilo de los nativos. Aquí realizó pinturas que describían la vida en Tahití como Cerca del mar y Ia Orana Maria, esta última se convertiría en su pintura de Tahití más valorada.
Muchas de sus pinturas más hermosas datan de este período. Se cree que su primer retrato de una modelo tahitiana fue Mujer con una flor. La pintura es notable debido a su cuidado con los delineados de características polinesias. Él envió la pintura a su patrón Gerge-Daniel de Monfreid, un amigo de Schuffenecker que se convertiría en el mayor devoto de Gauguin en Tahití, y que para finales del verano de 1892 ya se encontraba colgada en la galería de Goupil en París. La historiadora de arte Nancy Mowll Mathews cree que su encuentro con la sensualidad exótica de Tahití, tan evidente en sus pinturas, fue por mucho el aspecto más importante de su estancia.
A Gauguin le proporcionaron los libros  Voyage aux îles du Grand Océan de Jacques-Antoine Moerenhout de 1837, y  État de la société tahitienne à l'arrivée des Européens de Edmond de Bovis de 1855, las cuales contenían relatos detallados de la cultura y religión olvidadas en Tahití. Se sentía fascinado por los relatos de la sociedad Arioi y de su dios 'Oro. Debido a que los relatos no contenían ilustraciones, con las modelos tahitianas posiblemente ya desaparecidas, él se permitió un ejercicio libre de su imaginación y ejecutó alrededor de 20 pinturas y una docena de grabados en madera en el transcurso del año siguiente. La primera de estas fue La semilla de Areoi, que representa a Vairaumati, esposa terrenal de Oro, obra que se encuentra en la actualidad en el Museo Metropolitano de Arte, Nueva York. Su libreta ilustrada Ancien Culte Mahorie está preservada en el Louvre y fue publicada como facsímil en 1951.
En conjunto, Gauguin envió nueve de sus pinturas a Monfreid en París. Fueron finalmente exhibidas en Copenhague en una exhibición junto con obras del fallecido Van Gogh. Reportes de que habían sido bien recibidas (aunque en realidad solo dos de las pinturas tahitianas fueron vendidas, y sus primeras pinturas fueron comparadas desfavorablemente con las de Van Gogh) fueron suficiente para alentarlo a contemplar el regresar con otras setenta que había completado. Él ya había agotado sus fondos de cualquier manera, por lo que dependía de una ayuda económica del estado para conseguir un pasaje gratis a casa. Asimismo, había sufrido problemas de salud diagnosticados como problemas del corazón por el doctor local, quien sugirió que pudieron haber sido señales tempranas de sífilis cardiovascular.
Gauguin escribió un diario de viaje (publicado en 1901) titulado Noa Noa, originalmente considerado como un comentario sobre sus pinturas y descripciones de sus experiencias en Tahití. Los críticos modernos sugieren que el contenido del libro fue en parte fantasía y plagio. En él, Gauguin reveló que en ese tiempo había tomado a una niña de trece años como esposa nativa o vahine (palabra tahitiana para mujer), un matrimonio consagrado en el transcurso de una tarde. Se llamaba Teha'amana, pero la llamaba Tehura en el diario de viaje y ella resultó estar embarazada para el final del verano de 1892. Teha'amana fue sujeto de varias de sus pinturas, incluyendo el retrato Merahi metua no Tehamana (Los ancestros de Tehamana) y el reconocido El Espíritu de los Muertos Vela, así como la famosa grabación en madera Tehura que ahora se encuentra en el Museo de Orsay.

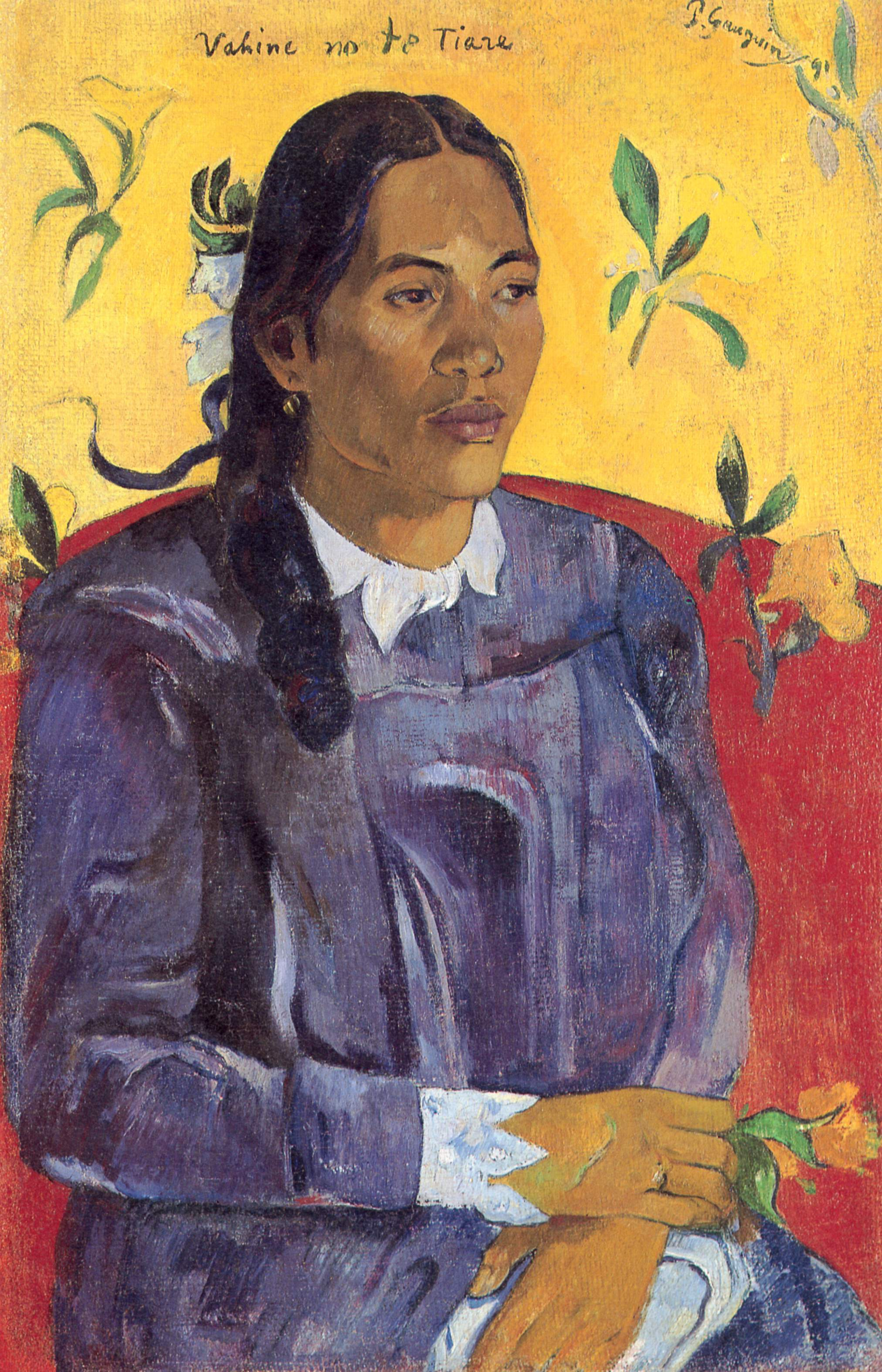
Vahine no te tiare (Mujer con Flor), 1891, Gliptoteca Ny Carlsberg
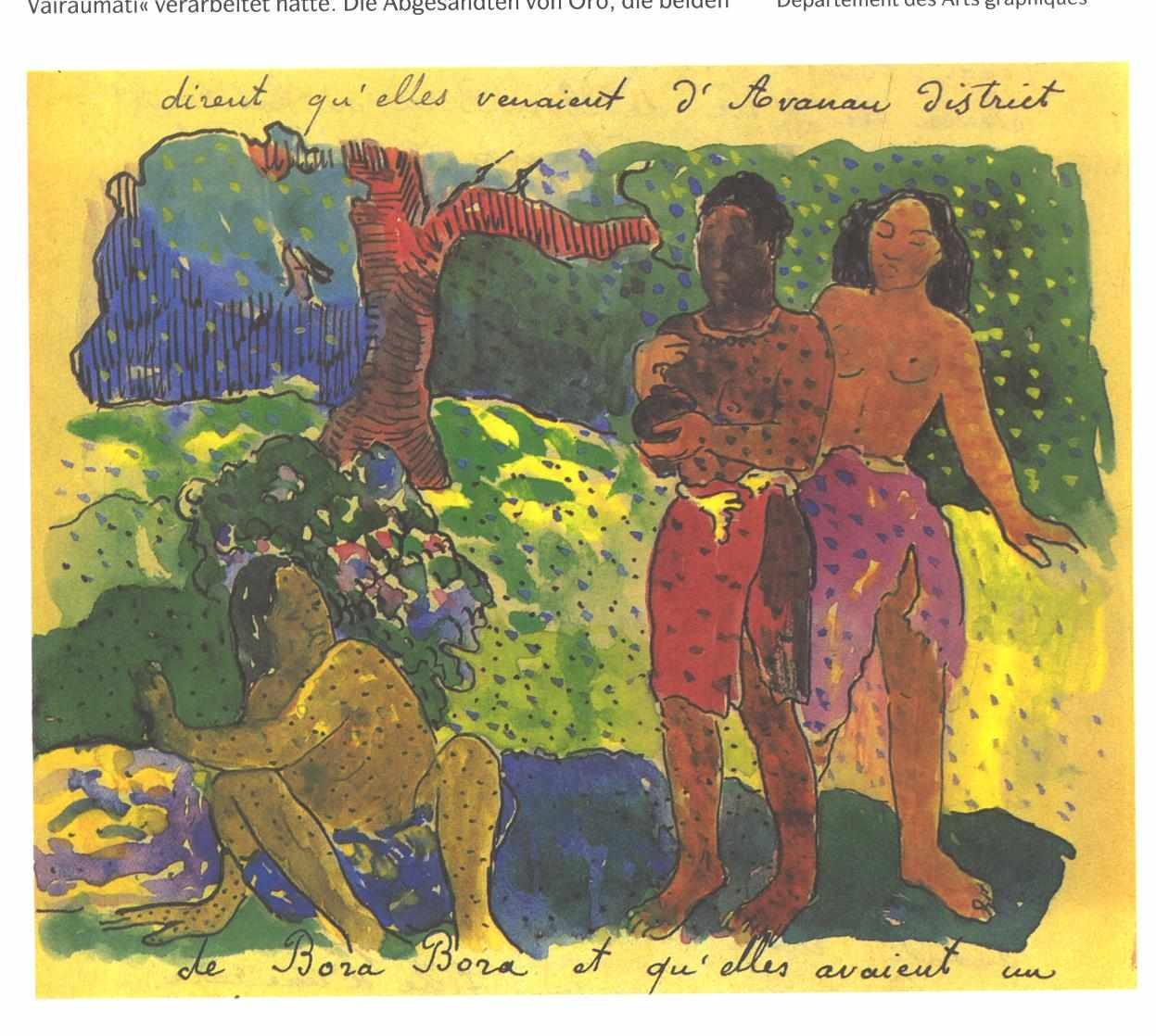
Página del diario de Gauguin (fecha desconocida), Ancien Culte Mahorie. Louvre
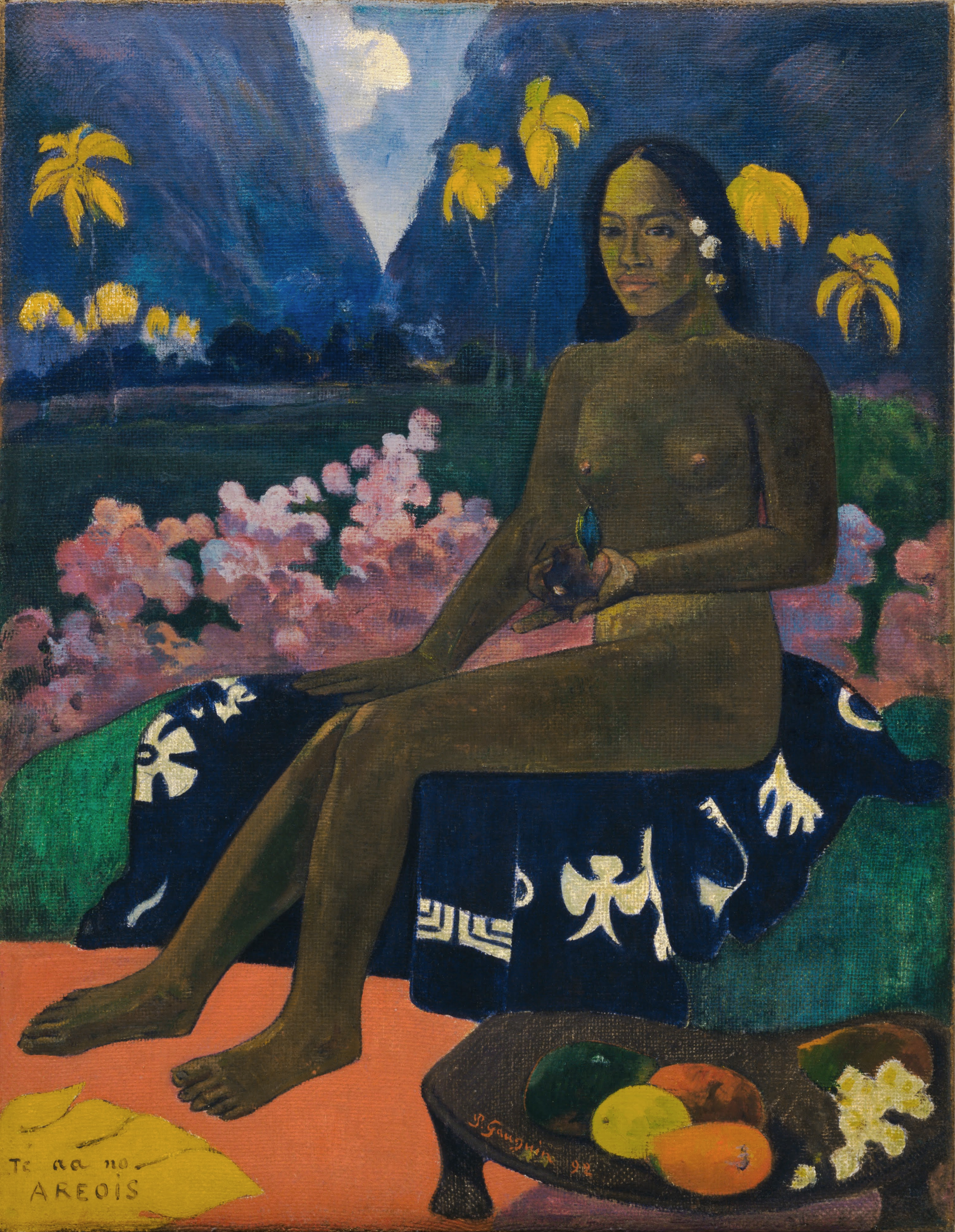
Te aa no areois (La Semilla de Areoi), 1892, Museo de Arte Moderno
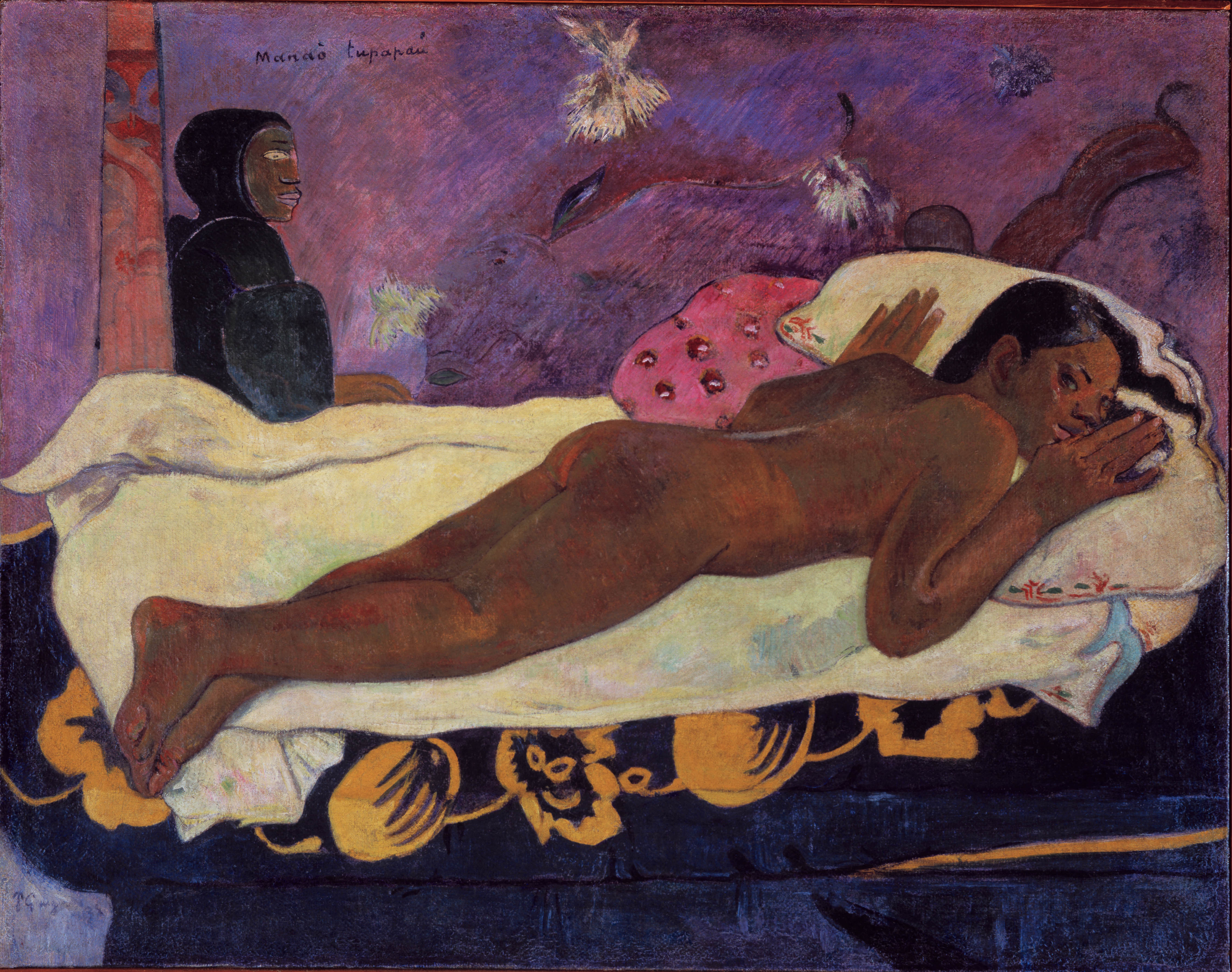
El espíritu de los muertos vela 1892, Museo Albright-Knox, Búfalo (Nueva York)
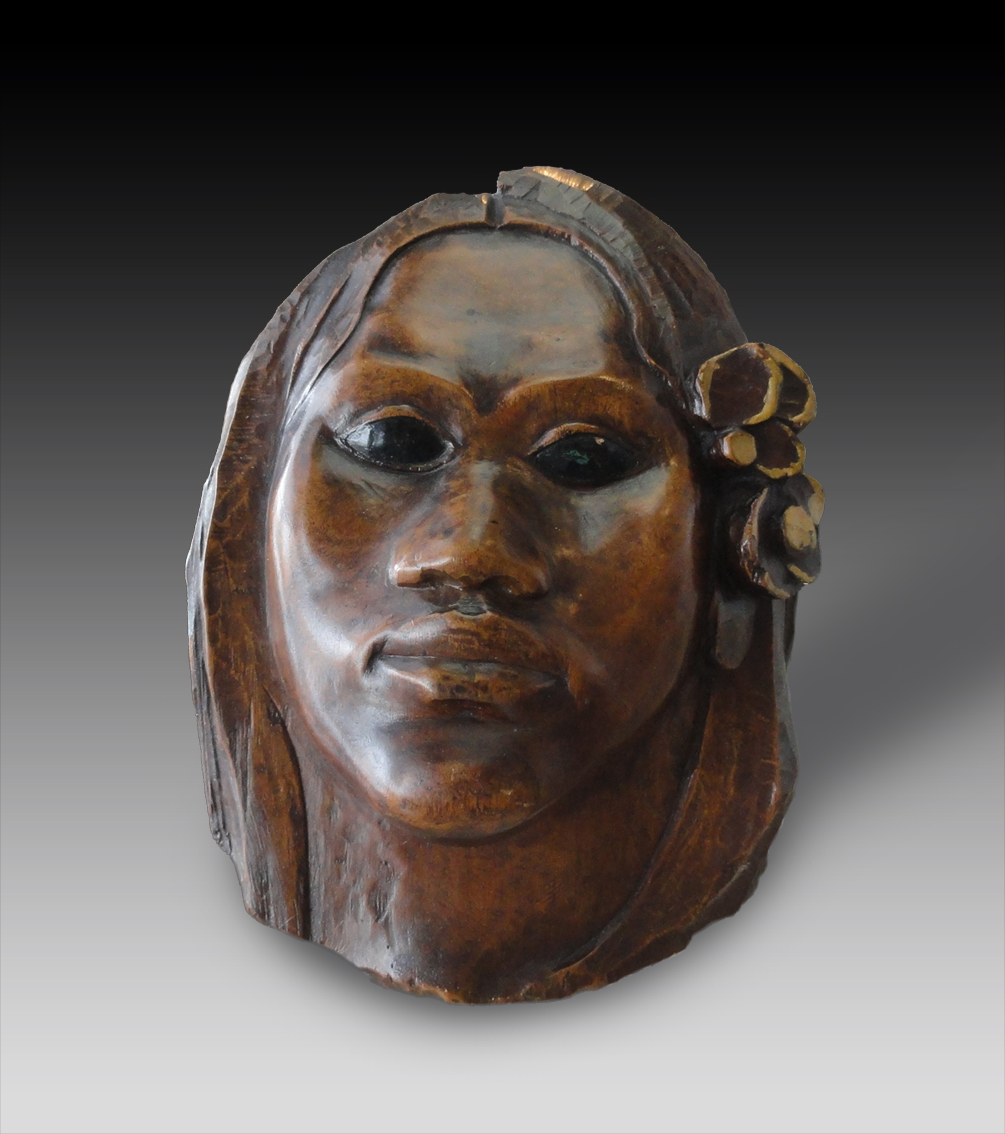
Tehura (Teha'amana), 1891-3, madera policromada, Museo de Orsay, Paris

### Regreso a Francia

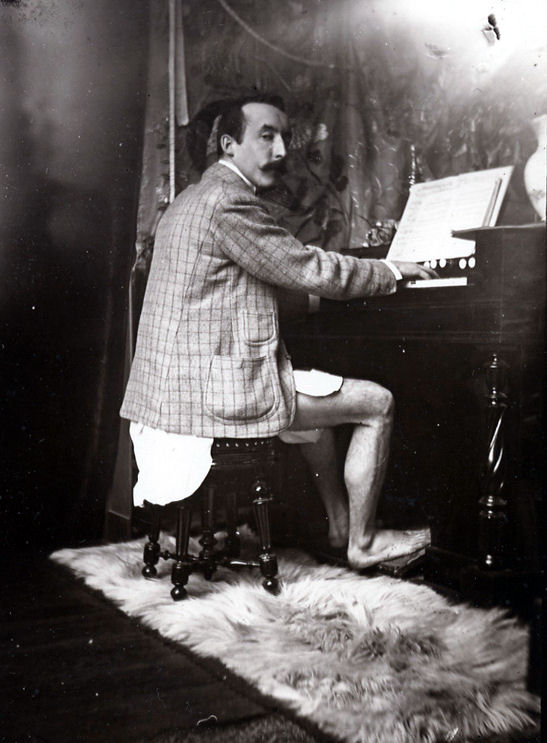
Gauguin, c. 1895, tocando un armonio en el estudio de Alphonse Mucha en la calle Grande-Chaumière, París (foto de Mucha)

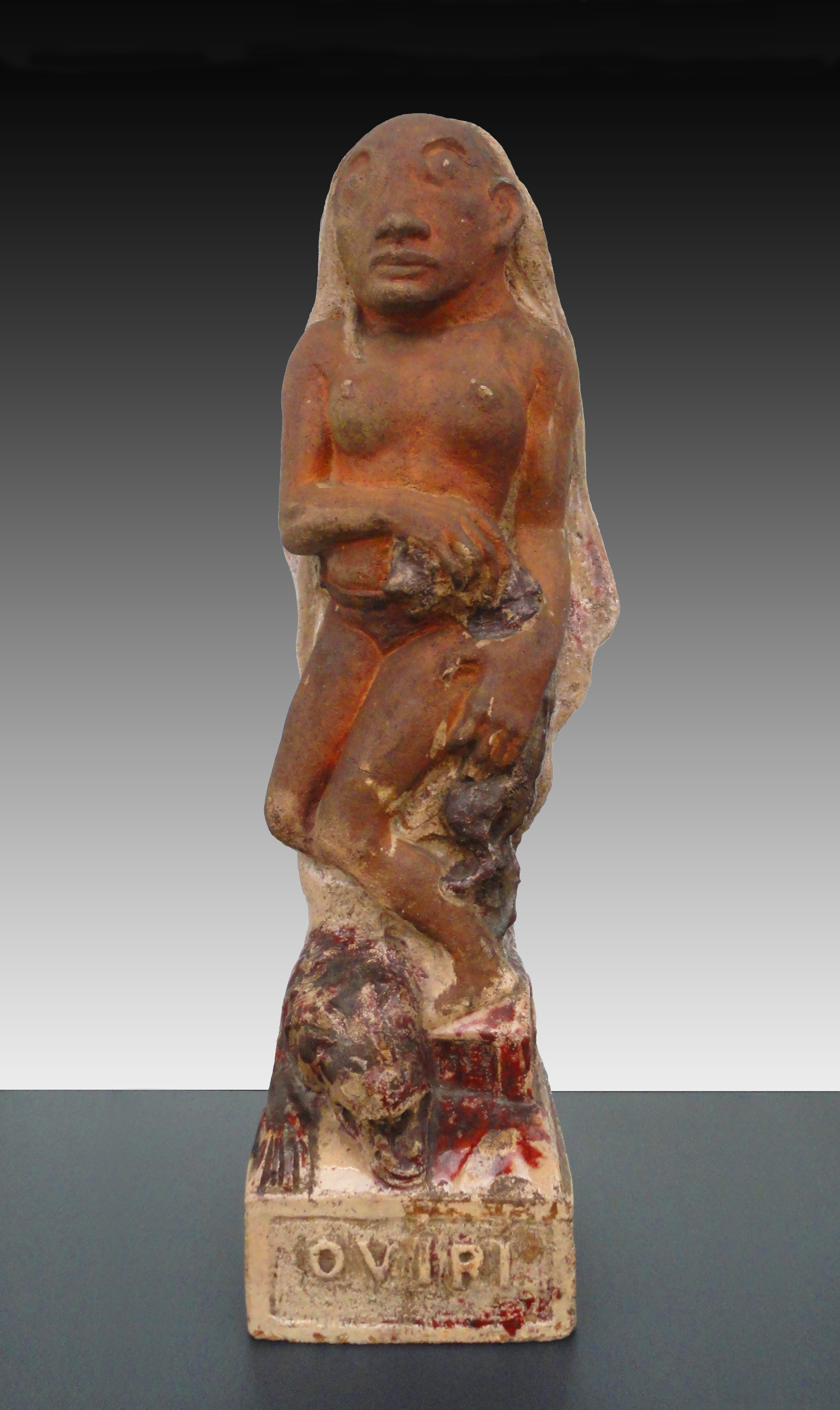
Paul Gauguin, 1894, Oviri (Sauvage), piedra parcialmente vidriada, 75 x 19 x 27 cm, Museo de Orsay, París. "El tema de Oviri es la muerte, salvajismo, barbarie. Oviri se postra sobre una loba muerta, mientras maldice a la vida de su cachorro." Tal vez, como Gauguin le escribe a Odilon Redon, se trata de algo que es "no muerte en la vida sino de vida en la muerte".

En agosto de 1893, Gauguin regresó a Francia donde continuó la ejecución de pinturas con temas tahitianos como Día del Dios y Primavera sagrada, dulces sueños. Una exhibición en la galería Durand-Ruel en noviembre de 1894 fue un éxito moderado, al vender a precios elevados once de sus cuarenta pinturas exhibidas. Se consiguió un apartamento en el 6 de la calle Vercingétorix al borde del distrito Montparnasse que era frecuentado por artistas, y así comenzó a organizar salones literarios semanales. Se presentaba como una persona exótica, vistiendo prendas polinesias, además tenía un amorío público con una joven aún en sus años adolescentes, "mitad india, mitad malaya", conocida como "Annah la javanesa".
A pesar del éxito moderado de su exhibición en noviembre, llegó a perder el patrocinio de Durand-Ruel debido a circunstancias que no son claras. Mathews lo caracteriza como una tragedia para la carrera de Gauguin. Entre otras cosas perdió la oportunidad de introducirse al mercado Americano. A inicios de 1894 se encontraba preparando cortes de madera usando una técnica experimental tomando temas de su diario de viaje Noa Noa. Regresó a Pont-Aven para el verano. El año siguiente intentó organizar una subasta de sus pinturas en París, similar a la de 1891, pero no fue un éxito. No obstante, el comerciante Ambroise Vollard, mostró sus pinturas en su galería en marzo de 1895, pero desafortunadamente no llegaron a un acuerdo en esas fechas.
Envió una gran escultura de cerámica que llamó Oviri, la cual había llevado al salón de la Sociedad Nacional de Bellas Artes el invierno anterior en abril de 1895. Existen versiones conflictivas sobre cómo fue recibida: su biógrafa y colaborador en Noa Noa y el poeta simbolista Charles Morice, sostenían (1920) que su obra fue "literalmente expulsada de la exhibición", mientras que Vollard dijo (1937) que la obra fue admitida únicamente cuando Chaplet amenazó con retirar toda su obra también. En todo caso, Gauguin tomó la oportunidad para incrementar su exposición al público al escribir una carta, indignado con el estado actual de la cerámica moderna, a Le Soir.
Ya en ese momento estaba claro que él y su esposa Mette estaban definitivamente separados. Aunque hubo todavía alguna esperanza de reconciliación, discutían acerca de aspectos económicos y ninguno visitaba al otro. Gauguin inicialmente rehusó compartir el legado de 13 000 francos que su tío Isidore le había dejado en herencia poco después de su regreso. A Mette le otorgó finalmente 1500 francos, pero indignada decidió comunicarse con él solo a través de Schuffenecker, para que de ese modo llegase a sus amigos la noticia de su traición y que se viera humillado.

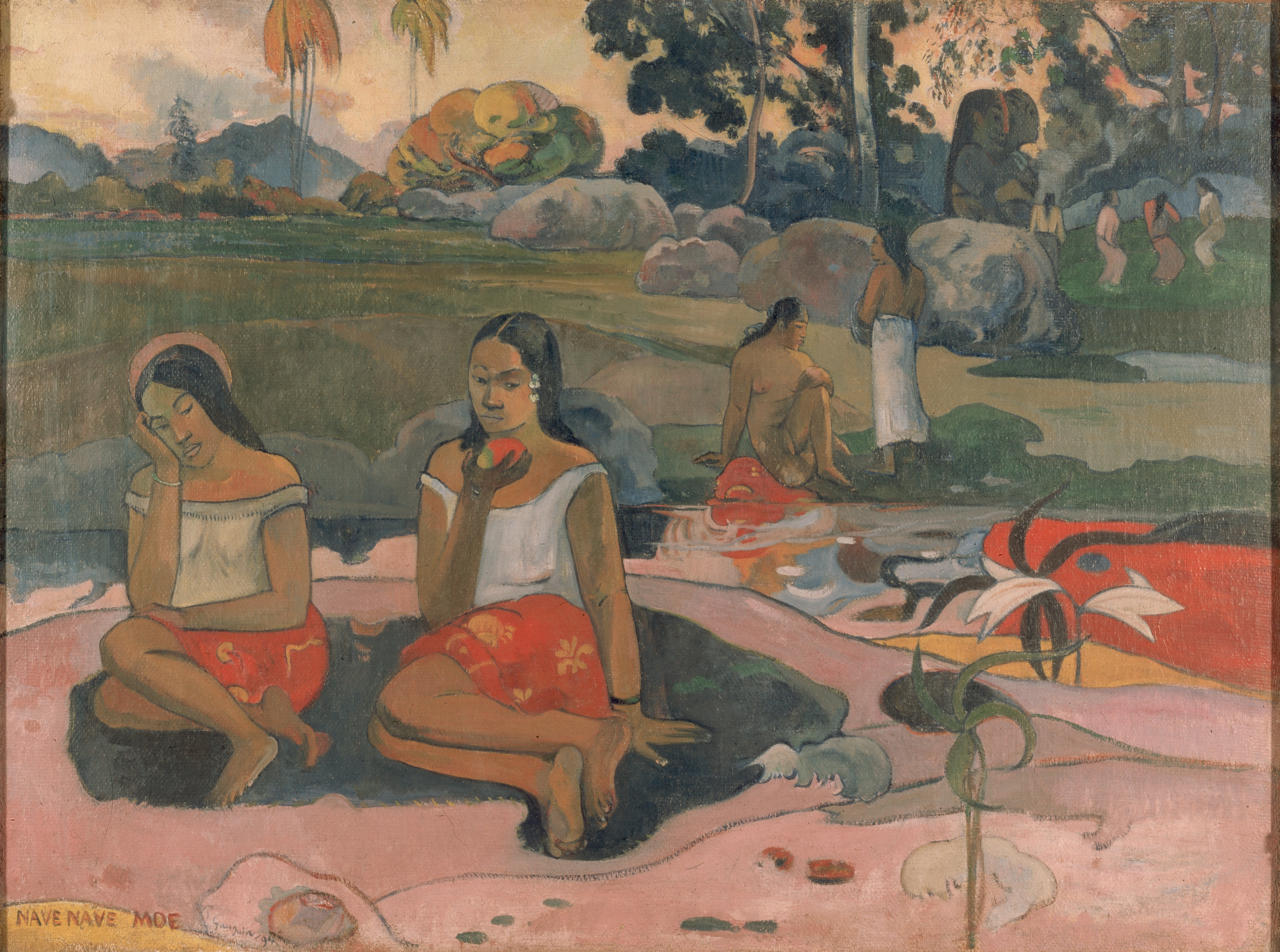
Nave nave moe (Primavera sagrada, dulces sueños), 1894, Museo del Hermitage
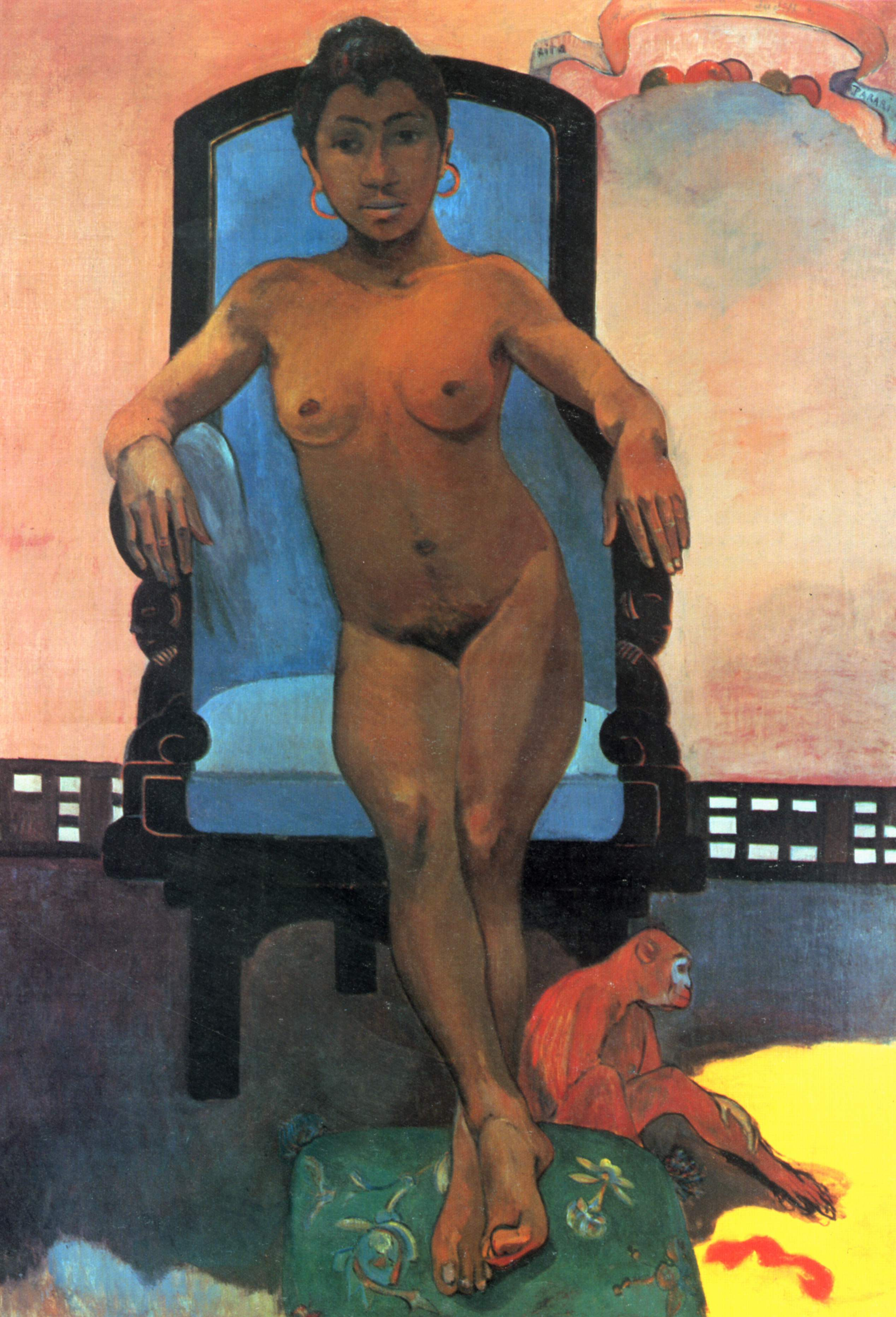
Annah the Javanese, (1893), Colección privada
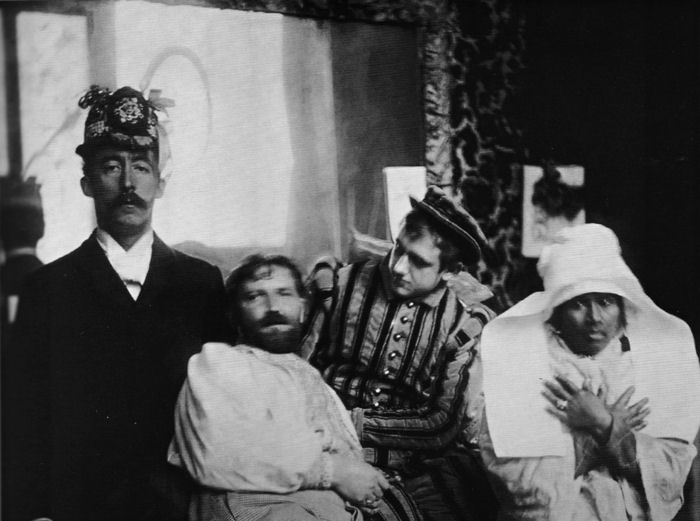
Paul Gauguin, Alfons Mucha, Luděk Marold, y Annah la Javanesa en el estudio de Mucha, 1893
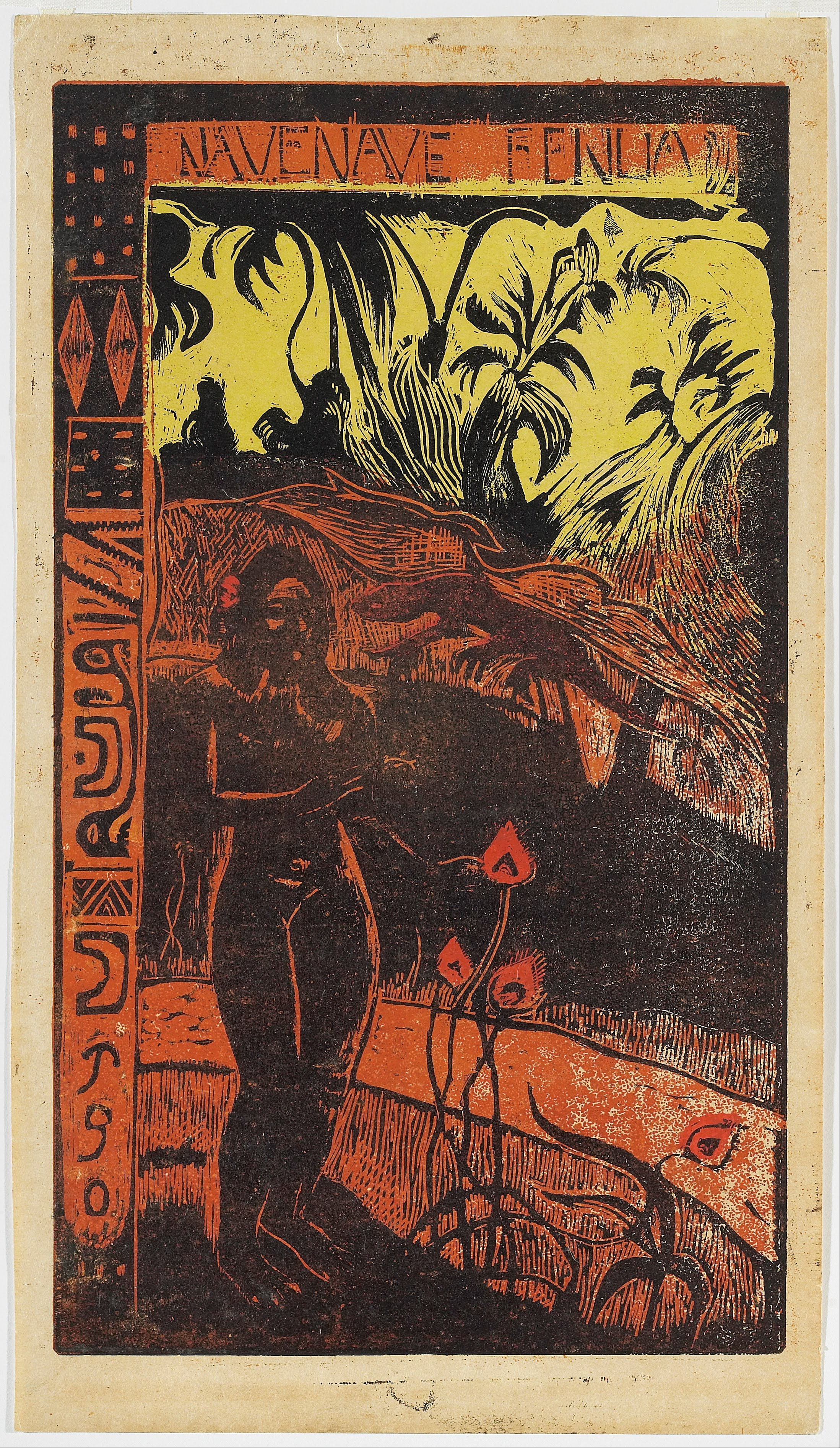
Nave Nave Fenua (Tierra Encantadora), corte de madera en la serie Noa Noa, 1894, Galería de Arte de Ontario

### Residencia en Tahití

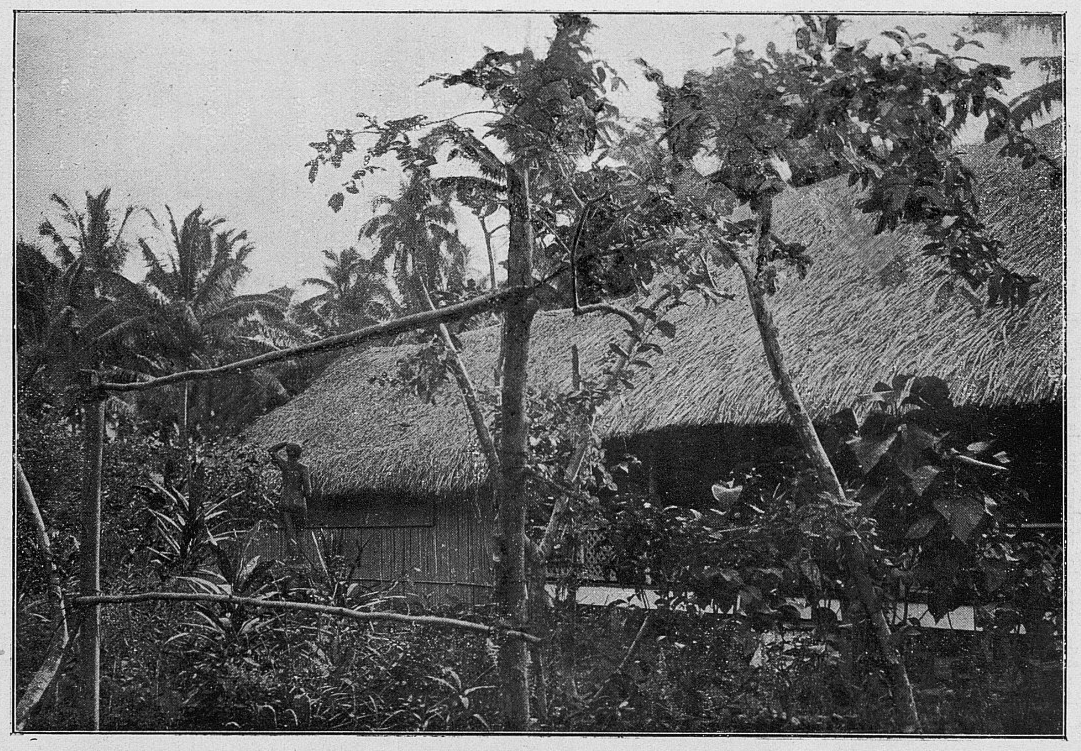
Fotografía de la casa de Gauguin en Punaauia. Resalta la escultura de una mujer desnuda. Fotografía de Jules Agostini, 1896.

Gauguin viajó de nuevo a Tahití el 28 de junio de 1895. Su regreso es caracterizado por Thomson como algo negativo, su desilusión con el ambiente del arte en París marcado por dos ataques hacia él en el mismo número de la revista Mercure de France; una por Émile Bernard y otra por Camille Mauclair. Mathews recalca que su aislamiento en París se volvió tan amargo que no tenía otra opción más que volver  a su lugar en la sociedad en Tahití.
Llegó en septiembre de 1895 y pasaría los siguientes seis años viviendo, al parecer, una vida cómoda como un artista colono cerca, o a veces dentro, de Papeete. Durante este tiempo fue capaz de sobrevivir por su cuenta mediante una racha creciente y estable de ventas, junto con el apoyo de amigos y simpatizantes, aunque hubo un período entre 1898 y 1899 cuando sintió la necesidad de conseguir trabajo de escritorio en Papeete, de lo cual no existen muchos registros. Construyó una choza en Punaauia en un área diez millas al este de Papeete, establecida con afluencia por familias ricas, en la cual instaló un gran estudio, sin escatimar en gastos. Jules Agostini, un conocido de Gauguin y fotógrafo amateur exitoso, fotografió la casa en 1896. Una venta de tierras tiempo después lo obligó a construir una nueva en el mismo vecindario.
Mantuvo posesión de un caballo y un carruaje, para poder viajar a Papeete para participar en la vida social de la colonia cuando lo deseara. Se suscribió al Mercure de France (llegó a ser accionista), para entonces el principal diario francés de críticas, y mantuvo una correspondencia activa con sus colegas artistas, comerciantes, críticos y patrocinadores de París. Durante este año en Papeete y en adelante, él jugó un papel creciente en la política local, contribuyendo con el diario local que se oponía al gobierno colonial, Les Guêpes (Las Avispas), que se había formado recientemente, y que finalmente editó su propia publicación mensual llamada La Sonrisa: Un Periódico Serio, después titulado Un Infame Periódico. Una cierta cantidad de material artístico y cortes de madera de su periódico sobrevivieron. En febrero de 1900 él se convirtió en el editor de Las Avispas, por el cual recibió salario y continuó como editor hasta su partida de Tahití en septiembre de 1901. El periódico bajo su dirección fue reconocido por sus ataques burdos al gobernador y a la burocracia en general, pero no era un líder simpatizante de las causas nativas, aunque, de todas maneras, así fue percibido.
Al menos durante el primer año no produjo pinturas, informando a Monfreid que se concentraría en la escultura. Muy pocos de sus grabados de madera de este período sobrevivieron, la mayoría fueron coleccionados por Monfreid. Thomson declara que El Cristo en la Cruz, un cilindro de madera de medio metro de alto, presentó una curiosa mezcla de temas religiosos. El cilindro pudo haber sido inspirado por grabados similares en Bretaña, como en Pleumeur-Bodou, donde  fueron cristianizadas obras por artesanos locales. Cuando regresó a la pintura, fue para continuar con su larga serie de desnudos cargados de sexualidad en pinturas como Hijo de Dios o Nunca Más. Thomson observa una progresión en la complejidad. Mathews nota un regreso al simbolismo cristiano, que lo hubiera hecho popular entre los colonialistas de la época, pero en ese momento ansioso por preservar lo que restaba de la cultura nativa al resaltar la universalidad de los principios religiosos. En estas pinturas, Gauguin se dirigía a la audiencia de sus compañeros colonistas en Papeete, no a su anterior audiencia avant-garde en París.
Sufrió problemas de salud y fue hospitalizado varias veces por una variedad de padecimientos. Mientras estaba en Francia, se rompió el talón en una pelea entre borrachos en una visita a Concarneau. La lesión, una fractura abierta, nunca sanó debidamente. Desde entonces padecía de llagas que aparecían en sus piernas y restringían su movimiento. Las trató con arsénico. Gauguin culpaba al clima tropical y describió las llagas como "eczemas", pero sus biógrafos concuerdan en que esto era consecuencia de la progresión de la sífilis.

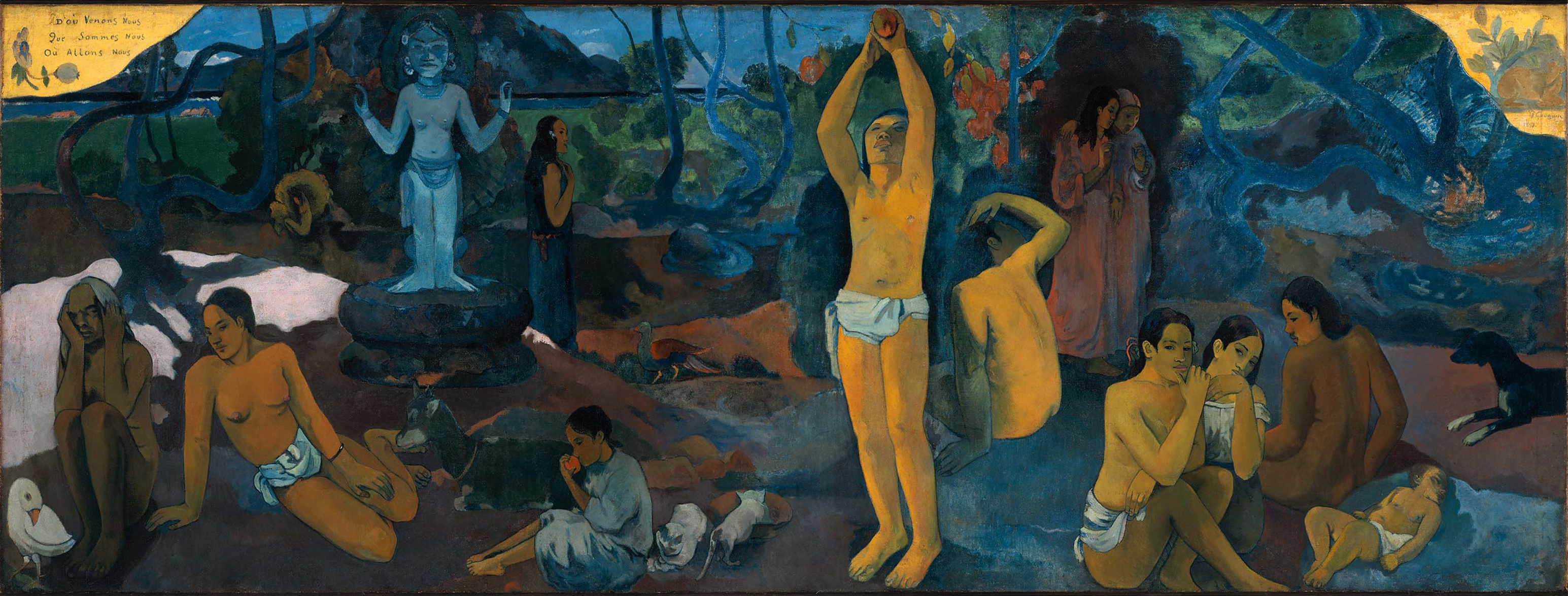
¿De dónde venimos? ¿Quiénes somos? ¿Adónde vamos?, 1897, Museo de Bellas Artes (Boston), Boston, MA, USA

En abril de 1897 recibió noticias de que su hija favorita Aline había muerto trágicamente de neumonía. Este fue también el mes en que se enteró de que debía abandonar su casa porque la tierra había sido vendida. Pidió un préstamo al banco para construir una casa de madera más extravagante con bellas vistas al mar y las montañas. Pero se excedió y para el fin de año se enfrentaba con la posibilidad de que el banco lo expulsara. Con mala salud y endeudado, llegó al borde de la desesperación. Al fin del año completó su grandiosa obra ¿De dónde venimos? ¿Quiénes somos? ¿Adónde vamos?, la cual fue reconocida como su obra maestra y su último testamento artístico (en una carta a Monfreid le explicó que intentó suicidarse al terminarla). La pintura fue exhibida en la galería de Vollard en noviembre del siguiente año, junto con otras ocho pinturas con temas similares que había completado en julio. Esta fue la primera exhibición mayor en París desde la realizada junto con Durand-Ruel en 1893 y fue un gran éxito, al recibir halagos sobre su nueva serenidad por parte de los críticos. Sin embargo, ¿De dónde venimos? recibió críticas mixtas y Vollard tuvo problemas para venderla. Lo logró finalmente en 1901 por 2500 francos (alrededor de US$10 000 dólares del año 2000), a Gabriel Frizeau, venta por la que posiblemente Vollard recibió una comisión de 500 francos.

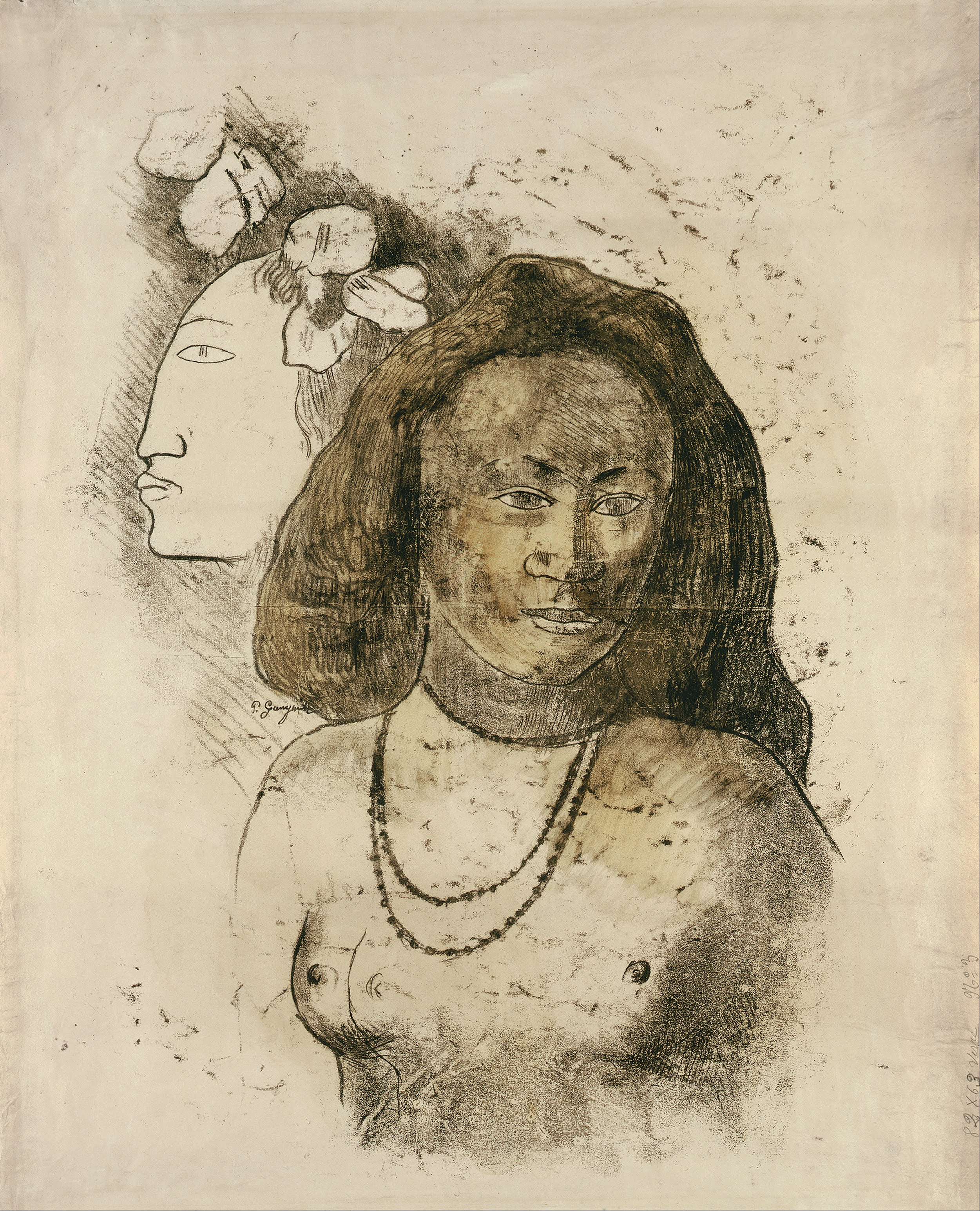
Mujer tahitiana con espíritu malvado, 1899/1900, Städel

Georges Chaudet, el comerciante de Gauguin en París, murió en el otoño de 1899. Vollard había estado comprando las pinturas de Gauguin a través de Chaudet y entonces hizo un acuerdo con Gauguin directamente. El acuerdo le daba a Gauguin un adelanto mensual de 300 francos a cambio de la compra garantizada de al menos 25 de sus pinturas nunca antes vistas al año por 200 francos cada una, y además Vollard se propuso proveerlo de materiales artísticos. Hubo algunos problemas en el arranque para ambas partes, pero Gauguin al fin pudo lograr su sueño de toda la vida de vivir de nuevo en las islas Marquesas en busca de una sociedad aún más primitiva. Se pasó sus últimos meses en Tahití viviendo con comodidad, siendo prueba la libertad con la que gastaba para entretener a sus amigos en ese tiempo.
Gauguin no fue capaz de continuar su obra en cerámica en las islas por la simple razón de que la arcilla requerida no estaba disponible. Igualmente, sin acceso a una imprenta y un hectógrafo, tuvo que regresar al proceso de monotipo en su obra gráfica. Algunos ejemplos supervivientes de estos estampados son raros y caros a la venta.
La esposa (vahine) de Gauguin durante este período fue Pahura (Pau'ura) a Tai, hija de unos vecinos en Punaauia y de 14 años de edad cuando la tomó como esposa. Le dio dos hijos, de los cuales una hija murió en la infancia. El otro, un niño, lo crio sola. Sus descendientes aún habitaban en Tahití en la época en que la biografía de Mathews fue realizada. Paa'ura rehusó acompañar a Gauguin a las Marquesas y estar lejos de su familia en Punaauia (antes ya lo había abandonado cuando él se fue a trabajar a Papeete, que está a solo 16 km). Cuando el autor inglés Willam Somerset Maugham la visitó en 1917, no le pudo otorgar memoria útil de Gauguin y hasta lo reprendió por no haber traído dinero de la familia francesa de Gauguin.

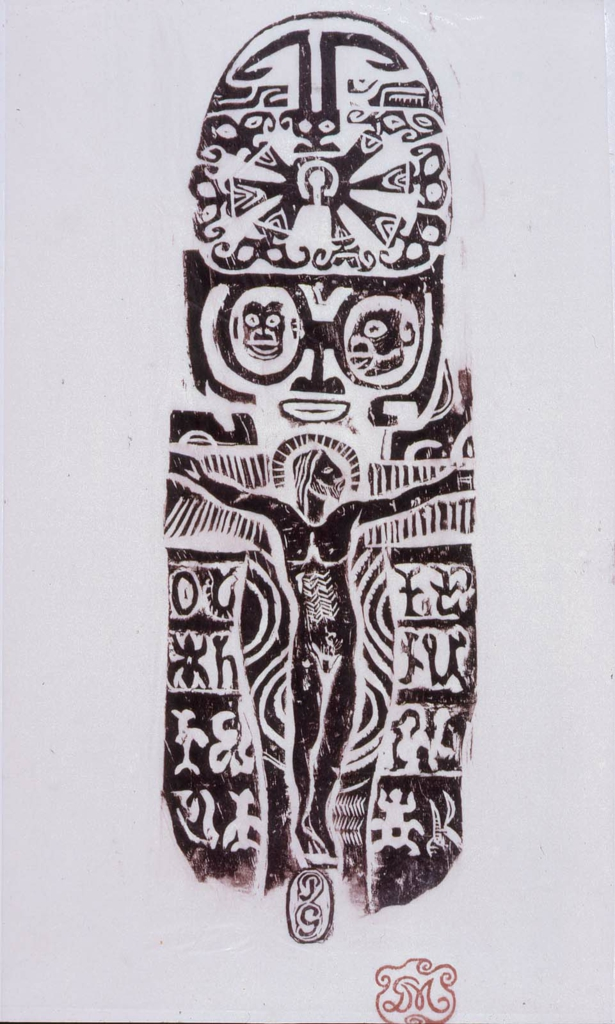
Oyez Hui Iesu (Cristo en la Cruz), frotamiento (impresión reversa) de1896 de un cilindro de madera, Museo de Bellas Artes (Boston)
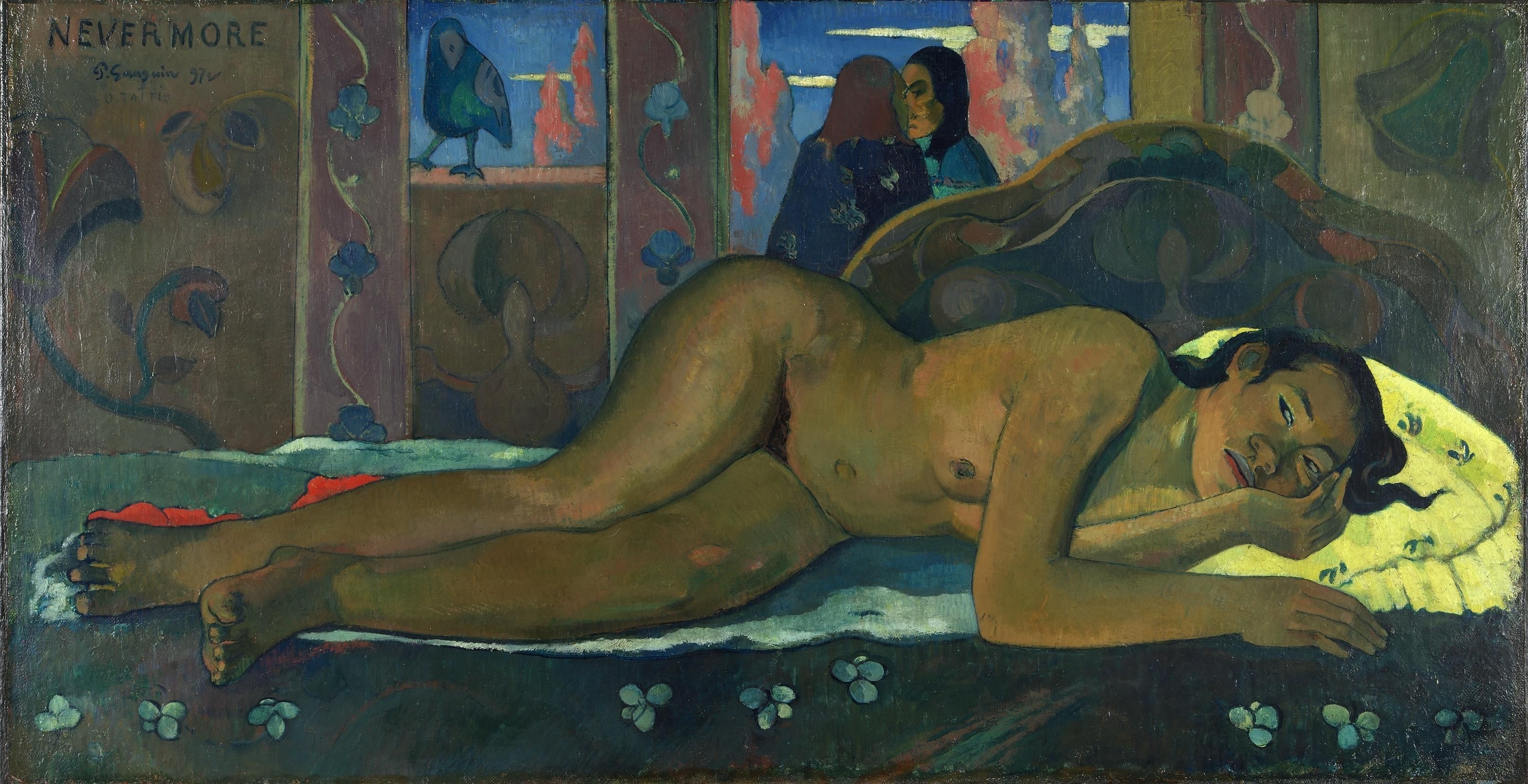
O Taiti (Nunca Más), 1897, Courtauld Institute
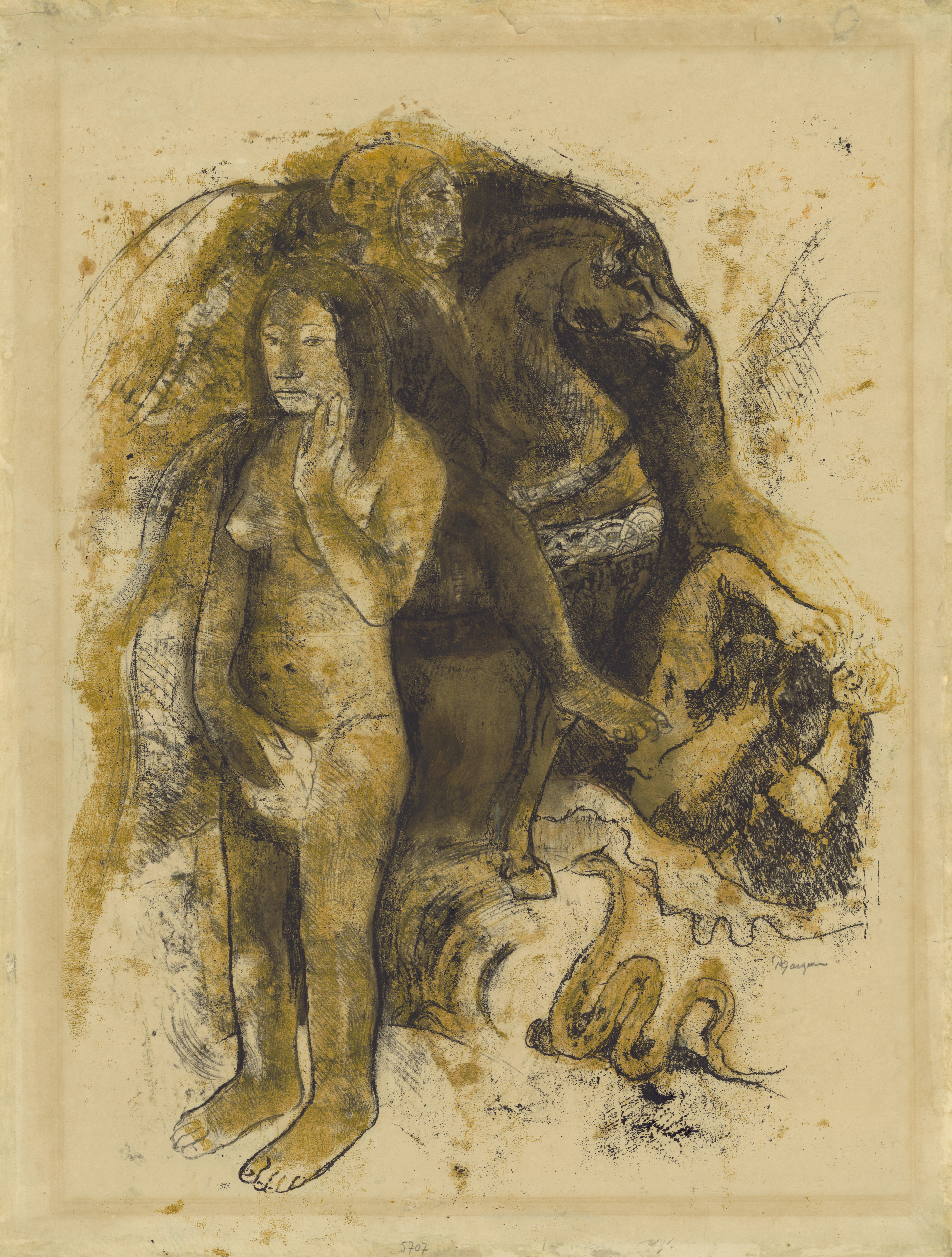
Eve (La Pesadilla), 1899–1900, monotipo, Museo J. Paul Getty

### Islas Marquesas

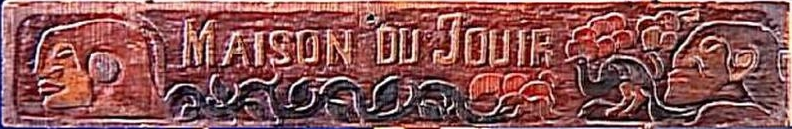
Dintel de puerta en la Maison du Jouir, 1901, Museo de Orsay

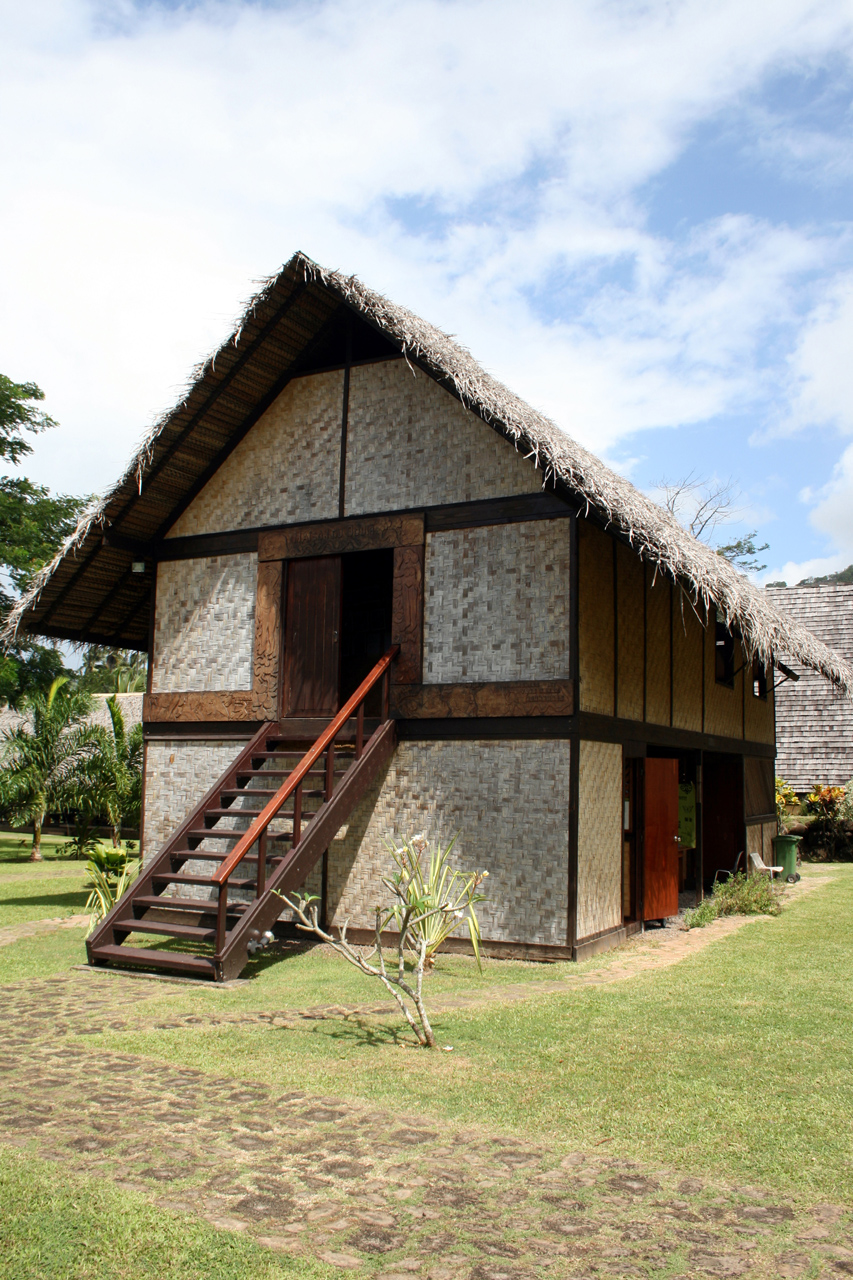
Reconstrucción de la casa de Gauguin Maison du Jouir (Casa del Placer) en Atuona.

Gauguin había planeado vivir en las Marquesas desde que vio una colección de tazones y armas grabadas de las Marquesas cuando estaba en Papeete en los primeros meses de su visita a Tahití. Sin embargo, encontró una sociedad que, como en Tahití, había perdido su identidad cultural. De todas los grupos de islas del Pacífico, las Marquesas eran las más afectadas por la importación de enfermedades occidentales (especialmente tuberculosis). La población de unos 80 000 habitantes en el siglo XVIII se había reducido a unos 4 000. Los misioneros católicos se impusieron, y en su esfuerzo por controlar el alcoholismo y la promiscuidad, obligaron a los niños nativos a atender a escuelas misioneras hasta la adolescencia. El régimen colonial francés fue aplicado por la gendarmería, famosa por su malevolencia y estupidez, mientras que los comerciantes, tanto de occidente como de China, explotaron a los nativos terriblemente.
Gauguin se estableció en Atuona en la isla de Hiva-Oa, llegando el 16 de septiembre de 1901. Esta era la capital administrativa del grupo de islas, pero era considerablemente menos desarrollado que Papeete, aunque existía un sistema eficiente y frecuente de barco de vapor para viajar entre ambas. Había un doctor militar, pero no hospital. El doctor se mudó a Papeete el febrero siguiente y, desde entonces, tuvo que confiar en los dos trabajadores de salud que había en la isla, el aventurero vietnamita Nguyen Van Cam (Ky Dong), quien se estableció en la isla pero no tenía formación médica formal, y el pastor protestante Paul Vernier, quien había estudiado medicina además de teología. Ambos se convertirían en buenos amigos.
Gauguin compró un terreno en el centro del pueblo de la misión católica, habiendo primero conquistado al obispo local al atender a misa regularmente. Este obispo era monseñor Joseph Martin, inicialmente contento con Gauguin porque sabía que él se había aliado con el catolicismo en Tahití en su periodismo.

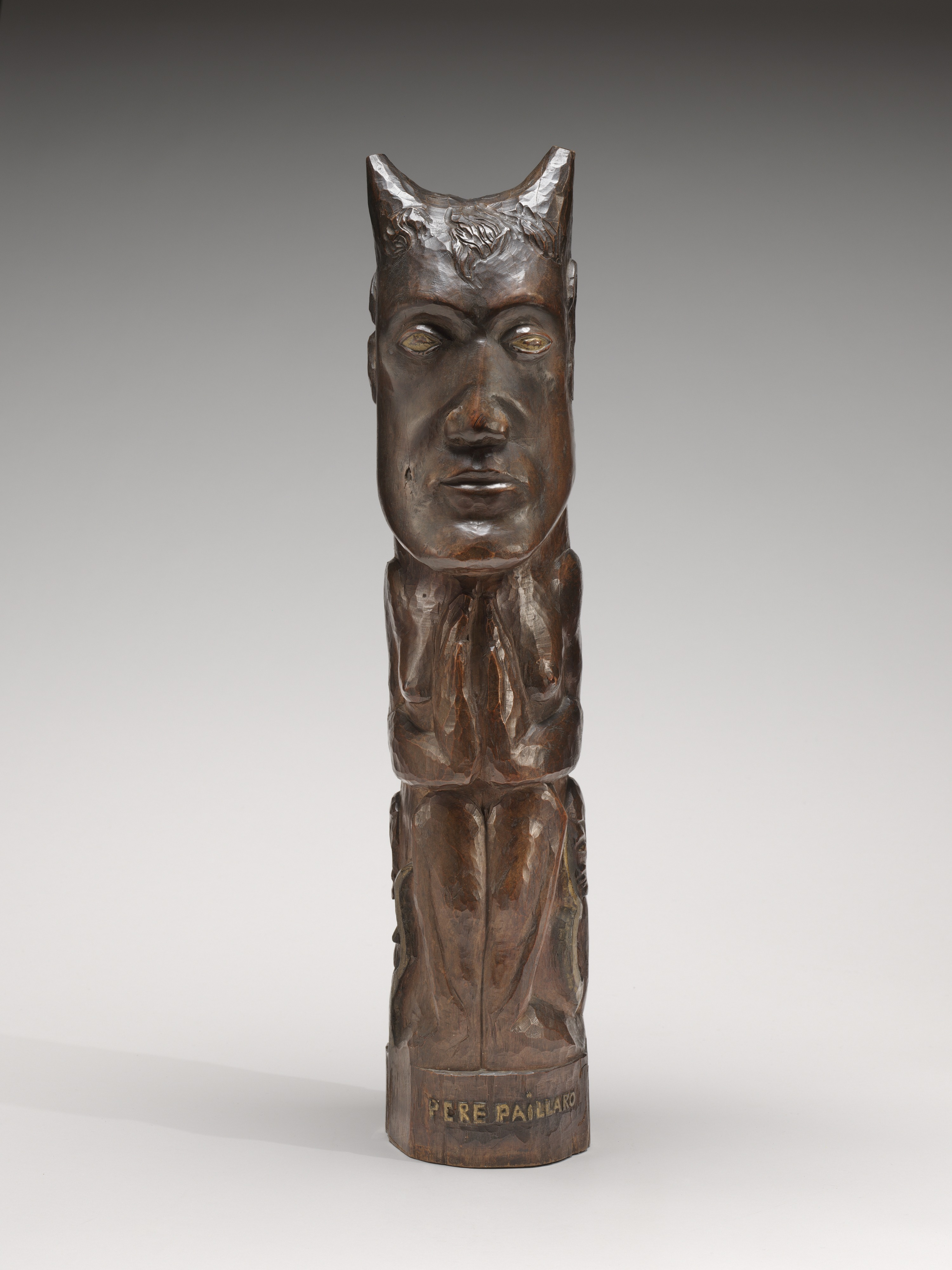
Père Paillard (Padre Lujurioso), 1902, Galería Nacional de Arte. Sátira de Gauguin del obispo Martin.

Gauguin construyó en su terreno, una casa lo suficiente sólida como para sobrevivir un ciclón, que acabó con la mayoría de las otras viviendas del pueblo. Fue ayudado en la tarea por los dos mejores carpinteros de la isla, uno de ellos llamados Tioka, tatuado de pies a cabeza en la forma tradicional de las Marquesas (tradición interrumpida por los misioneros). Tioka era un diácono en la congregación de Vernier y se convirtió en vecino de Gauguin después del ciclón cuando Gauguin le regaló una esquina de su terreno. La planta baja estaba al aire libre y se usaba solamente para comer y como sala de estar, mientras que el piso superior era usado para dormir y como estudio. La puerta al piso superior estaba decorada con un dintel tallado en madera y jambas que sobrevivirían posteriormente en museos. El dintel nombraba a la casa como "Maison du Jouir" (Casa del Placer), mientras que las jambas asemejaban su anterior trabajo de 1889 con tallado de madera llamado Soyez amoureuses vous serez heureuses (Enamoraros, sereís felices). Las paredes decoradas con, entre otras cosas, su colección tan apreciada de 45 fotografías pornográficas que compró en Puerto Saíd tras salir de Francia. Al menos en los primeros días, hasta que Gauguin encontró una vahine (esposa), la casa atraía multitudes de nativos por las noches que venían a apreciarla, venían a mirar las imágenes y a celebrar toda la noche. Sobra decir que esto no le agradaba al obispo, aún menos cuando Gauguin colocó dos esculturas al pie de los escalones satirizando al obispo y a su sirvienta (supuestamente su amante), y todavía menos cuando Gauguin atacó al tan poco popular sistema escolar misionero.
El financiamiento estatal de las escuelas misioneras cesó como resultado de la nueva Ley de Asociaciones de 1901 promulgada por el imperio francés. Las escuelas continuaron como instituciones privadas pero con dificultades, aunque estas se agravaron cuando Gauguin declaró que la asistencia a cualquier escuela era únicamente obligatoria dentro de un área de captación con un radio de unas dos o dos millas y media. Esto llevó a varias hijas adolescentes el ser retiradas de las escuelas (Gauguin llamó al proceso "rescate"). Él tomo a una de estas chicas como vahine, llamada Vaeoho (también Marie-Rose), la hija de catorce años de una pareja nativa que vivía en un valle cercano (10 km). Esto no pudo haber sido muy placentero para ella, debido a lo grotesco y nocivo de las llagas de Gauguin para ese entonces, que requerían cambios de vendaje diarios. No obstante, ella vivió con él voluntariamente y el año siguiente dio a luz a una hija saludable, cuyos descendientes continúan viviendo en la isla.

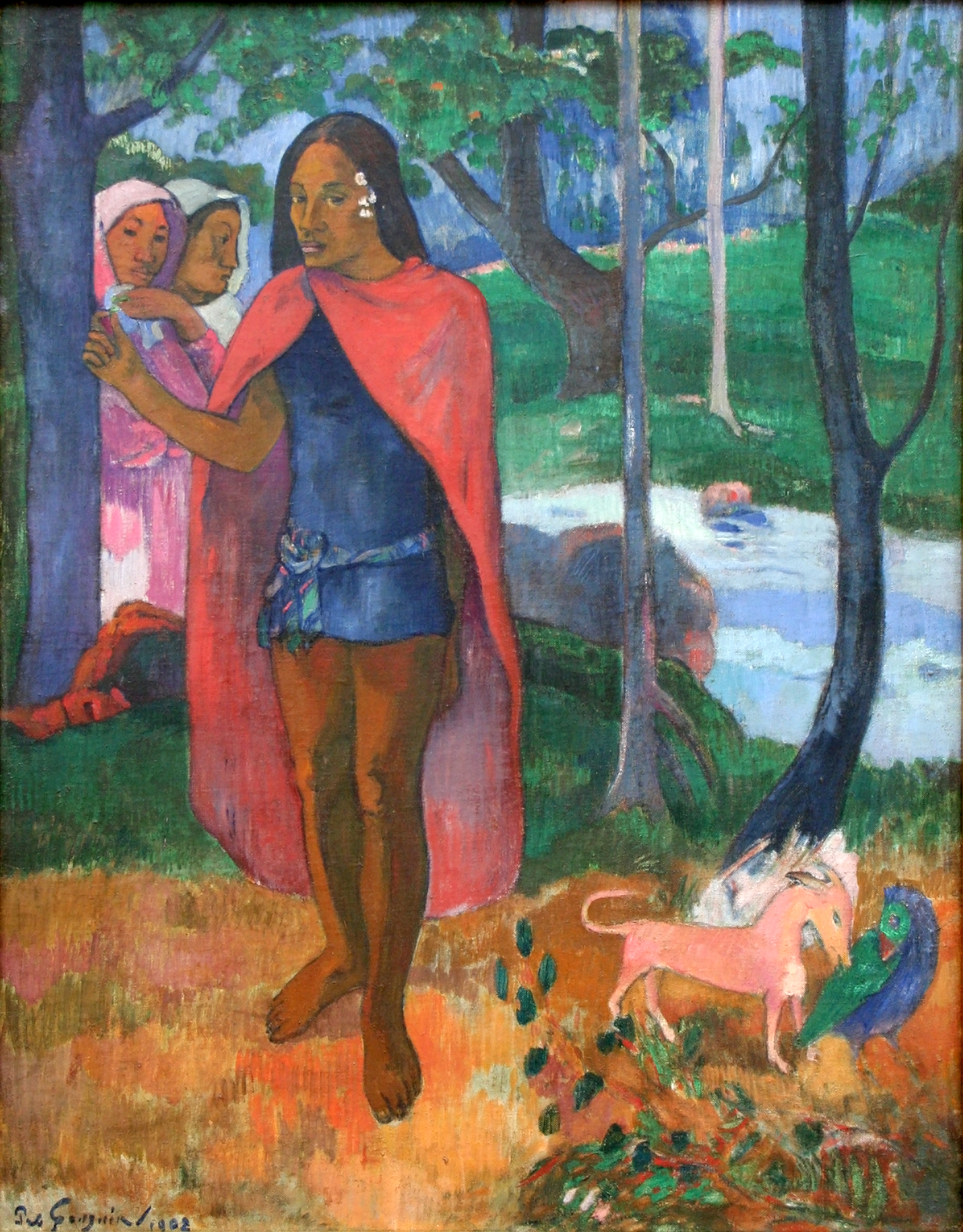
Le Sorcier d'Hiva Oa (Hombre de Marquesas en Capa Roja), 1902, Musée d'art moderne et d'art contemporain de Liège

Para noviembre se había establecido en su nueva casa con Vaeoho, un cocinero (Kahui), otros dos sirvientes (sobrinos de Tioka), su perro Pegau (un uso de sus iniciales PG), y un gato. La casa en sí, aunque en el centro del pueblo, se encontraba en medio de árboles y retirada de la vista. Los festejos terminaron y comenzó un período de trabajo productivo, logrando enviar 20 lienzos a Vollard el siguiente abril. Él pensó que encontraría nuevos temas en las Marquesas, expresándolo en un escrito a Monfreid:

Yo creo que en las Marquesas, donde es fácil encontrar modelos (algo cada vez más difícil en Tahití), y con nuevos paisajes por explorar - con nuevos y mejores temas salvajes  - yo podré lograr cosas hermosas. Aquí mi imaginación se enfrió, y también el público ya se acostumbró a Tahití. El mundo es tan estúpido que si uno le muestra nuevos lienzos con elementos terribles, Tahití se convertiría en algo comprensible y encantador. Mis imágenes de Bretaña ahora son agua de rosas gracias a Tahití; Tahití será perfume gracias a las Marquesas.
(Carta LII a George Daniel de Monfreid, Junio 1901).
Paul Gauguin

En realidad, en su mayoría, su obra de las Marquesas puede ser distinguida de su trabajo en Tahití solo por expertos o por sus fechas, pinturas como Dos Mujeres permanecen con un origen incierto. Para Anna Szech, lo que las distingue es su reposo y melancolía, aunque contienen elementos de inquietud. De esta forma, en la segunda versión de Jinetes en la Playa, que muestra nubes y figuras espumosas, sugieren que se avecina una tormenta, mientras que las figuras distantes a caballo son semejantes a otras figuras similares en otras pinturas que simbolizaban la muerte.
Gauguin escogió pintar paisajes, naturaleza muerta y estudios de figura en esta época, siempre con atención a la clientela de Vollard, así evitando los temas de lo primitivo y los paraísos perdidos de sus pinturas de Tahití. Pero hay un trío significante de pinturas de su período pasado que sugieren preocupaciones más profundas. Las primeras dos son Jeune fille à l'éventail (Niña con Abanico) y Le Sorcier d'Hiva Oa (Hombre de Marquesas en Capa Roja). La modelo para Niña con abanico era la pelirroja Tohotaua, la hija de un cacique en la isla vecina. El retrato parece haber sido tomado de una fotografía que Vernier envió a Vollard. La modelo para la segunda pintura pudo haber sido Haapuani, una bailarina exitosa así como una hechicera temida, quien era amiga de Gauguin y, de acuerdo a Danielsson, estaba casada con Tohotaua. Szech denota que el color blanco del vestido de Tototaua es un símbolo de poder y muerte en la cultura polinesia. Le Sorcier parece haber sido realizada al mismo tiempo y muestra una mujer a de cabello largo usando una capa roja exótica. La naturaleza andrógina de la imagen atrajo atención, confirmando la especulación de que Gauguin intentó representar una persona con un tercer género. La tercera pintura es la misteriosa y bella Contes barbares (Cuentos Primitivos) mostrando a Tohotaua de nuevo en la derecha. La figura de la izquierda es Jacob Meyer de Haan, un amigo pintor de Gauguin de los días de Pont-Aven quien murió años atrás, mientras que la figura de en medio es de nuevo andrógina, identificada por algunos como Haapuani. La pose imitando a Buda y el loto floreciendo sugiere a Elizabeth Childs que la imagen es una meditación sobre el ciclo perpetuo de la vida y la posibilidad del renacimiento. Como estas pinturas llegaron a Vollard después de la repentina muerte de Gauguin, nada es sabido acerca de sus intenciones en la ejecución de las mismas.

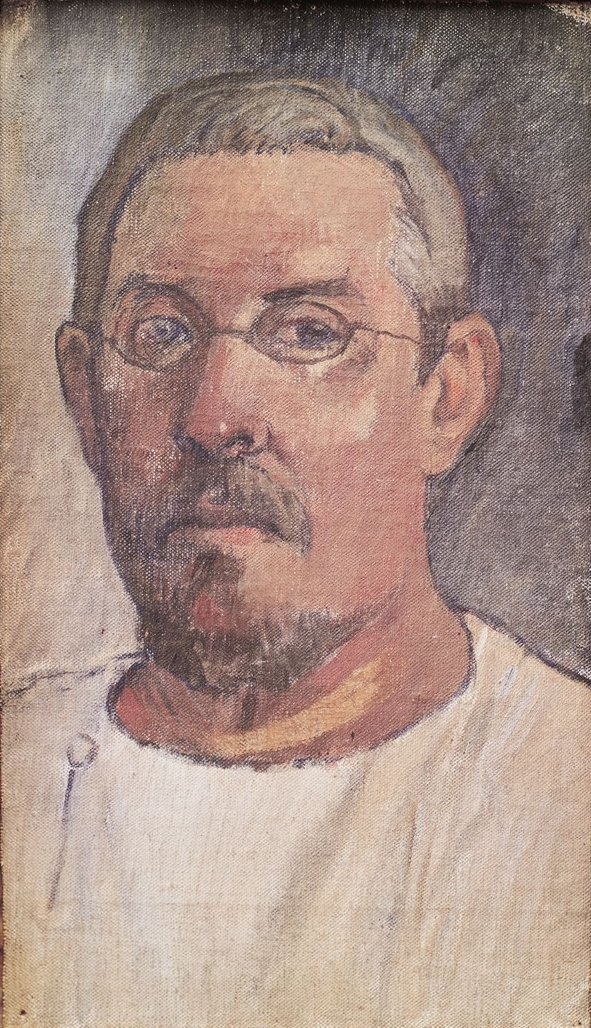
Autorretrato, 1903, Kunstmuseum Basel

En marzo de 1902, el gobernador de la Polinesia Francesa, Édouard Petit, arribó a las Marquesas para hacer una inspección. Fue acompañado por Édouard Charlier como cabeza del sistema judicial. Charlier era un pintor amateur que fue amigo de Gauguin cuando llegó a ser magistrado en Papeete en 1895. Sin embargo, su relación se volvió una de enemistad cuando Charlier rehusó enjuiciar a la entonces vahine de Gauguin, Pau'ura, por un número de ofensas triviales, como supuestamente allanamiento de morada y robo, que cometió en Punaauia mientras Gauguin estaba trabajando en Papeete. Gauguin llegó al extremo de publicar una carta abierta a Charlier acerca del asunto en Les Guêpes. Petit, presuntamente avisado con antelación, rehusó ver a Gauguin para la entrega de las protestas de los pobladores (Gauguin era su vocero) acerca del injusto sistema de impuestos, el cual veía su mayor ganancia de los gastos en Papeete. Gauguin respondió en abril al rehusar el pago de sus impuestos y al animar a los pobladores, comerciantes y agricultores a hacer lo mismo.
Por esos tiempos, la salud de Gauguin comenzó a deteriorarse de nuevo, al sentir los mismos síntomas como el dolor en las piernas, palpitaciones del corazón y debilidad en general. El dolor en el tobillo llegó a ser insoportable y en julio se vio obligado a ordenar un carruaje de Papeete para poder moverse por el pueblo. Para septiembre el dolor era tan extremo que tuvo que utilizar inyecciones de morfina. No obstante, llegó a preocuparse por su nuevo hábito de prestarle su juego de jeringas al vecino, por lo que cambió a láudano. Su vista le empezaba a fallar, como fueron prueba los anteojos que usó en su último autorretrato. De hecho tal retrato lo comienza a realizar su amigo Ky Dong y después lo llegó a terminar Gauguin mismo, así explicando el estilo poco característico visto en él. Muestra un hombre viejo y cansado, pero no derrotado aún. Por un tiempo consideró el regresar a Europa, a España, para recibir tratamiento. Monfreid le aconsejó:

Al regresar, arriesgarás el dañar ese proceso de incubación de aprecio del público hacia ti, que se encuentra en acción este momento. Ahora tú eres un artista legendario y único, que nos envía obras desconcertantes e inimitables de los remotos mares del ser, las cuales con las creaciones definitivas de un gran hombre quien, de alguna manera, ya se ha ido de este mundo. Tus enemigos - y como todos los que molestan a los mediocres tienes muchos enemigos - son silenciosos; pero no se atreven a atacarte, ni siquiera pensarlo. Tú estás muy lejos. No deberías regresar... Tú ya eres tan inexpugnable como todos los grandes muertos; tú ya perteneces a la "historia del arte".

-George Daniel Monfreid, Carta a Paul Gauguin alrededor de octubre de 1902

En julio de 1902, Vaeoho, para entonces con siete meses de embarazo, dejó a Gauguin para regresar a casa al valle de Hekeani para tener a su bebé entre su familia y amigos. Dio a luz el siguiente septiembre, pero no regresó. Gauguin ya no tomó otra vahine. Fue en ese entonces que su riña con el obispo Martin sobre las escuelas misioneras alcanzó su máximo. El gendarme local Désiré Charpillet, al principio amistoso con Gauguin, escribió un reporte al administrador el grupo de islas, que residía en la isla vecina de Nuku Hiva, en donde criticaba a Gauguin por alentar a los nativos de retirar a su hijos de la escuela así como de alentar a los pobladores para no pagar sus impuestos. Por suerte el puesto de administrador había sido ocupado recientemente por François Picquenot, un viejo amigo de Gauguin desde Tahití y esencialmente comprensivo con él. Picquenot le aconsejó a Charpillet no hacer nada acerca del problema de las escuela, ya que Gauguin tenía a la ley de su lado, pero sí le autorizó a Charpillet el incautar los bienes de Gauguin como pago por los impuestos si todo llegara a las peores instancias. Posiblemente debido a su soledad, y a veces su incapacidad de pintar, Gauguin se dedicó a escribir.

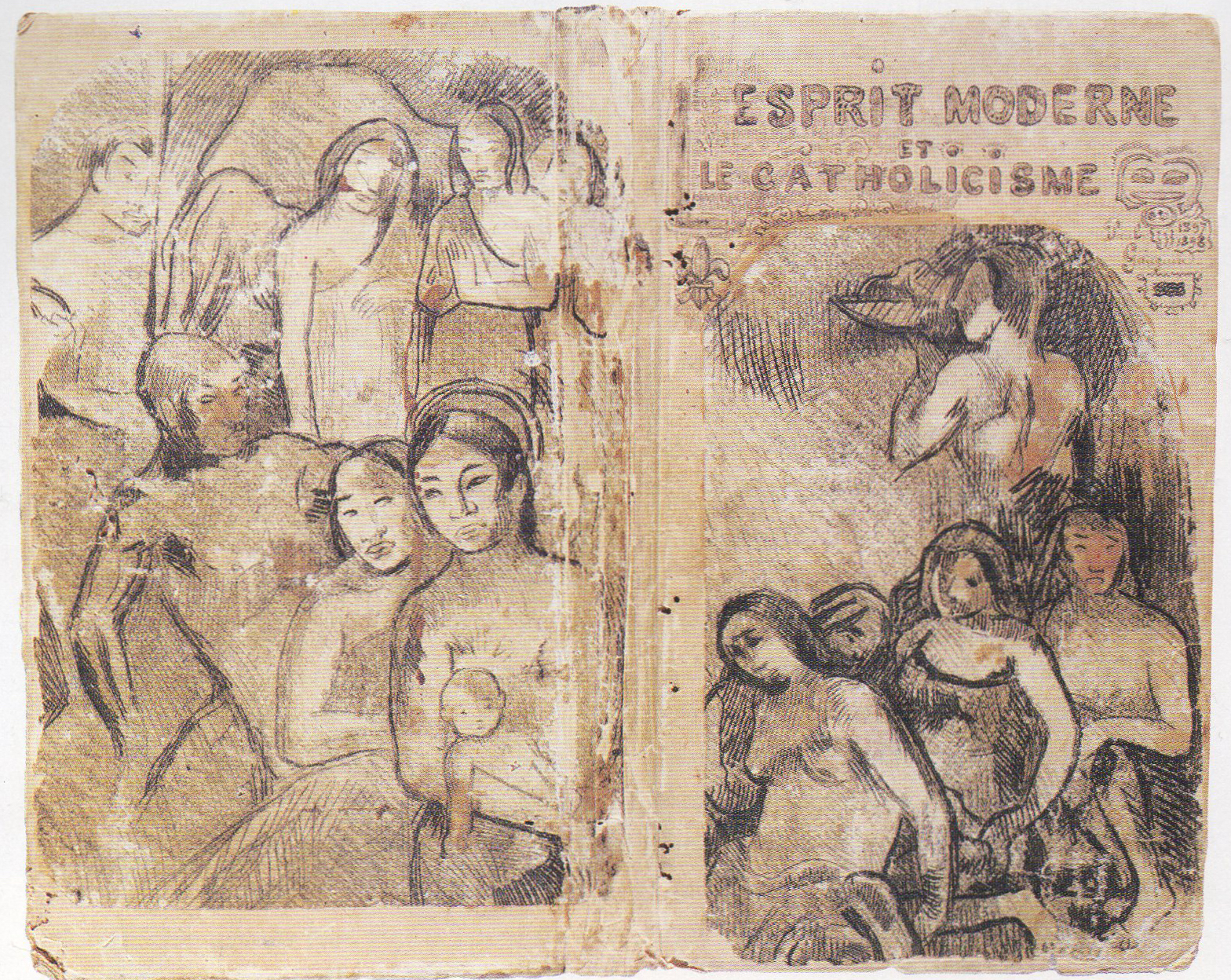
L'Esprit Moderne et le Catholicisme (El Espíritu Moderno y el Catolicismo) (portadas delanteras y traseras, 1902, Museo de Arte de San Luis.

En 1901, el manuscrito de Noa Noa que Gauguin preparó junto con sus grabados de madera en el período en Francia, fue finalmente publicado con los poemas de Morice en formato de libro en la edición La Plume (el manuscrito en sí ahora se encuentra en el museo de Louvre). Algunas secciones (incluyendo su relato de Teha'amana) se habían publicado antes pero sin los grabados en 1897 en La Revue Blanche, mientras que Gauguin mismo publicó extractos en Les Guêpes mientras era editor. La edición La Plume fue planeada para incluir los grabados, pero retiró su permiso para imprimirlos en papel liso como los editores querían. En realidad le había perdido interés a la aventura con Morice y nunca vio una copia, rechazando una oferta de cien copias de cortesía. Sin embargo, su publicación lo inspiró para considerar escribir otros libros. A principio de años (1902), revisó un antiguo manuscrito de 1896-97 llamado L'Esprit Moderne et le Catholicisme (El Espíritu Moderno y el Catolicismo) acerca de la Iglesia católica, añadiendo unas veinte páginas que contenían relatos de sus tratos con el obispo Martin. Le envió este texto al obispo Martin, quien respondió al enviarle una historia ilustrada de la Iglesia. Gauguin regresó el libro con observaciones criticándolo, que después publicó en sus recuerdos autobiográficos. Después preparó un ensayo ingenioso y bien documentado llamado Racontars de Rapin (Cuentos de un Aficionado) acerca de críticos y la crítica hacia el arte, el cual envió para publicarse a André Fontainas, un crítico de arte en el Mercure de France quien tuvo una crítica favorable para ¿De dónde venimos? ¿Quiénes somos? ¿Adónde vamos?, que logró bastante para restaurar su reputación. No obstante, Fontainas, respondió que no se atrevería a publicarlo. No sería publicado hasta 1951.
El 27 de mayo de ese año, el servicio de bote de vapor Croix du Sud sufrió un accidente cerca de Apataki y por un período de tres meses la isla no tuvo correo o suministros. Cuando regresó el servicio de correo, Gauguin atacó al gobernador Petit en una carta, quejándose entre otras cosas de la forma en la que fueron abandonados tras el naufragio. La carta fue publicada por el L'Indepéndant, el periódico sucesor a Les Guêpes, ese noviembre en Papeete. Petit de hecho había seguido una política independiente y en pro de los nativos, para decepción del partido católico, y el periódico se preparaba para atacarlo. Gauguin también envió la carta al Mercure de France, que publicó una versión redactada de ella después de su muerte. Continuó con una carta privada a la cabeza de la gendarmería en Papeete, quejándose de que su gendarme local Charpillet se excedía en hacer que sus prisioneros trabajaran para él. Danielsson explica que, mientras que estas quejas y otras similares estaban fundamentadas, la motivación para ellas fue la vanidad lastimada y pura animosidad. Sucedió que Charpillet fue reemplazado ese diciembre por otro gendarme llamado Jean-Paul Claverie de Tahití, menos amigable con Gauguin porque de hecho lo había multado en su estancia en Mataiea a encontrarlo bañándose desnudo en un río local.
Su salud se deteriora más en diciembre al punto de que apenas era capaz de pintar. Comenzó una memoria autobiográfica que llamó Antes y después (publicada como traducción en EUA como Intimate Journals), que completó en un transcurso de dos meses. El título debía reflejar sus experiencias antes y después su llegada a Tahití y como tributo a las memorias no publicadas de su abuela llamadas Pasado y futuro. Sus memorias fueron una colección fragmentada de observaciones de la vida en Polinesia, su propia vida y comentarios sobre literatura y pintura. Incluyó en ellas temas de ataques como al de la gendarmería local, al obispo Martin, a su esposa Mette y a los daneses en general, y la terminó con una descripción de su filosofía personal concibiendo a la vida como una lucha existencial para unir polos opuestos. Mathews señala dos observaciones finales a su filosofía:

Nadie es bueno; nadie es malvado; todos son ambos, de la misma forma y en formas diferentes...Es tan pequeña, la vida de un hombre, y aun así hay tiempo para lograr grandes cosas, fragmentos de la tarea común.

Le envió el manuscrito a Fontainas para edición, pero los derechos pasaron a Mette al morir Gauguin y no fue sino hasta 1918 que se publicó, con una traducción a inglés en 1921.
Al inicio de 1903, Gauguin se involucra con una campaña para exponer la incompetencia del gendarme de la isla, Jean-paul Claveria, tomando el lado de los nativos directamente en un caso que involucraba la supuesta borrachera de un grupo de ellos. No obstante, Claverie escapó la censura. Al principio de febrero, Gauguin le escribió al administrador Picquenot, alegando corrupción por parte de uno de los subordinados de Claverie. Picquenot investigó las denuncias pero no pudo probarlas. Claverie respondió al acusar por difamación a Gauguin, quien fue multado con 500 francos y sentenciado a tres meses de prisión por el magistrado local el 27 de marzo de 1903. Gauguin apeló inmediatamente en Papeete y se propuso recaudar los fondos para viajar a Papeete para acudir a su apelación. Sin embargo, murió inesperadamente en la mañana del 8 de mayo de 1903, de un presunto ataque cardíaco antes de que pudiera escuchar el resultado de su apelación. Fue sepultado el día siguiente en el cementerio católico local.

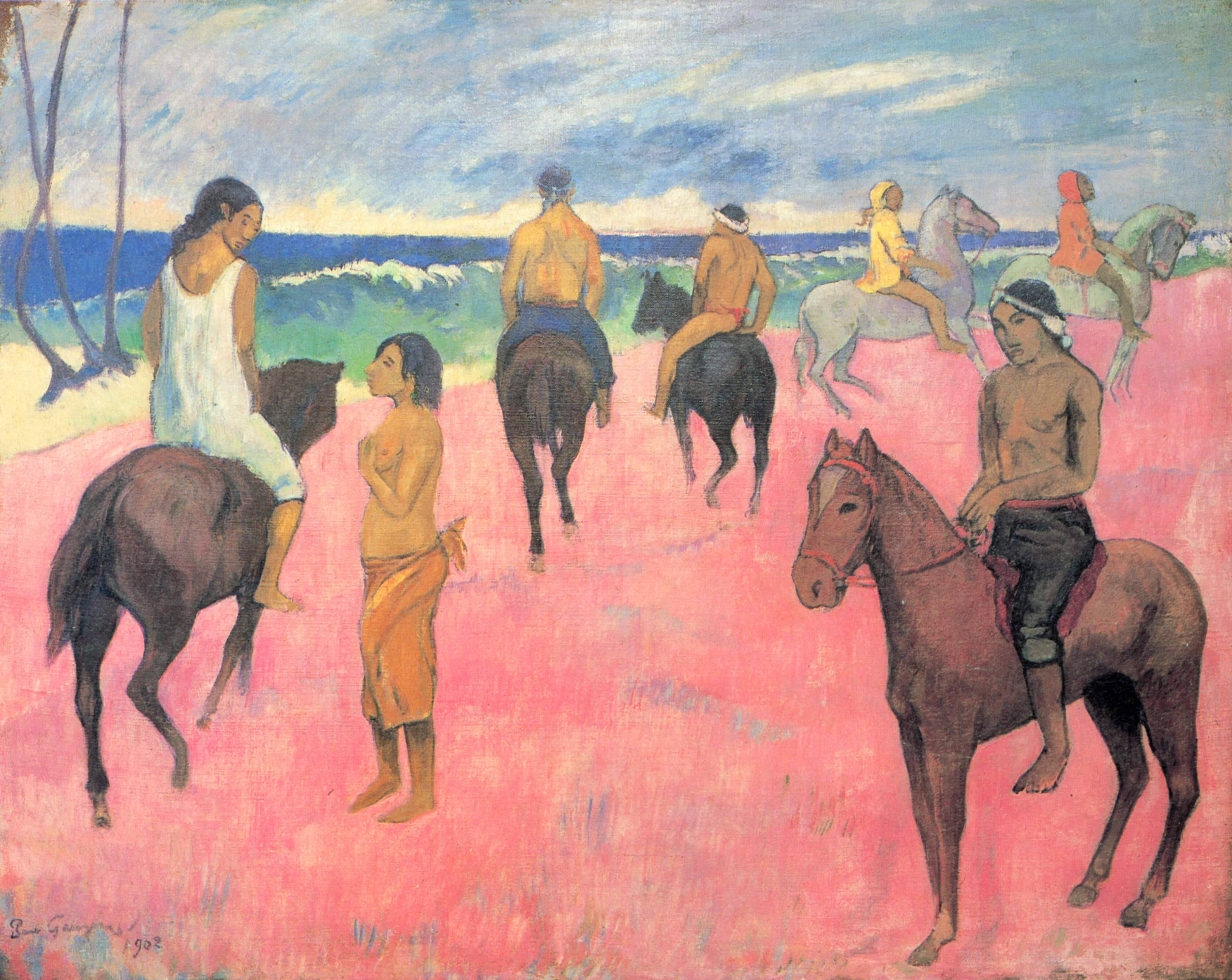
Cavaliers sur la Plage [II] (Jinetes en la Playa), 1902, Colección privada
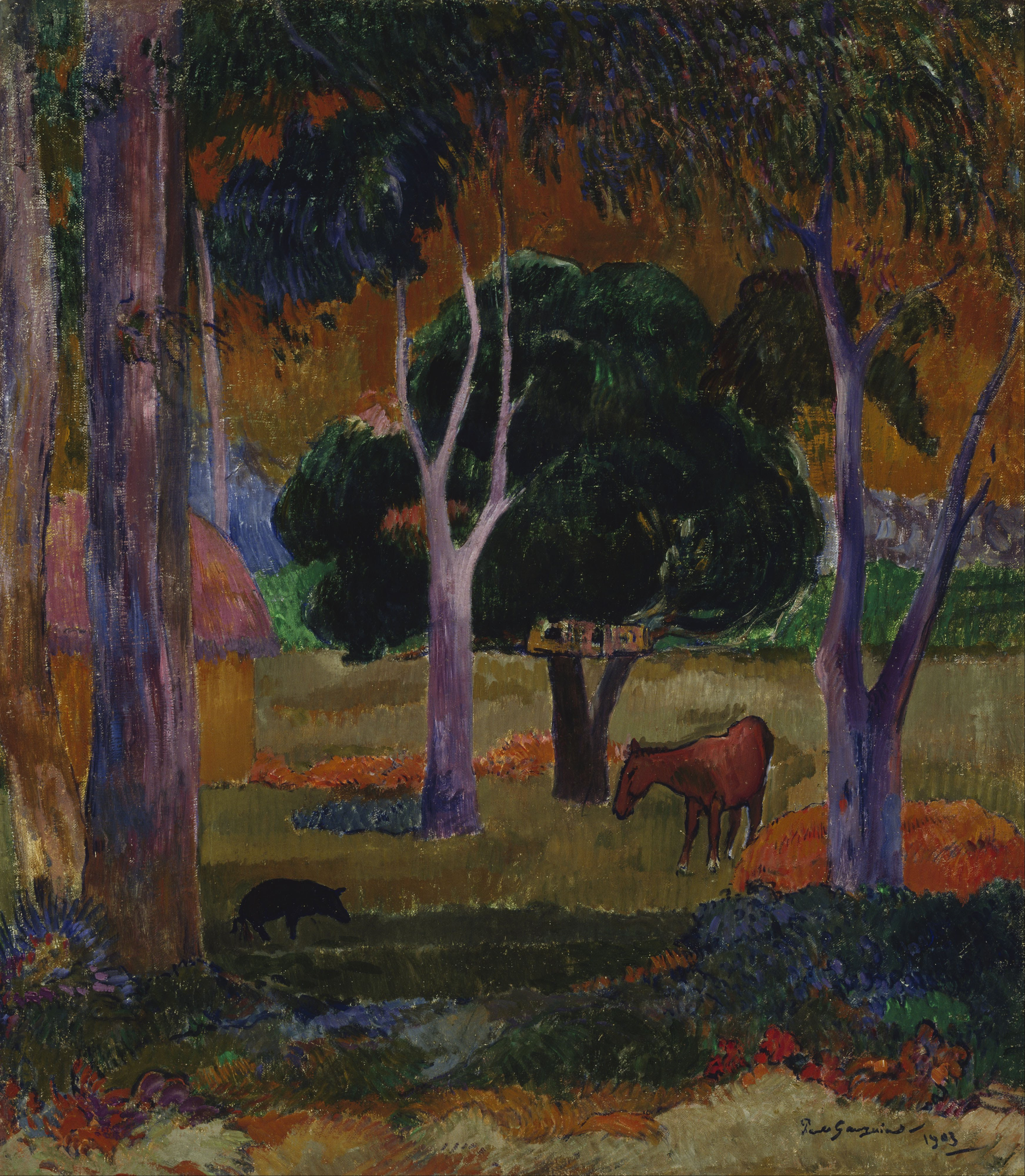
Ateneum, Helsinki
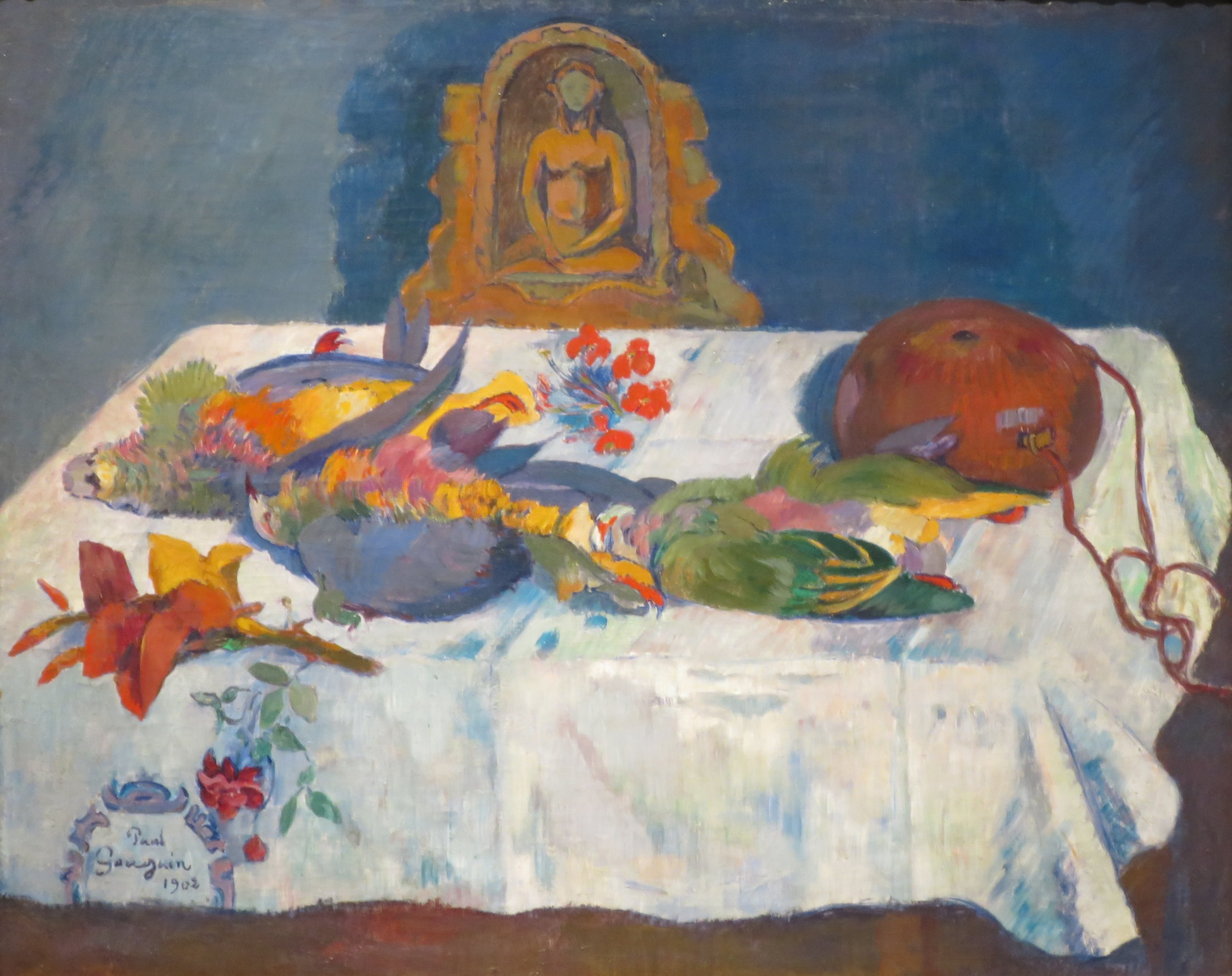
Naturaleza Muerta con Aves Exóticas, 1902, Pushkin Museum
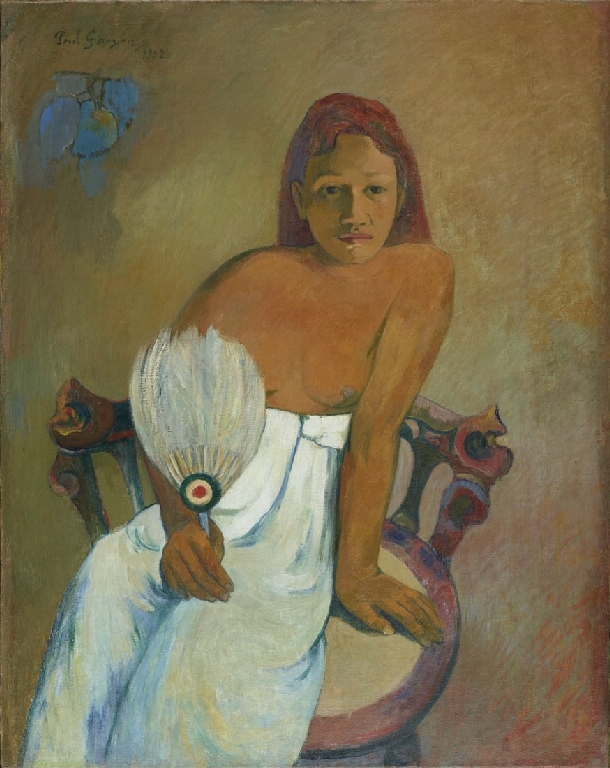
Jeune fille à l'éventail (Niña con Abanico), 1902, Museum Folkwang
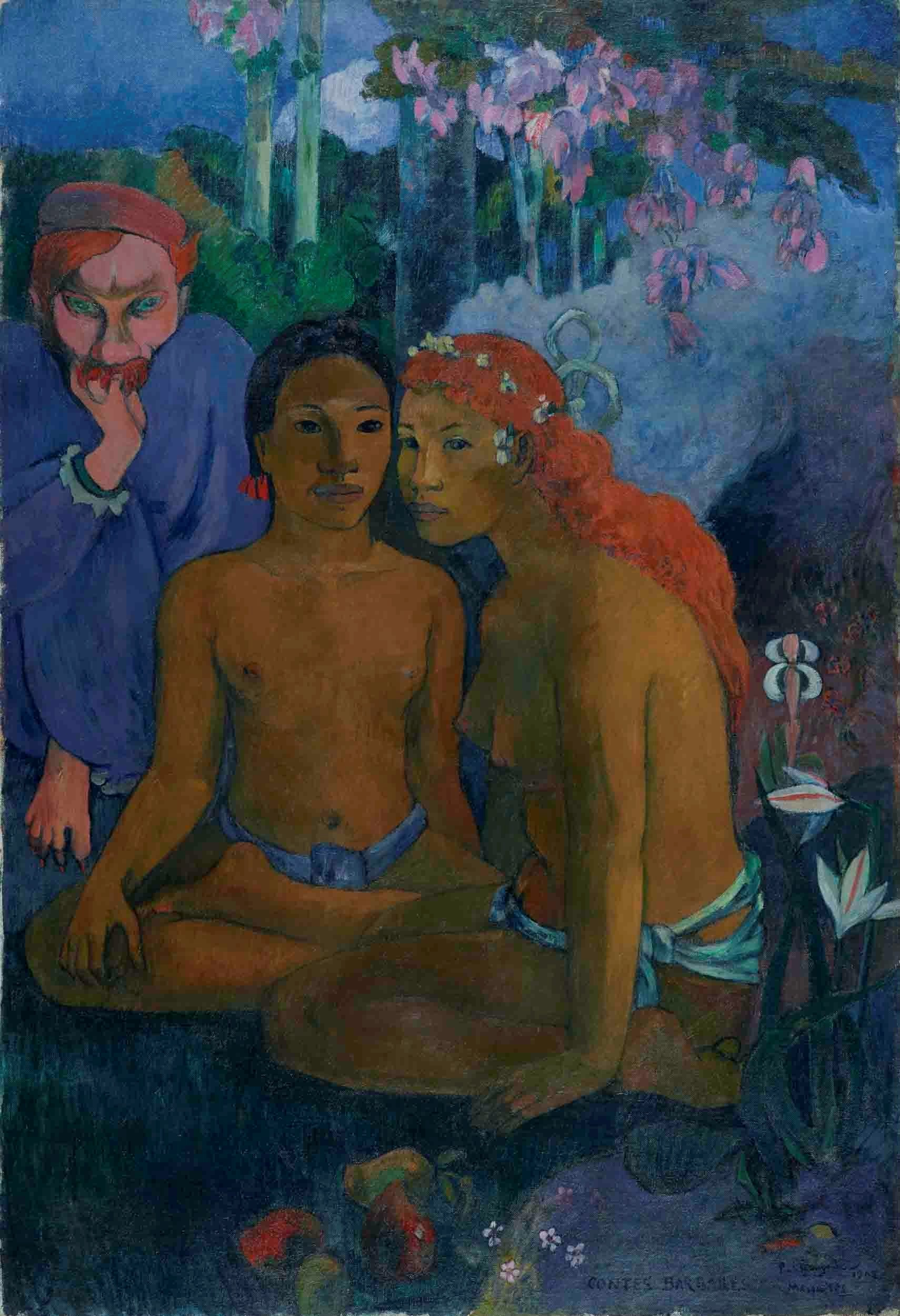
Contes barbares (Cuentos Primitivos), 1902, Museum Folkwang

### Muerte

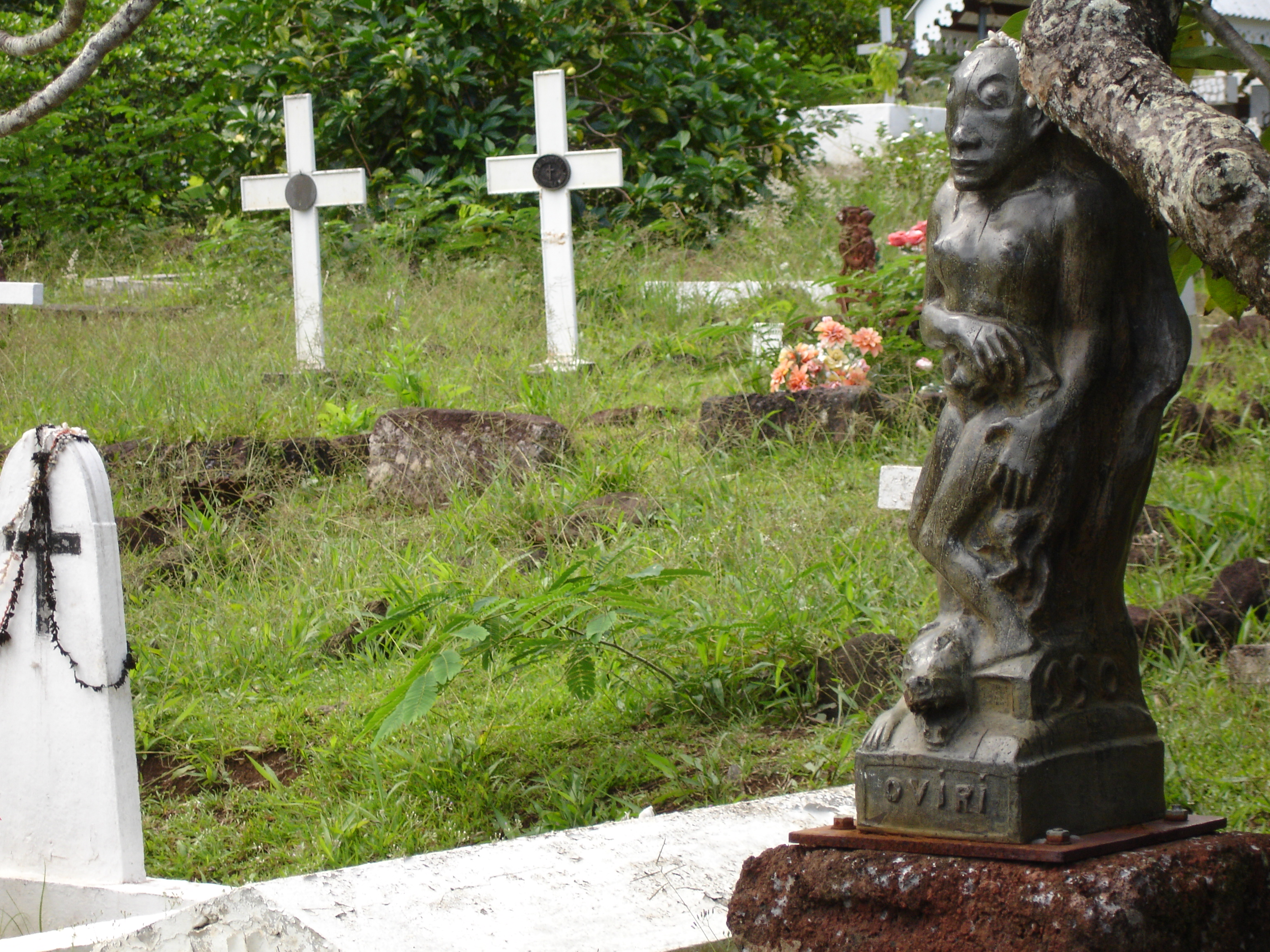
Figura Oviri sobre la tumba de Gauguin en Atuona.

Gauguin pasó las semanas después de ser condenado por difamación del gendarme, preparando su apelación. En este período estaba muy débil y sufriendo gran dolor. Recurrió de nuevo a usar morfina. Murió repentinamente en la mañana del 8 de mayo de 1903. Previamente había convocado a su pastor Paul Vernier, pues había estado sufriendo desmayos. Conversaron juntos un tiempo y Vernier se fue, considerando que estaba en buenas condiciones. Sin embargo, el vecino de Gauguin, Tioka, lo encontró muerto a las 11 de la mañana, confirmando el hecho al practicar una tradición de las Marquesas en la que se muerde la cabeza de alguien para intentar revivirlo. Al lado de su cama estaba una botella de láudano, lo cual ha generado especulaciones de que fue víctima de una sobredosis. Vernier creía que murió de un ataque cardíaco.

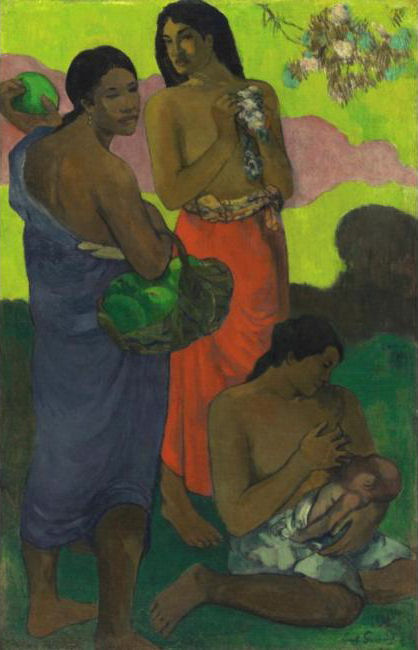
Maternité II (Maternidad II), 1899, Colección privada, Vendida en subasta de Papeete, 1903.

Gauguin fue sepultado en Cementerio Católico Clavary (Cimetière Calvaire), en Atuona , Hiva 'Oa, a las 2 p. m. el día siguiente. En 1973, una estatua de bronce de su obra Oviri fue colocada sobre su tumba, ya que lo indicó como un deseo. Irónicamente su vecino más cercano en el cementerio es el obispo Martin, con una gran cruz blanca sobre su tumba. Vernier escribió un recuento de los últimos días de Gauguin y de su entierro, reproducido en la edición O'Brien de las cartas de Gauguin hacia Monfreid.
Noticias de la muerte de Gauguin no llegaron a Francia (a Monfreid) sino hasta el 23 de agosto de 1903. En ausencia de un testamento, sus posesiones menos valiosas fueron subastadas en Atuona, mientras que sus cartas, manuscritos y pinturas fueron subastadas en Papeete el 5 de septiembre de 1903. Mathews señala que esta veloz dispersión de sus bienes llevó a la pérdida de mucha información valiosa acerca de sus últimos años. Thomson señala que el inventario de la subasta de sus bienes (algunos fueron considerados pornografía) revelaron una vida que no fue tan empobrecida o primitiva como le hubiera gustado mantener. A su debido tiempo Mette Gauguin recibió las ganancias de la subasta, unos 4000 francos. Una de las pinturas subastadas en Papeete fue Maternidad II, una versión más pequeña de Maternidad I que se encuentra en el Museo del Hermitage. La original fue pintada en el período en que su vahine era Pau'ura en Punaauia, cuando da a luz a su hijo Emile. No es sabida la razón por la que pintó la copia más pequeña. Fue vendida por 150 francos a un oficial naval francés, Comandante Cochin, quien dijo que el gobernador Petit había ofrecido hasta 135 francos por la pintura. Fue vendida en Sotheby por US $39 208 000 dólares en el 2004.
El Centro Cultural Paul Gauguin en Atuona tiene una reconstrucción de Maison du Jouir. La casa original permaneció vacía por unos años, con la puerta aún llevando el dintel tallado por Gauguin. Esto fue finalmente recuperado, cuatro de las cinco piezas son mostradas en el Museo de Orsay y la quinta en el Museo Paul Gauguin en Tahití.
En 2014, el examen forense de cuatro dientes encontrados en un jarrón de vidrio en un pozo cerca de la casa de Gauguin, llevaron a cuestionar la creencia habitual de que Gauguin sufrió sífilis. El examen de ADN estableció que los dientes eran muy seguramente de Gauguin, pero no hubo rastros de mercurio (que era usado para tratar la sífilis en ese entonces), sugiriendo entonces que Gauguin no padeció de sífilis o que no fue tratado por ella.

### Hijos
Gauguin vivió más que tres de sus hijos; su hija favorita Aline que murió de neumonía, su hijo Clovis que murió de una infección en la sangre después de una operación de cadera, y una hija que tuvo su nacimiento retratado en una pintura de Gauguin de 1896 llamada Te tamari no atua (El nacimiento de Cristo), y que era hija de la joven amante tahitiana de Gauguin, Pau'ura. Ella murió solo unos días después de su nacimiento en la Navidad de 1896. Su hijo Émile Gauguin trabajó como un ingeniero civil en EUA y fue sepultado en el Cementerio Lemon Bay, en Florida. Otro hijo, Jean René, se convirtió en un escultor reconocido y firme socialista. Él murió el 21 de abril de 1961 en Copenhague. Pola (Paul Rollon) se convirtió en un artista y crítico de arte y escribió unas memorias, Mi Padre, Paul Gauguin (1937). Gauguin tuvo muchos otros hijos por parte de sus amantes: Germaine (n. 1891) con Juliette Huais (1866-1955); Émile Marae a Tau (n. 1899) con Pau'ura; y una hija (n. 1902) con Mari-Rose. Existe especulación de que la artista belga Germaine Chardon era hija de Gauguin. Emile Marae a Tai, analfabeta y criada en Tahití por Pau'ura, fue llevada a Chicago en 1963 por la periodista francesa Josette Giraud y fue una artista por derecho propio, sus descendientes aún viven en Tahití al 2001.

## Importancia histórica
El primitivismo fue un movimiento artístico de pintura y escultura de fines del siglo XIX, caracterizado por exageradas proporciones corporales, tótems animales, diseños geométricos y contrastes claros. El primer artista que utilizó sistemáticamente estos efectos y logró amplio éxito público fue Paul Gauguin. La élite cultural europea que descubría por primera vez el arte de África, Micronesia y los indígenas de América, se encontraban fascinados, intrigados y educados por el novedoso, salvaje y crudo poder plasmado en el arte de esos lugares tan lejanos. Como Pablo Picasso en los primeros días del siglo XX, Gauguin se sintió inspirado y motivado por el poder puro y la simplicidad del llamado arte primitivo de esas culturas extranjeras.
Gauguin también es considerado como un pintor posimpresionista. Sus pinturas audaces, coloridas y enfocadas en el diseño influenciaron significativamente el Arte Moderno. Artistas y movimientos del principio del siglo XX inspirados por él, incluyen a Vincent van Gogh, Henri Matisse, Pablo Picasso, Georges Braque, André Derain, el Fovismo, el Cubismo y el Orphism, entre otros. Después influenció a Arthur Frank Mathews y al Movimiento Americano Arts and Crafts.
John Rewald, reconocido como la autoridad principal del arte de finales del siglo XIX, escribió una serie de libros acerca del período posimpresionista, incluyendo Posimpresionismo: De Van Gogh a Gauguin (1956) y un ensayo, Paul Gauguin: Cartas a Ambroise Vollard y André Fontainas (incluidas en la obra de Rewald Estudio del Posimpresionismo, 1986), en donde discute los años de Gauguin en Tahití y la lucha por su supervivencia, visto a través de la correspondencia con el comerciante de arte Vollard y otros.

## Influencia sobre Picasso

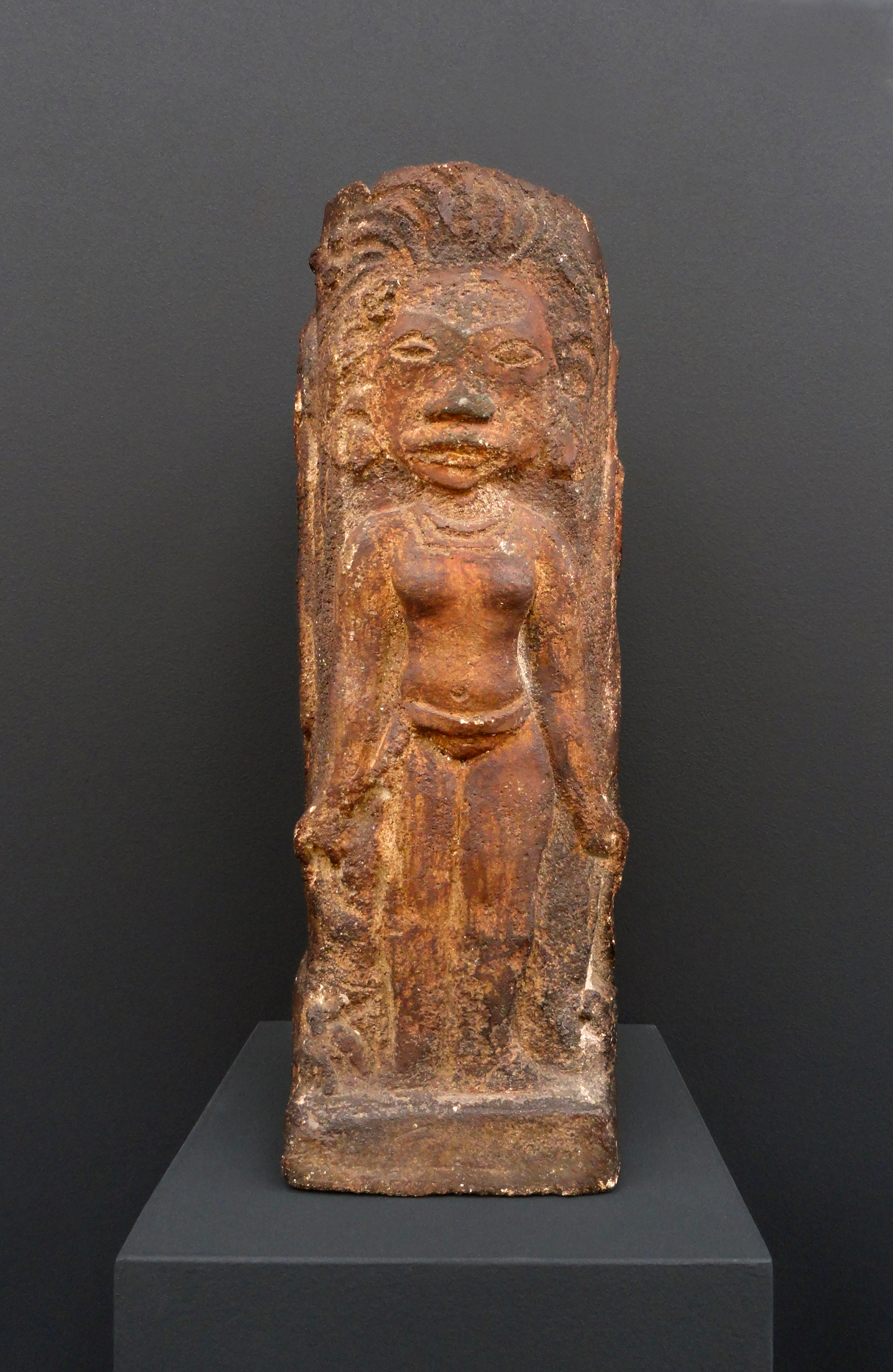
Paul Gauguin, 1893-95, Objet décoratif carré avec dieux tahitiens, terre cuite, rehauts peints, 34 cm, Musée d'Orsay, París

Las exhibiciones póstumas retrospectivas en el Salon d'Automne en París en 1903 y uno aún mayor en 1906 tuvieron una poderosa y sorpresiva influencia sobre el avant-garde francés y en particular las pinturas de Pablo Picasso. En el otoño de 1906, Picasso hizo pinturas de mujeres de gran tamaño desnudas, además de figuras monumentales y esculturales que recordaban la obra de Gauguin y mostraba su interés en el arte primitivo. Las pinturas de Picasso de figuras masivas en 1906 fueron directamente influenciadas por la escultura, pintura y escritura de Gauguin. El poder evocado por la obra de Gauguin llevó directamente a Les Demoiselles d'Avignon ('Las señoritas de Aviñón') en 1907.
De acuerdo con David Sweetman, el biógrafo de Gauguin, Picasso se volvió fanático de la obra de Gauguin desde 1902 cuando conoció y se volvió amigo del escultor y ceramista español Paco Durrio (1875-1940), en París. Durrio tenía posesión de varias obras de Gauguin porque era amigo de Gauguin y un agente sin paga de su trabajo. Durrio intentó ayudar a su amigo en Tahití que era afectado por la pobreza, fomentando su obra en París. Después de conocerse, Durrio presentó a Picasso con el trabajo con piedra de Gauguin, le ayudó a Picaso a realizar piezas de cerámica y le dio a Picasso una primera edición de La Plume de Noa Noa: The Tahiti Journal of Paul Gauguin (Noa Noa: El diario de Tahití de Paul Gaugin). Además de ver la obra de Gauguin con Durrio, Picasso también la vio en la galería de Ambroise Vollard donde tanto él como Gauguin fueron representados.

Acerca del impacto de Gauguin sobre Picasso, John Richardson escribió, 
 La exhibición de 1906 de la obra de Gauguin dejó a Picasso como un esclavo de su arte más que nunca. Gauguin demostró que los tipos de arte más distintos--ni hablar de los elementos de la metafísica, etnología, simbolismo, la Biblia, mitos clásicos y muchas otras además--podían ser combinados en una síntesis que era de sus tiempos pero aun así eterna. Un artista podía también confundir nociones convencionales de la belleza, él demostró que es posible, al aprovechar sus demonios y llevarlos hacia los dioses oscuros (no necesariamente los de Tahití) y acariciar una nueva fuente de energía divina. Si en años futuros Picasso pagó su deuda con Gauguin, sin duda fue entre 1905 y 1907 cuando siente un parentesco cercano con este otro Paul, quien se enorgullecía de genes españoles heredados de su abuela peruana. Si Picasso no se hubiera firmado como "Paul" en honor a Gauguin.
Tanto David Sweetman como John Richardson señalan que la escultura de Gauguin Oviri (significa salvaje), la figura fálica y espantosa de la diosa tahitiana de la vida y la muerte que era destinada para la tumba de Gauguin y que fue exhibida en la exhibición retrospectiva de 1906, fue áun más directamente lo que llevó a Les Demoiselles. Sweetman escribe, "la estatua de Gauguin Oviri, que ha sido mostrada en 1906, llegó a estimular el interés de Picasso en la escultura y la cerámica, mientras que los tallados de madera reforzaron su interés en los grabados, aunque fue el elemento de lo primitivo en todo aquello lo que más condicionó la dirección que el arte de Picasso tomaría. Este interés culminaría con la seminal Les Demoiselles d'Avignon."

De acuerdo a Richardson, 
El interés de Picasso en el gres fue aún más estimulado por los ejemplos que vio en la retrospectiva de Gauguin en 1906 en el Salon d'Automne. La cerámica más traumante (una que Picasso pudo haber ya visto con Vollard) fue la espantosa Oviri. Hasta 1987 cuando el Museo de Orsay adquirió esta obra poco conocida (exhibida solo desde 1906) nunca fue reconocida como la obra maestra que es, sin decir el ser reconocida por su relevancia en la obras que llevaron a Demoiselles. Aunque mide menos de 30 pulgadas de altura, Oviri tiene gran presencia, como debe ser un monumento para la tumba de Gauguin. Picasso se vio golpeado por Oviri. 50 años después se sintió feliz cuando (Douglas) Cooper y yo le dijimos que habíamos encontrado esta escultura en una colección que también tenía el yeso original de su cabeza cubista. ¿Ha sido una revelación, como la escultura ibérica? Picasso se estremeció, positivamente. Siempre aborreció admitir el rol de Gauguin que lo llevó al primitivismo.

## Técnica y estilo

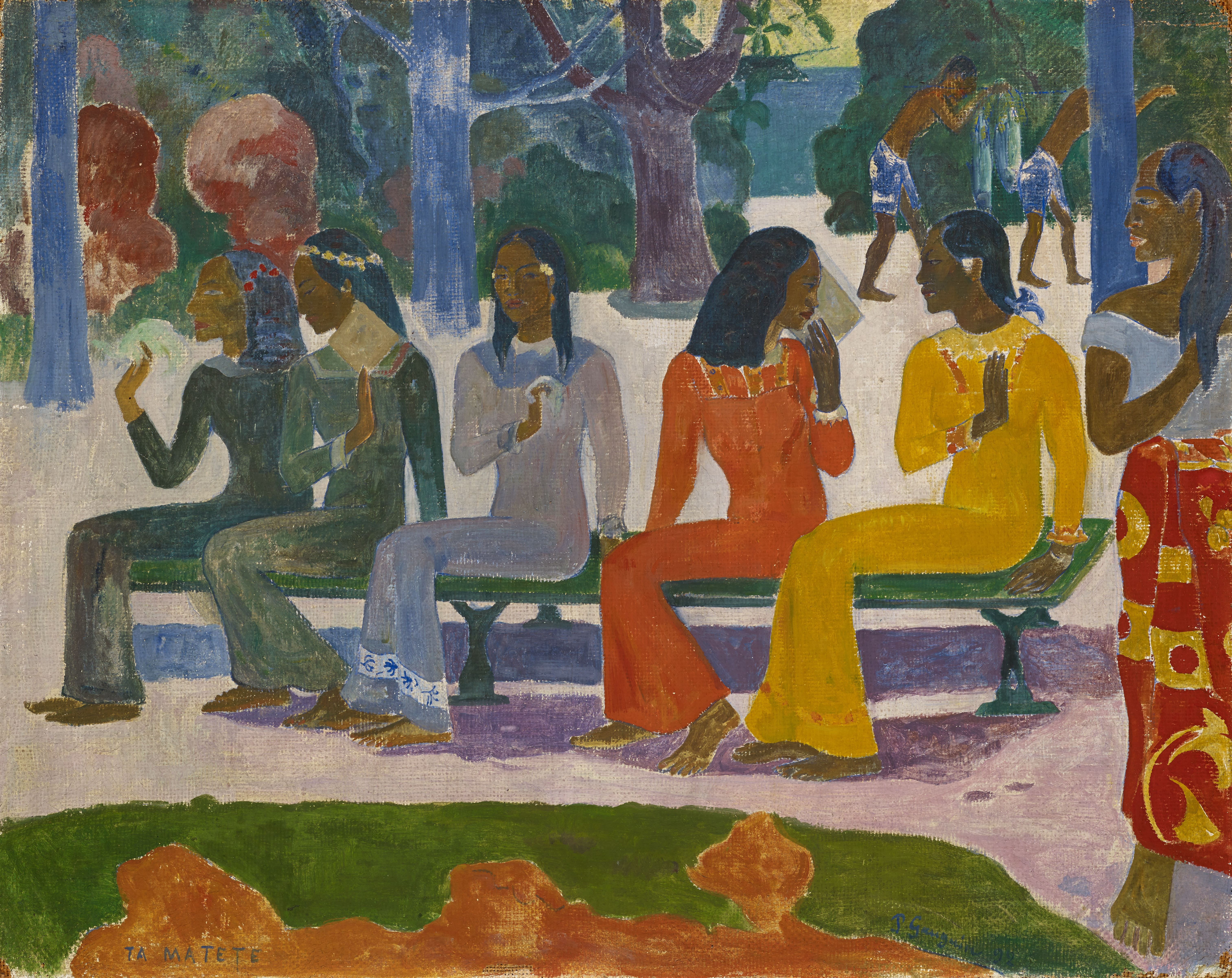
Ta Matete, 1892, Kunstmuseum Basel

La orientación artística inicial de Gauguin fue de Pisarro, pero la relación dejó marca más grande personalmente que estilísticamente. Los maestros de Gaugin fueron Giotto, Rafael, Ingres, Eugène Delacroix, Manet, Degas y Cézanne. Sus propias creencias, y en algunos casos la psicología detrás de su obra, también se vieron influenciados por el filósofo Arthur Schopenhauer y el poeta Stéphane Mallarmé.
Gauguin, como otros de sus contemporáneos como Degas y Toulouse-Lautrec, emplearon una técnica para pintar en lienzo conocida como peinture à l'essence. Para esto, el óleo (aglutinante) es drenado de la pintura y el residuo de pigmento es mezclado con trementina. Pudo haber usado una técnica similar cuando preparaba sus monotipos, usando papel en lugar de metal, ya que absorbería el aceite dando la apariencia mate a las pinturas que él deseaba. También lo probó algunos de sus dibujos existentes con la ayuda de vidrio, copiando una imagen inferior en la superficie del vidrio con acuarela o gouache para la impresión. Las xilografías de Gauguin no eran menos innovadoras, incluso para los artistas avant-garde responsables de revivir la xilografía en esa época. En lugar de grabar sus bloques con el intento de lograr una ilustración detallada, Gauguin inicialmente cinceló/talló sus bloques de una manera similar a la escultura de madera, seguido por el uso de herramientas más finas para crear detalle y tonalidad dentro de sus contornos audaces. Muchas de sus herramientas y técnicas fueron consideradas como experimentales. Esta metodología y uso de espacio corrían paralelos a su pintado de relieves planos y decorativos.

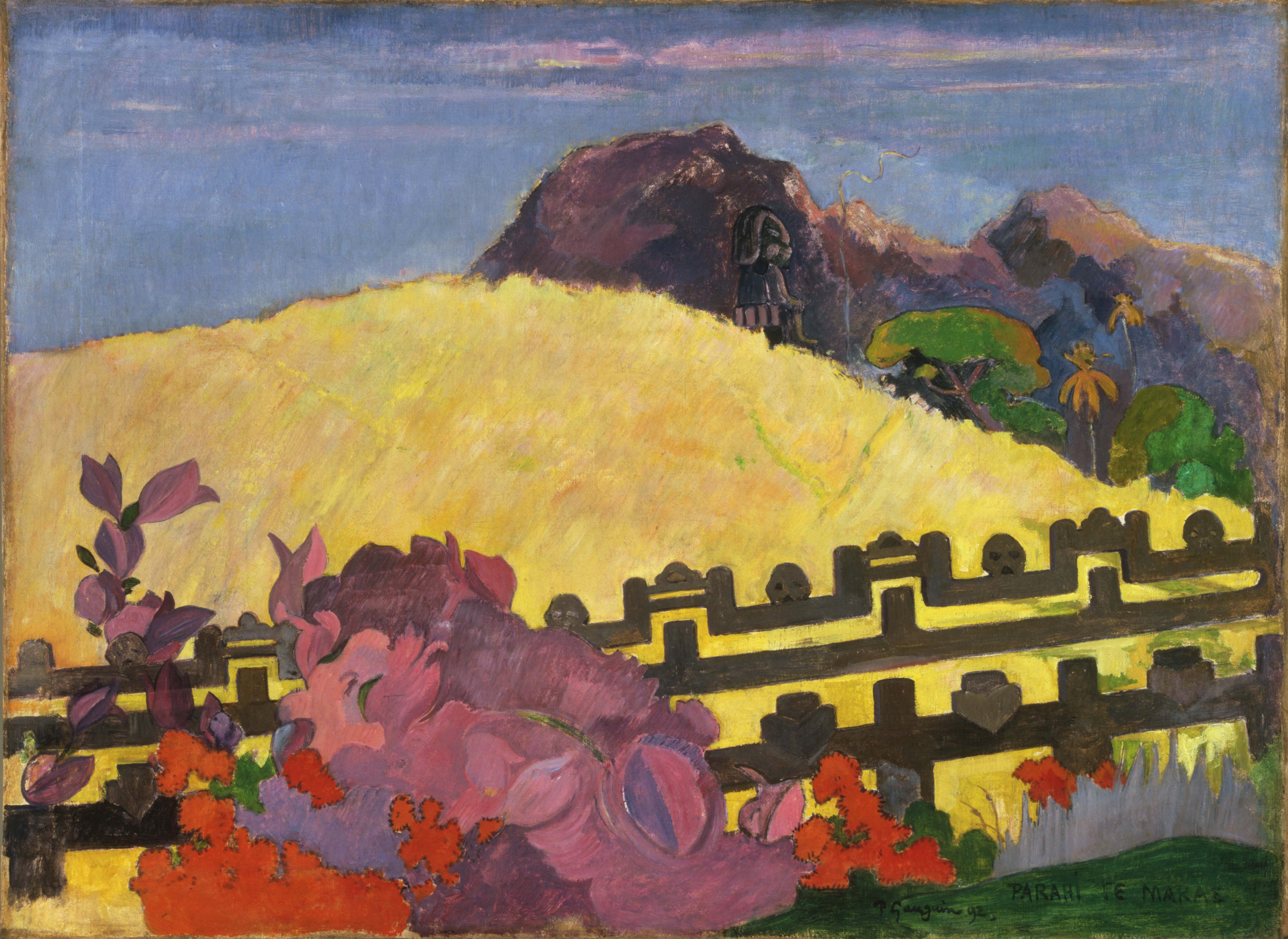
Parahi te maras, 1892, Colección Meyer de Schauensee

Comenzando en Martinica, Gauguin comenzó a usar la proximidad en colores análogos para lograr un efecto silenciado. Poco tiempo después de esto también logró avances en el color no representativo, creando lienzos que tenían una existencia independiente y vitalidad por sí solos. Esta brecha entre realidad de superficie y él mismo, disgustó a Pisarro y llevó rápidamente al fin de su relación. Sus figuras humanas en esta época eran también un recuerdo de su amorío con las impresiones japonesas, particularmente la inocencia de sus figuras y su austeridad compositivas, que llegaron a ser influencia sobre su manifiesto primitivo. Por esa misma razón, Gauguin también se vio inspirado por el arte folclórico. Buscaba una pureza emocional expuesta en sus temas, que estuviera transmitida de forma directa, enfatizando formas grandes y líneas verticales que claramente definieran forma y contorno. Gauguin también utilizó decoración formal compleja y colores en patrones abstractos, intentando proveer armonía entre hombre y naturaleza. Sus representaciones de los nativos en sus ambientes naturales son frecuentemente evidencia de la serenidad y sostenibilidad autónomas. Esto aludía a uno de los temas favoritos de Gauguin, el cual era la intrusión de lo sobrenatural a la vida diaria, en una instancia llegando al extremo de representar antiguos relieves egipcios de las tumbas con las obra Her Name is Vairaumati (Su Nombre es Vairamauti) y Ta Matete.
En una entrevista con L'Écho de Paris publicada el 15 de marzo de 1895, Gauguin explica que el desarrollar su enfoque táctico es alcanzar la sinestesia (en arte). Él declara:
Cada característica de mis pinturas es cuidadosamente considerada y calculada de antemano. Al igual que en la composición musical, por ejemplo. Mi objetivo, el cual tomo de la vida diaria o de la naturaleza, es meramente un pretexto, el cual me ayuda definiendo un arreglo de líneas y colores para crear sinfonías y armonías. No tienen ninguna contraparte en realidad, en el sentido vulgar de tal palabra; no dan una expresión directa de ninguna idea, sino que su único propósito es estimular la imaginación--como la música lo logra sin la ayuda de ideas o imágenes--simplemente con esa misteriosa afinidad que existe entre ciertos arreglos de colores y líneas en nuestras mentes.
En una carta de 1888 a Schuffenecker, Gauguin explica el enorme alejamiento que tuvo del impresionismo, diciendo que ahora tenía la intención de capturar el alma de la naturaleza, las verdades antiguas y el carácter de sus escenarios y habitantes. Gauguin escribió:
No copies la naturaleza literalmente. El arte es una abstracción. Deriva el arte a partir de la naturaleza mientras que tu sueñas en presencia de la naturaleza, y piensa más acerca del acto de creación que del resultado.

## Otros medios
Gauguin comenzó a hacer grabados en 1889, además de una serie de obras de zincografía encargadas por Theo van Gogh, conocidas como el Volpini Suite, que también aparecieron en la demostración del Café des Arts de 1889. Gauguin no dudó, incluso con su inexperiencia en las impresiones, en escoger número de opciones provocativas y heterodoxas, como la placa de zinc en lugar de la piedra caliza (litografía), márgenes amplios y largas hojas de papelógrafo amarillo. El resultado fue vívido al punto de ser muy llamativo y chillón, pero presagiaba sus experimentos más complicados con la impresión de color y el intento de elevar las imágenes monocromáticas. Sus primeras obras maestras de impresión fueron de Noa Noa Suite de 1893-94 donde esencialmente él reinventó el medio de grabado en madera, trayendo a esta a la era moderna. Comenzó esta serie poco tiempo después de regresar de Tahití, ansioso por reclamar su posición de liderazgo dentro del avant-garde y por compartir imágenes basadas en su excursión a la Polinesia Francesa. Estas impresiones en grabados de madera fueron mostradas en su exposición infructuosa de Paul Durand-Ruel en 1893, estando la mayoría relacionadas directamente con pinturas suyas en las que recordaba la composición original. Fueron mostradas de nuevo en una exposición menor en su estudio en 1894, donde cosechó elogios de las críticas por su pintura excepcional y efectos esculturales. La nueva preferencia de Gauguin por los grabados en madera no solo fue una extensión natural de sus relieves de madera y escultura, pero pudo haber sido también provocado por su importancia histórica para los artesanos medievales y los japoneses.

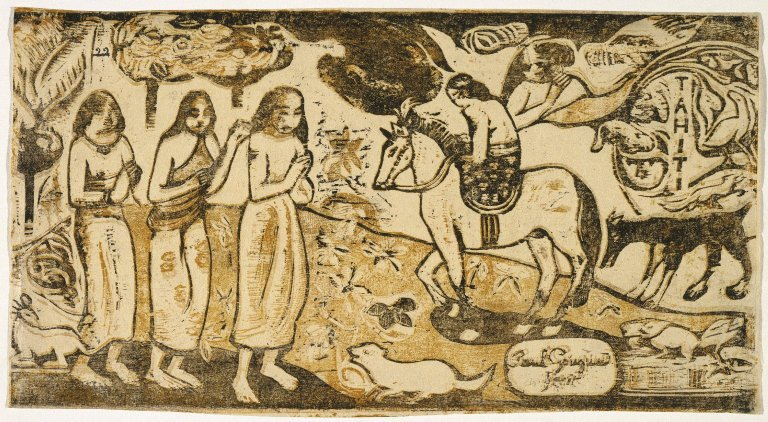
Cambio de Residencia, 1899, grabado en madera, colección privada

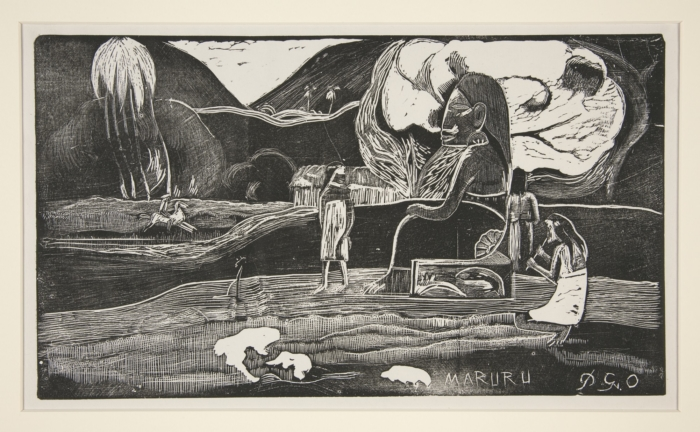
Maruru (Ofrendas de Gratitud), 1894, hoja de grabado de madera, Galería de Arte de Universidad de Yale.

Gauguin comenzó el monotipo con acuarelas en 1894, posiblemente se solapó con sus grabados en madera de Noa Noa, tal vez hasta sirviendo como una fuente de inspiración para ellos. Sus técnicas permanecieron innovadoras y fue un medio apto para él ya que no requería de equipo complejo, así como en el proceso de impresión. A pesar de ser frecuentemente un fuente de práctica para sus pinturas, esculturas o grabados asociados, su innovación en el monotipo ofrece una estética etérea; imágenes fantasmales que pueden expresar su deseo de transmitir las verdades inmemoriales de la naturaleza. Su siguiente proyecto importante fue un monotipo y grabado de madera que llegó hasta 1898-99, conocido como Vollard Suite. Completó su serie de iniciativa de 475 impresiones de unas veinte diferentes composiciones y las envió al comerciante Ambroise Vollard, a pesar de no comprometerse con su solicitud de un trabajo estable. Vollard no estaba satisfecho y no se esforzó por venderlas. La serie de Gauguin está claramente unida con la estética blanca y negra, además él pudo haber pretendido que las impresiones fueran similares al conjunto de cartas myriorama, en el sentido de que podían haber sido puestas en cualquier orden para crear múltiples paisajes panorámicos. Esta actividad de ordenar y reordenar era similar a su propio proceso de dar un nuevo propósito (readaptar) a sus imágenes y temas, así como una tendencia al simbolismo. Hacía las impresiones en papel japonés tan delgado como un pañuelo y las múltiples pruebas de gris y negro podían ser ordenadas una encima de la otra, con cada transparencia de color mostrándose para producir un efecto rico y claroscuro.
En 1889 comenzó con su experimento radical: dibujos con transferencia de aceite/óleo. Al igual que su técnica de monotipo con acuarelas, era una mezcla entre dibujo y grabado. Las transferencias fueron la gran culminación de su cruzada por encontrar una estética de propuesta primordial, lo cual parece estar transmitido en sus resultados que reflejan antiguos tallados, frescos desgastados y pinturas de las cavernas. El avance técnico de Gauguin desde el monotipo hasta las transferencias de óleo es bastante notable, avanzando desde pequeños bocetos hasta unas hojas afanosamente grandes y de calidad. Con estas transferencias creó profundidad y textura al imprimir múltiples capas en la misma hoja, empezando con lápiz de grafito y tinta negra para delinear, antes de pasar al crayón azul para reforzar líneas y agregar sombreado. A menudo completaba la imagen con una lavada de tinta de olivo o café, a la que le había quitado aceite. La práctica consumió a Gauguin hasta su muerte, alimentando su imaginación y concepción de nuevas temáticas para sus pinturas. Esta colección también fue enviada a Vollard que nunca se sorprendió. Gauguin apreciaba las transferencias de óleo por la forma en la que transformaban la calidad de la línea dibujada. Su proceso, casi similar a la alquimia, tenía elementos de azar por los que marcas y texturas inesperadas surgían regularmente, algo que le fascinaba. En la metamorfosis de un dibujo a una pintura, Gauguin tomó la calculada decisión de renunciar a la legibilidad para poder ganar misterio y abstracción.
Él trabajó en madera en el transcurso de su carrera, particularmente durante sus períodos más prolíficos, además es conocido por haber logrado resultados radicales en el grabado antes de hacerlo en la pintura. Incluso en sus primeras exhibiciones, Gauguin solía incluir esculturas de madera en sus muestras, por las cuales construyó su reputación como conocedor de lo llamado primitivo. Un número de sus primeras grabaciones parece haber sido influido por el arte gótico y egipcio. En su correspondencia, también señala una pasión por el arte de Camboya y el color magistral de las alfombras persas y tapetes orientales.

## Legado

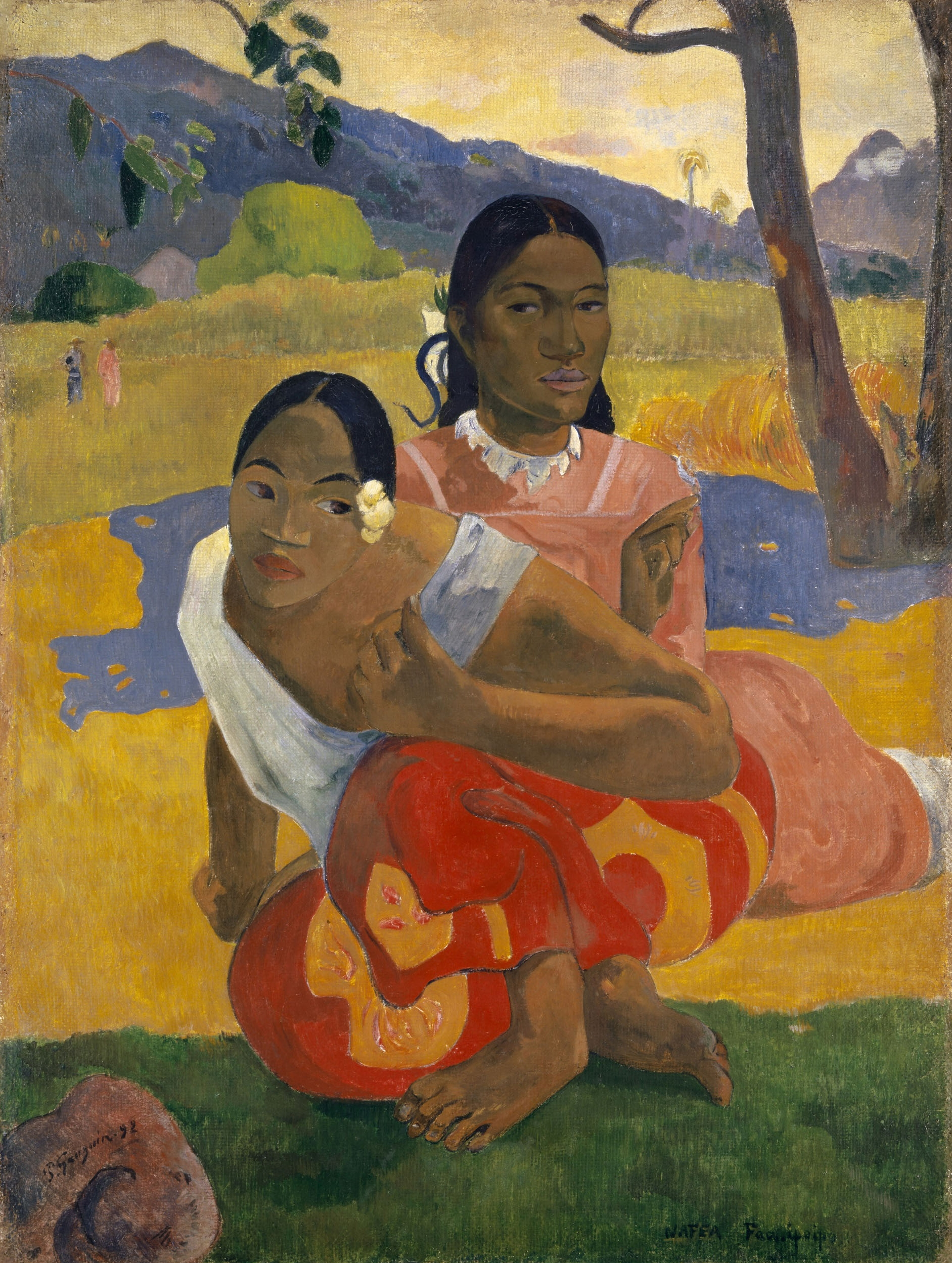
Paul Gauguin, Nafea Faa Ipoipo (¿Cuándo te casas?), 1892, venta récord por 300 millones de dólares americanos en 2015.

La moda por la obra de Gauguin comenzó poco después de su muerte. Muchas de sus pinturas más recientes fueron adquiridas por el colecto ruso Sergei Shchukin. Una parte importante de su colección está desplegada en el Museo Pushkin y en el Hermitage. Las pinturas de Gauguin son raramente vendidas, ya que sus precios alcanzas las decenas de millones de dólares. Su obra de 1892 ¿Cuándo te casas? se convirtió en la obra de arte más cara del mundo cuando su dueño, la familia de Rudolf Staechelin, la vendió en privado por US$300 millones en febrero de 2015. Se cree que la compraron los Museos de Catar.
- La vida de Gauguin inspiró la novela La luna y seis peniques de W. Somerset Maugham. Mario Vargas Llosa basó su novela El paraíso en la otra esquina (2003) en la vida de Gauguin, así como de su abuela Flora Tristán.
- Gauguin es tema de al menos dos óperas: Federico Elizalde con Paul Gauguin (1943); y Gauguin (una vida sintética) por Michael Smetanin and Alison Croggon. Déodat de Séverac escribió su pieza; Elegy para piano en memoria de Gauguin.
- La película biográfica llamada Oviri (1986) muestra su vida cuando regresa a París en 1893 después de su estancia de dos años en Tahití, además de su confrontación con su esposa, hijos y una amante. Termina con su regreso a Tahití dos años después.

El Museo Paul Gauguin, de estilo japonés y ubicado frente al jardín botánico de Papeari, contiene exhibiciones de documentos, fotografías y bocetos originales, así como impresiones de Gauguin. En 2003 el Centro Cultural Paul Gauguin abrió sus puertas en Atuona, en las islas Marquesas.
En 2014 la pintura Fruits sur une table ou nature au petit chien (1889), con una valor estimado de €10m y €30m (£8.3m a £24.8m), la cual había sido robada en Londres en 1970, fue descubierta en Italia. La pintura, junto con una obra de Pierre Bonnard, fueron compradas por un empleado de Fiat en 1975, en una venta debido a pérdida de propiedad por una construcción de vía férrea, por 45 000 liras (alrededor de £32).

## Obras de Gauguin
- El lago en la llanura, (1874), Museo Fitzwilliam, Cambridge
- El Sena en el puente de Jena, (1875), Museo de Orsay, París
- Paisaje de otoño, (1877), Colección particular.
- Mette Gauguin cosiendo, (hacia 1878), Colección Bührle, Zúrich
- Jardín bajo la nieve, (1879), Szépmûvészeti Múzeum, Budapest
- Los hortelanos de Vaugirard, (1879), Smith College Museum of Art, Northampton, Massachusetts
- Estudio de un desnudo o Susana cosiendo, (1880), Ny Carlsberg Glypotek, Copenhague
- Interior del artista en París, calle Carcel, (1881), Nasjonalgalleriet, Oslo
- Jardín en Vaugirard, (1881), Ny Carlsberg Glypotek, Copenhague
- Ruan, tejados azules, (1884, Colección particular, Winterthur, Suiza
- Mette Gauguin con traje de noche, (1884), Ny Carlsberg Glypotek, Copenhague
- La visión tras el sermón, (1888), Galería nacional de Escocia, Edimburgo
- Lavanderas de Arlés (1888), Museo de Bellas Artes de Bilbao
- El cristo verde (1889), [colección propia]
- El Cristo amarillo, óleo sobre lienzo de 92 x 73 cm, pintado en 1889. Se encuentra en el Museo Albright-Knox de Buffalo (Nueva York).
- La bella Ángela, óleo sobre lienzo de 92 x 73 cm, pintado en 1889. Se encuentra en el Museo de Orsay, París.
- Mujeres de Tahití (En la playa), (1891), Museo de Orsay, París
- Manao Tupapau, (1892)
- Ta Matete (1892), Museo de Orsay, París
- Mata Mua (1892), Colección Carmen Thyssen-Bornemisza
- Yo te saludo, María (Ia orana Maria), óleo sobre lienzo de 113,7 x 87,7 cm, pintado en 1892. Se encuentra en el Metropolitan Museum de Nueva York
- Arearea, (1892), Museo de Orsay, París
- Autorretrato con sombrero, (1893)
- Campesinas bretonas, (1894), Museo de Orsay, París
- Vairumati (1897), Museo de Orsay, París
- Never more, óleo sobre lienzo de 68 x 116 cm, pintado en 1897. Se encuentra en Courtauld Gallery, Londres.
- ¿De dónde venimos? ¿Quiénes somos? ¿Adónde vamos? (1897), Museum of Fine Arts, Boston
- Joven con abanico, óleo sobre lienzo de 92 x 73 cm, pintado en 1902. Se encuentra en Museo Folkwang en Essen, Alemania.
- Cuentos bárbaros, (1902), Museo Folkwang, Essen
- Dos mujeres o La cabellera florida

## Galería

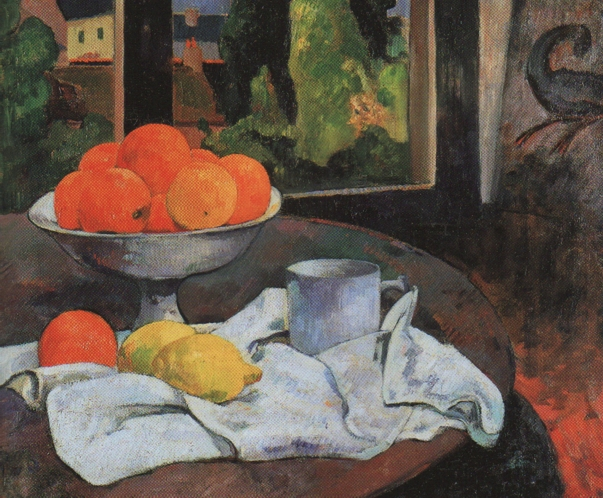
Naturaleza muerta con fruta y limones (c. 1880)
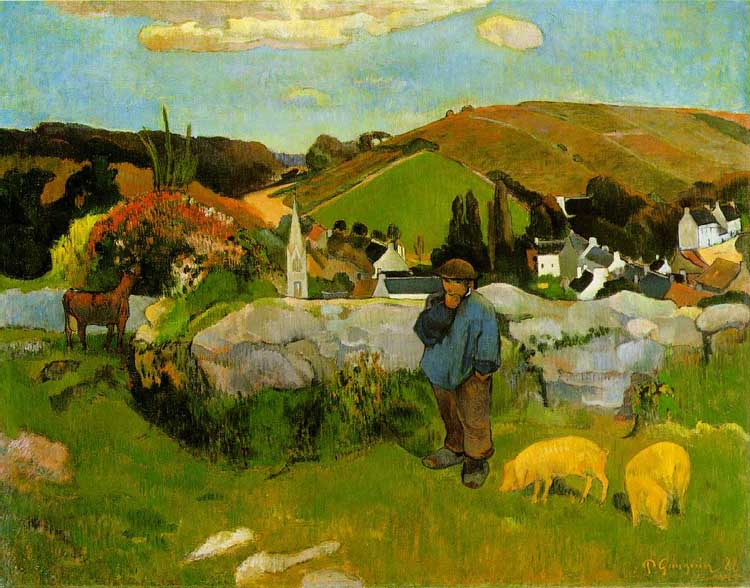
El porquerizo, Bretaña (1888)
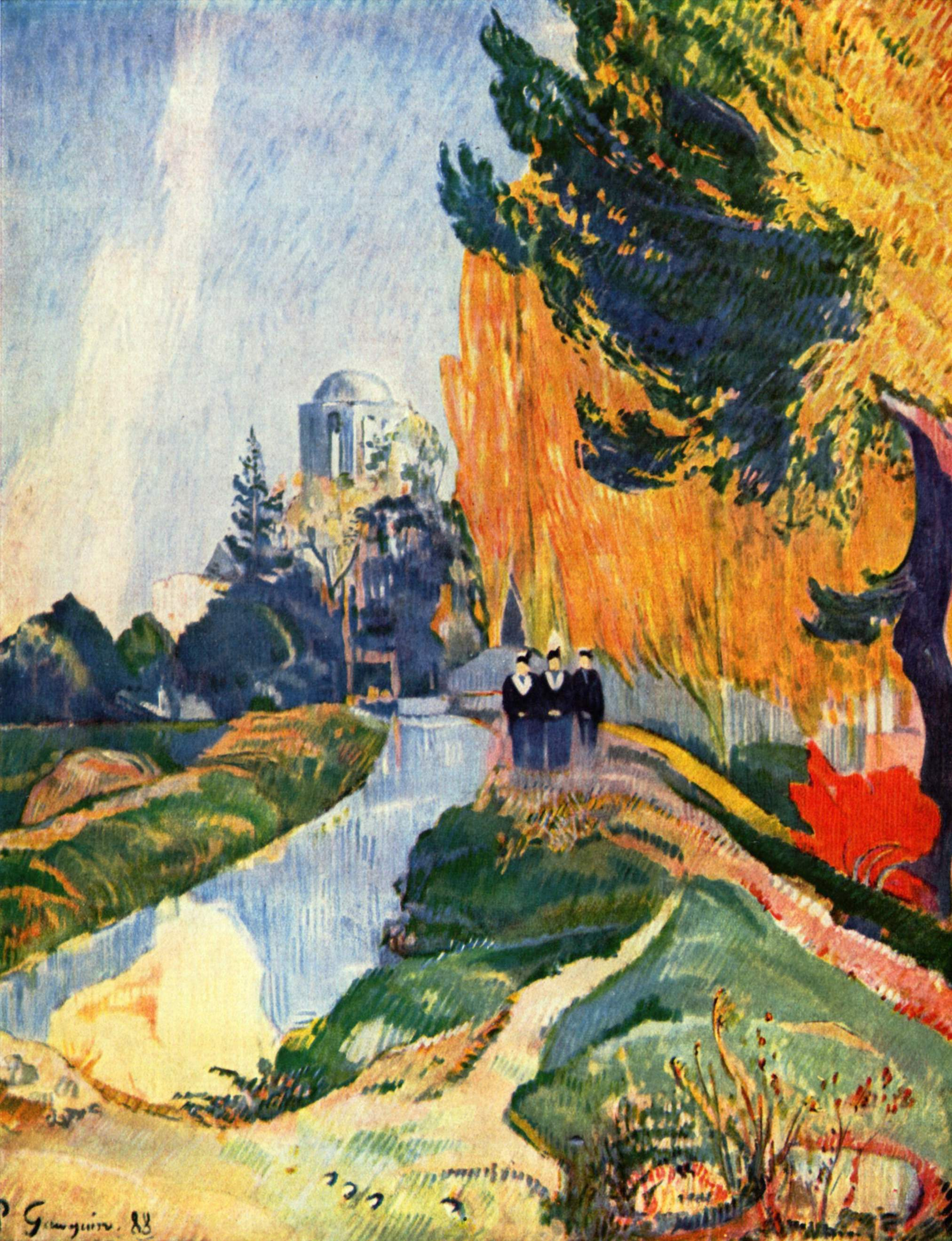
Los Alyscamps (Las tres gracias en el templo de Venus) (1888)
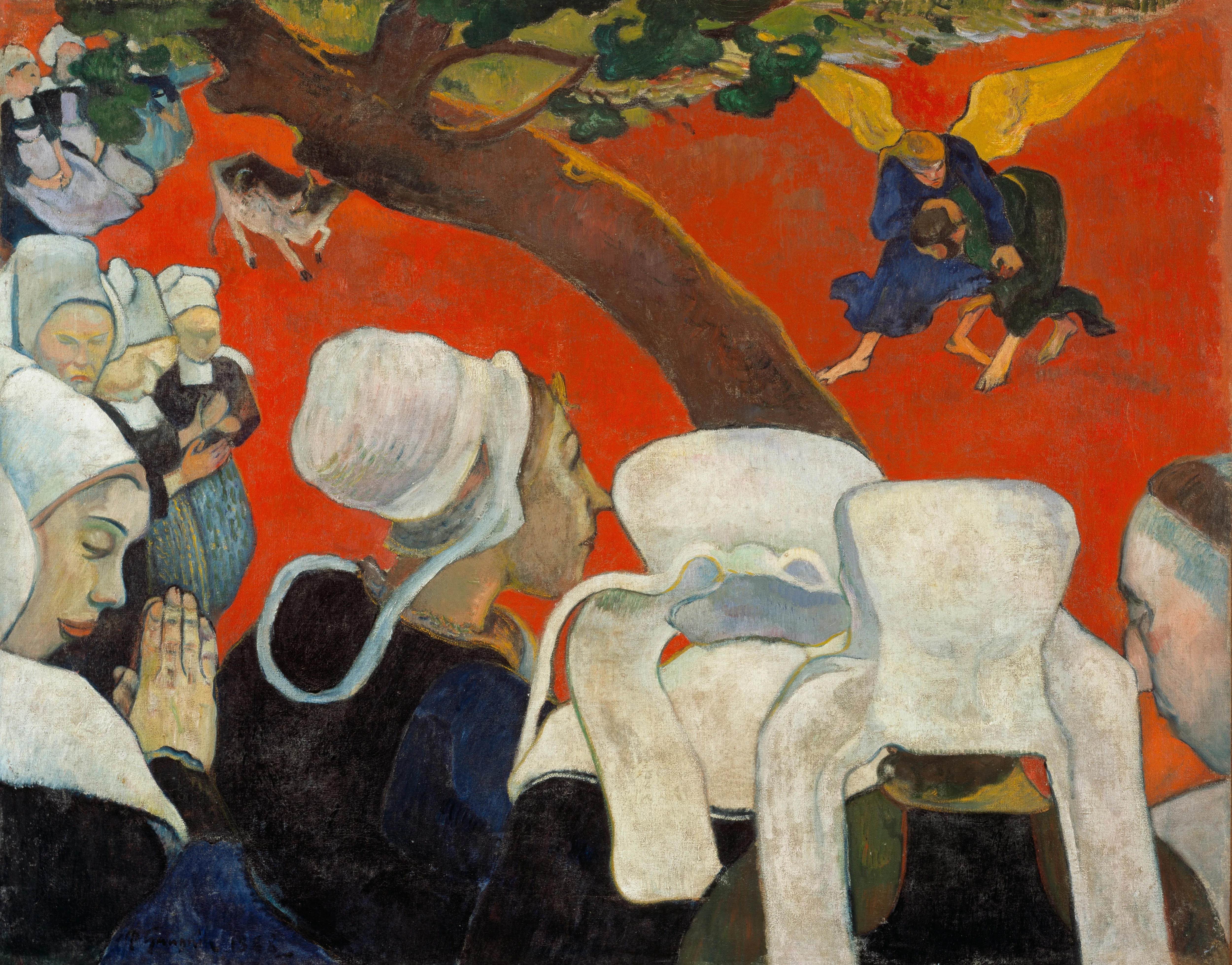
La visión tras el sermón, (o La lucha de Jacob con el ángel) (1888)
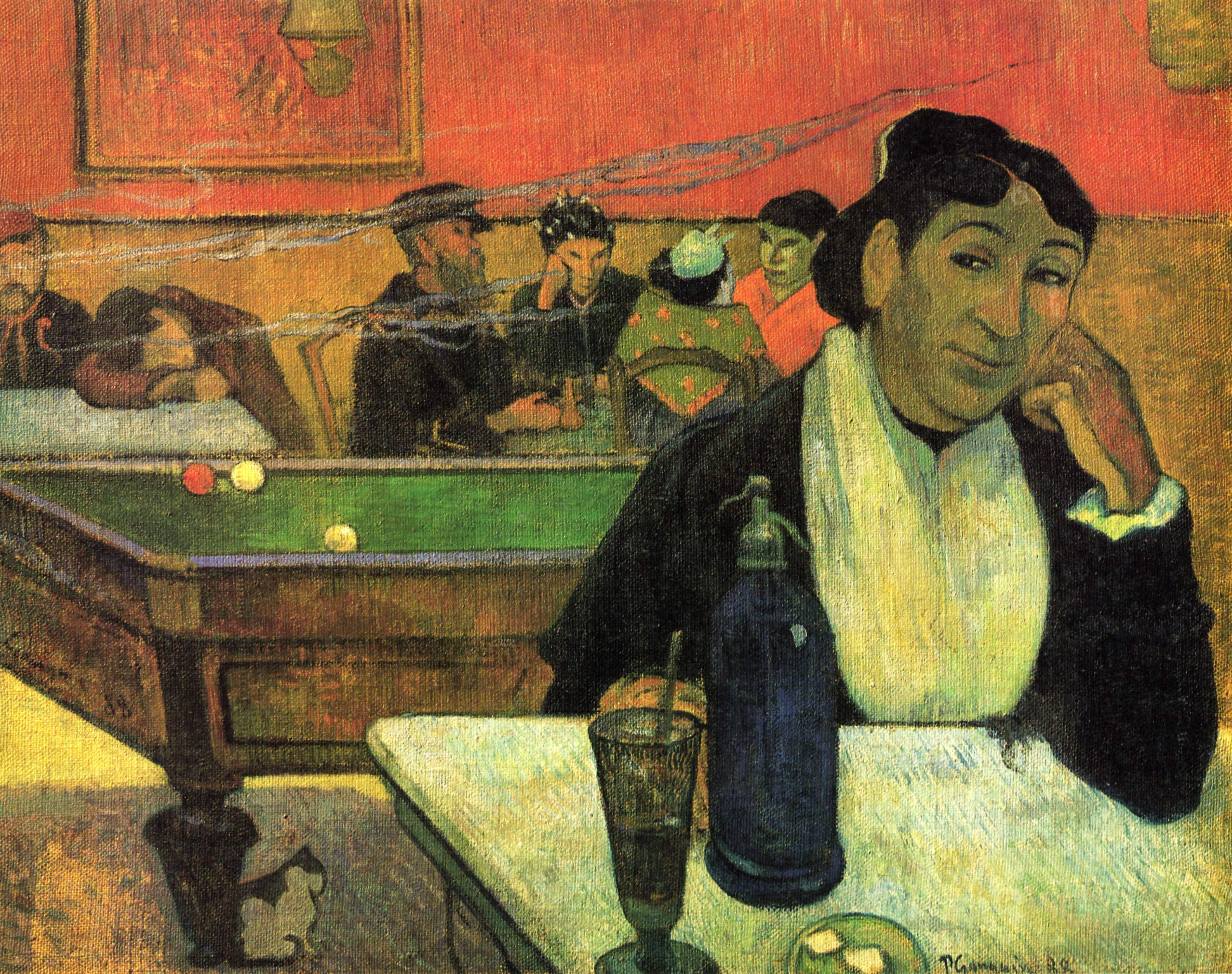
Café de noche en Arlés, (Mme Ginoux) (1888)
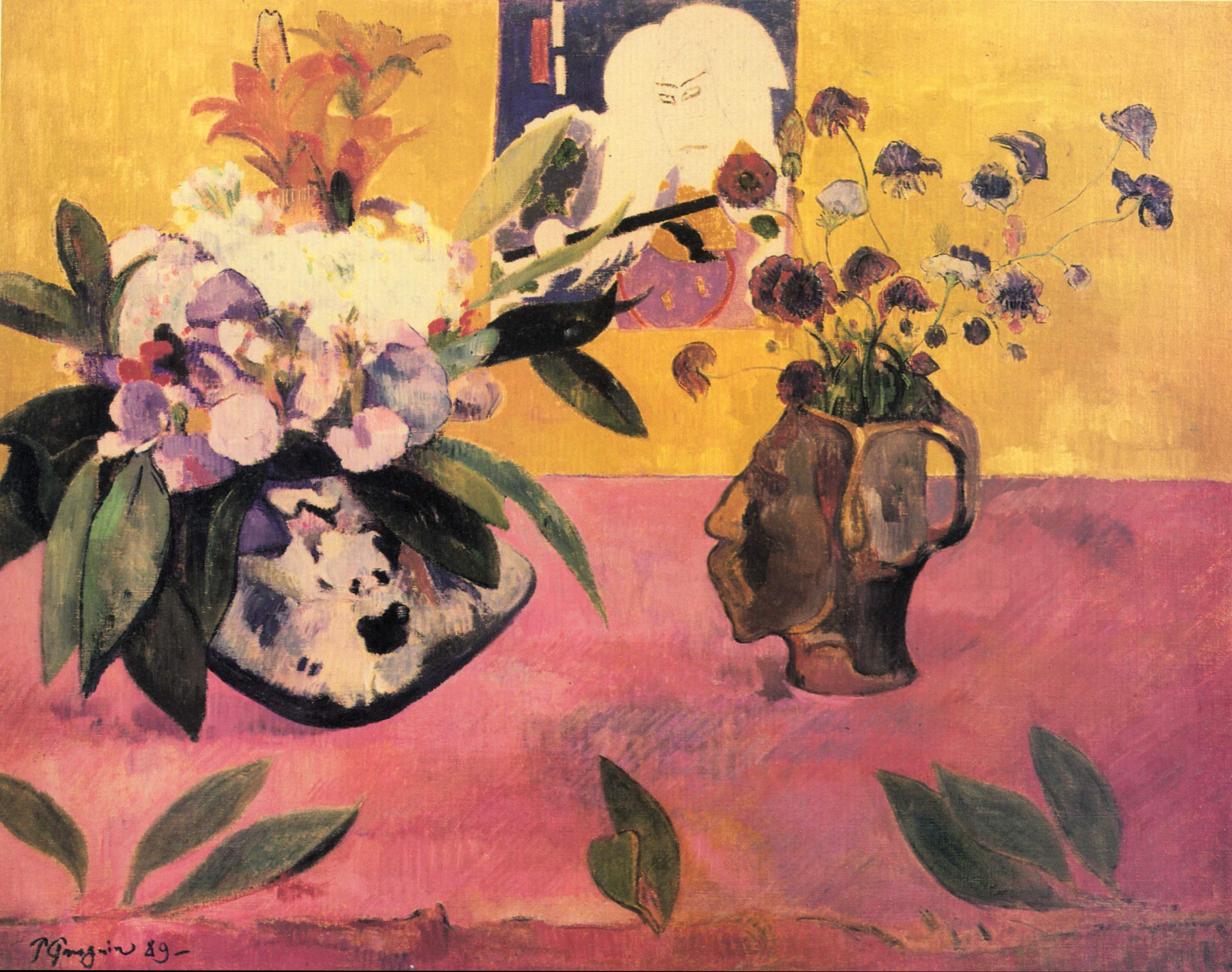
Naturaleza muerta con grabado en madera japonés (1889)
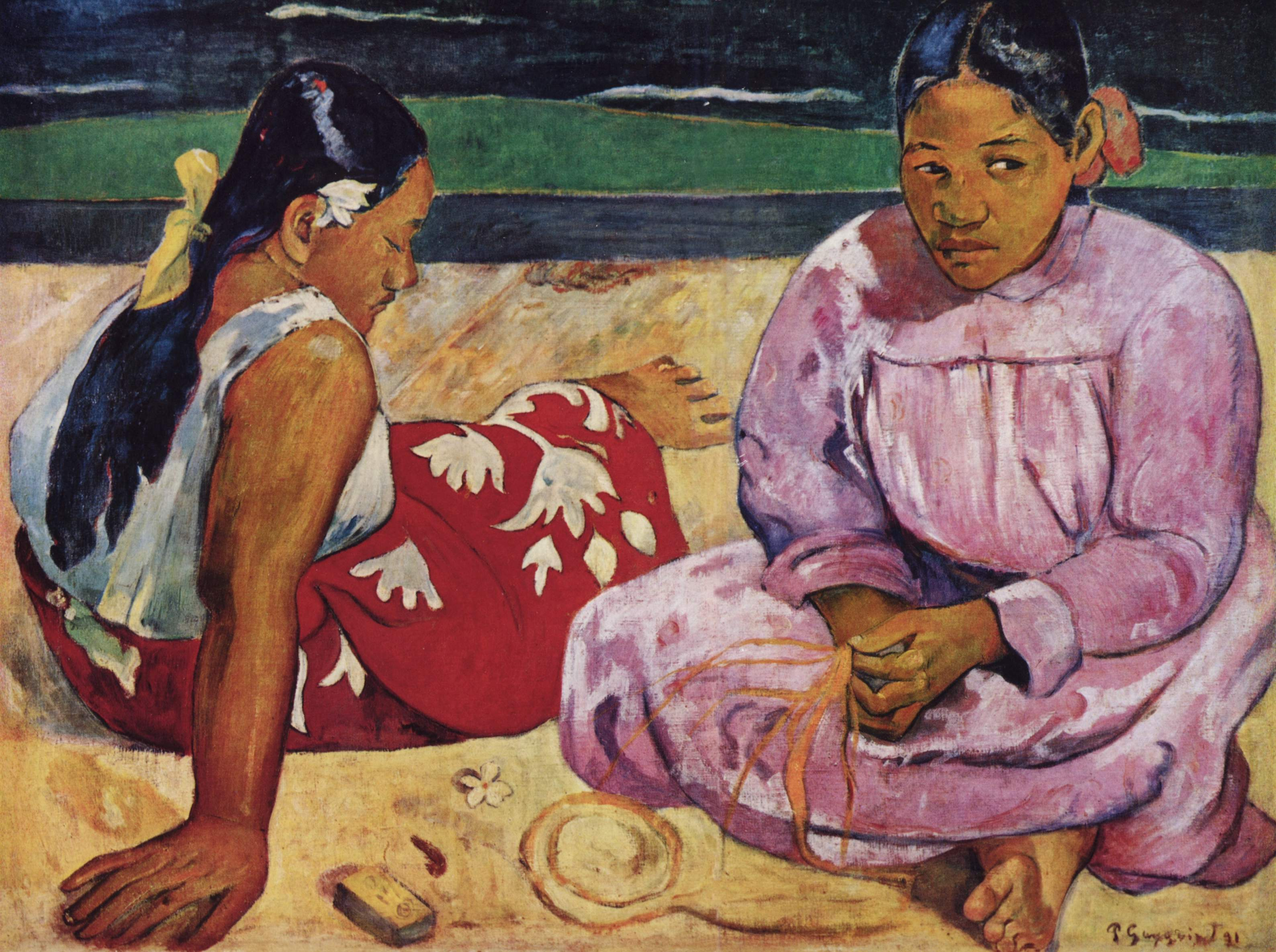
Mujeres tahitianas en la playa (1891)
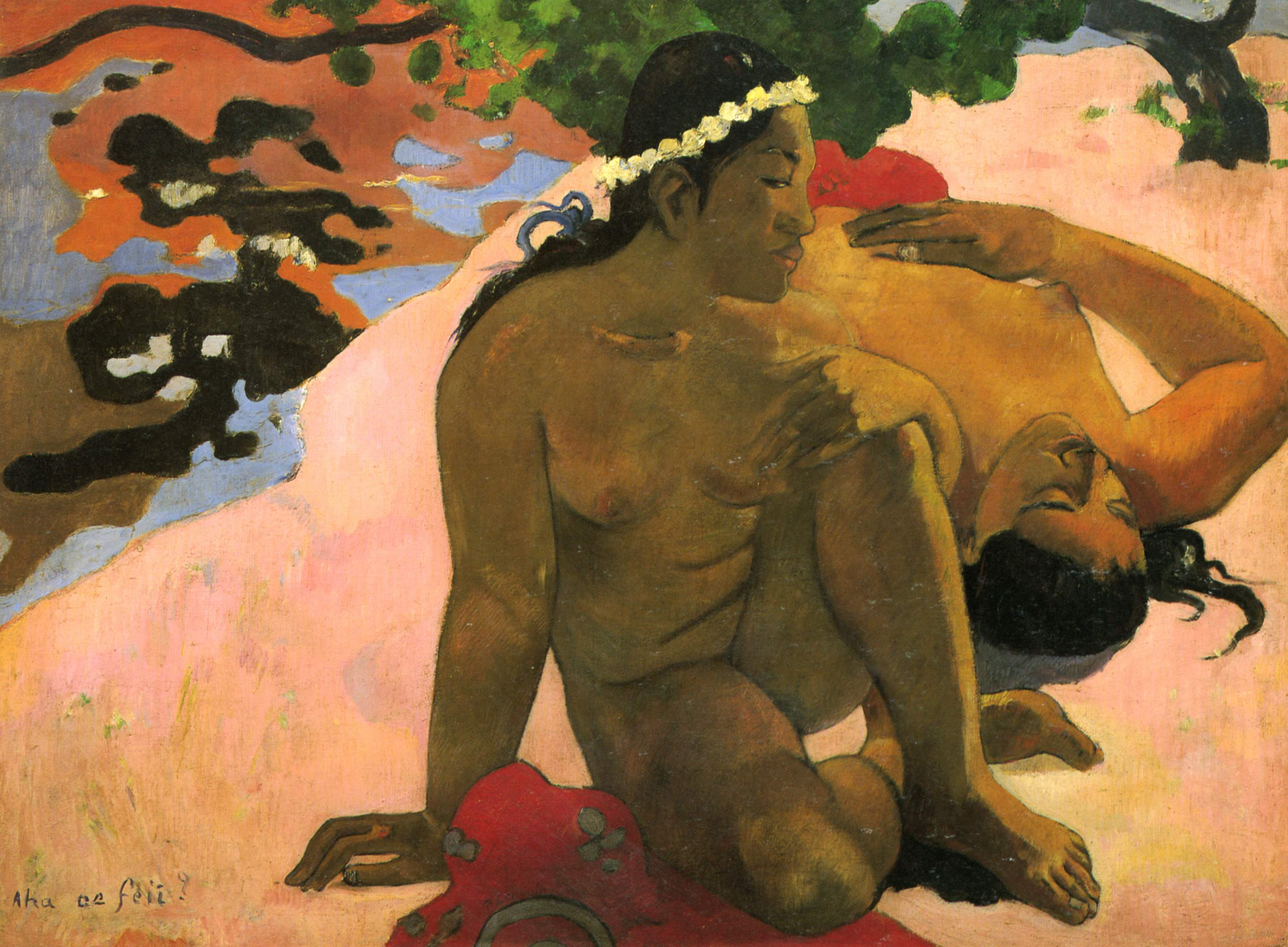
¿Qué, estás celosa? (1892)
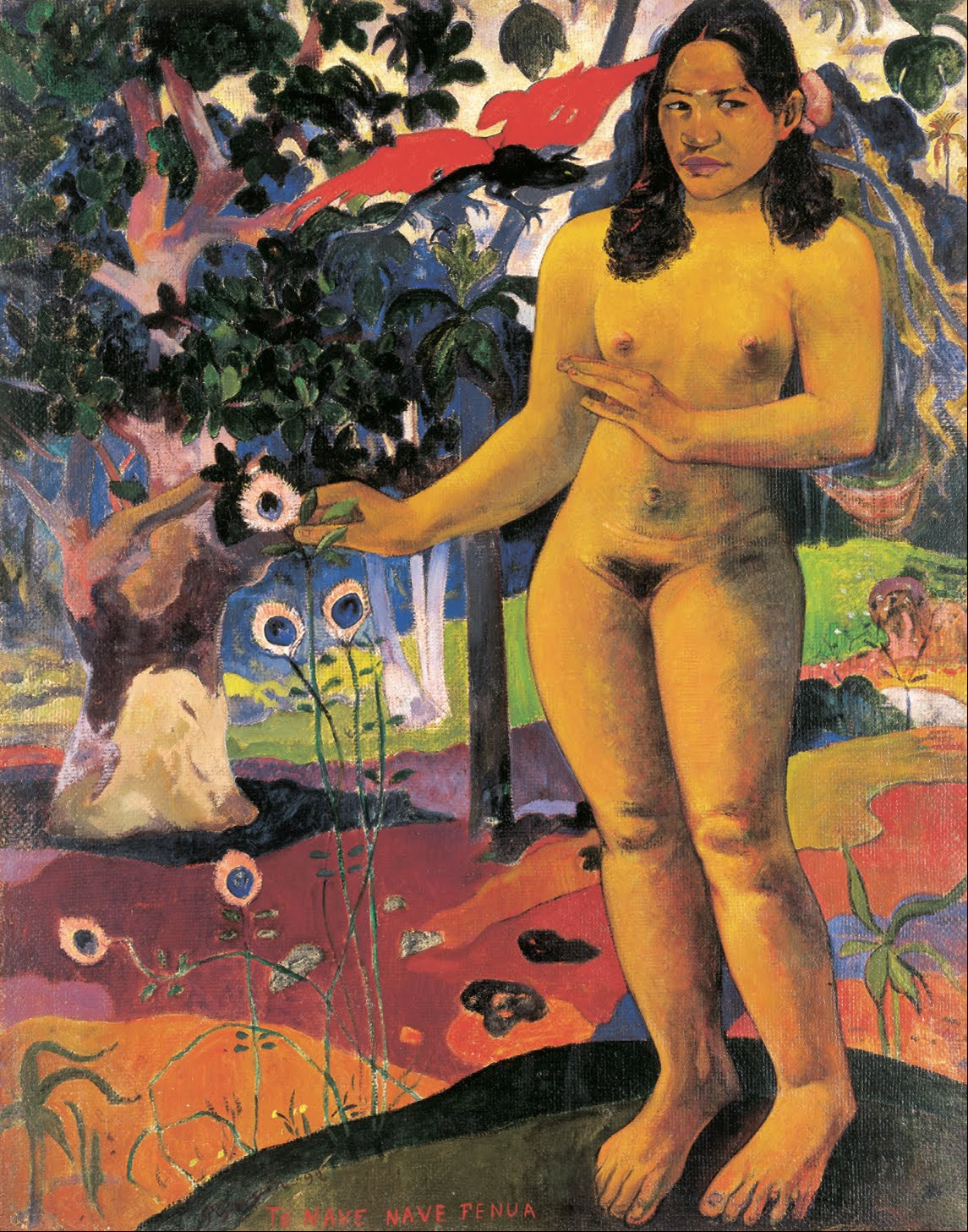
Tierra deliciosa (Te Nave Nave Fenua) (1892)
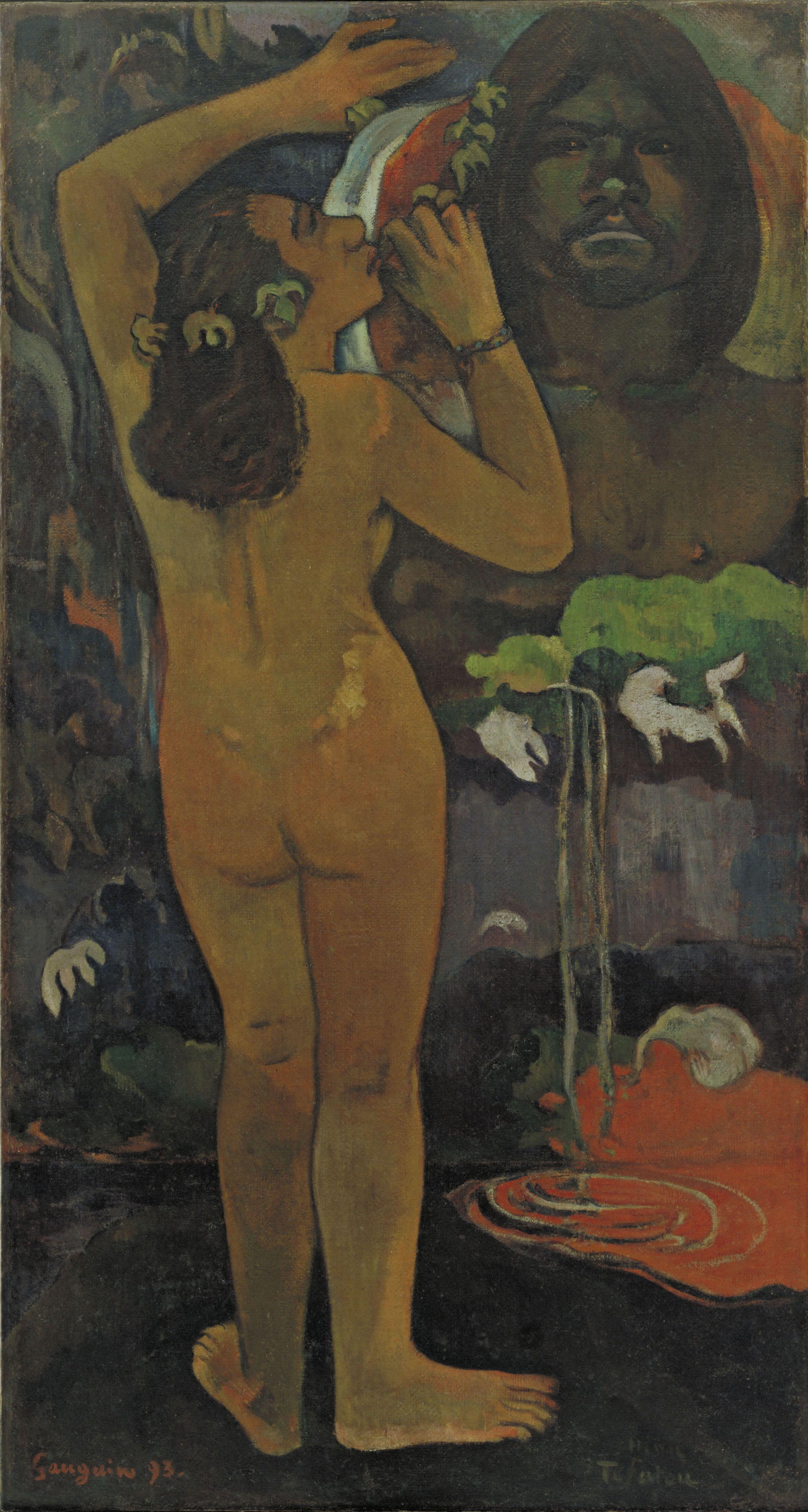
La Luna y la Tierra (Hina tefatou) (1893)
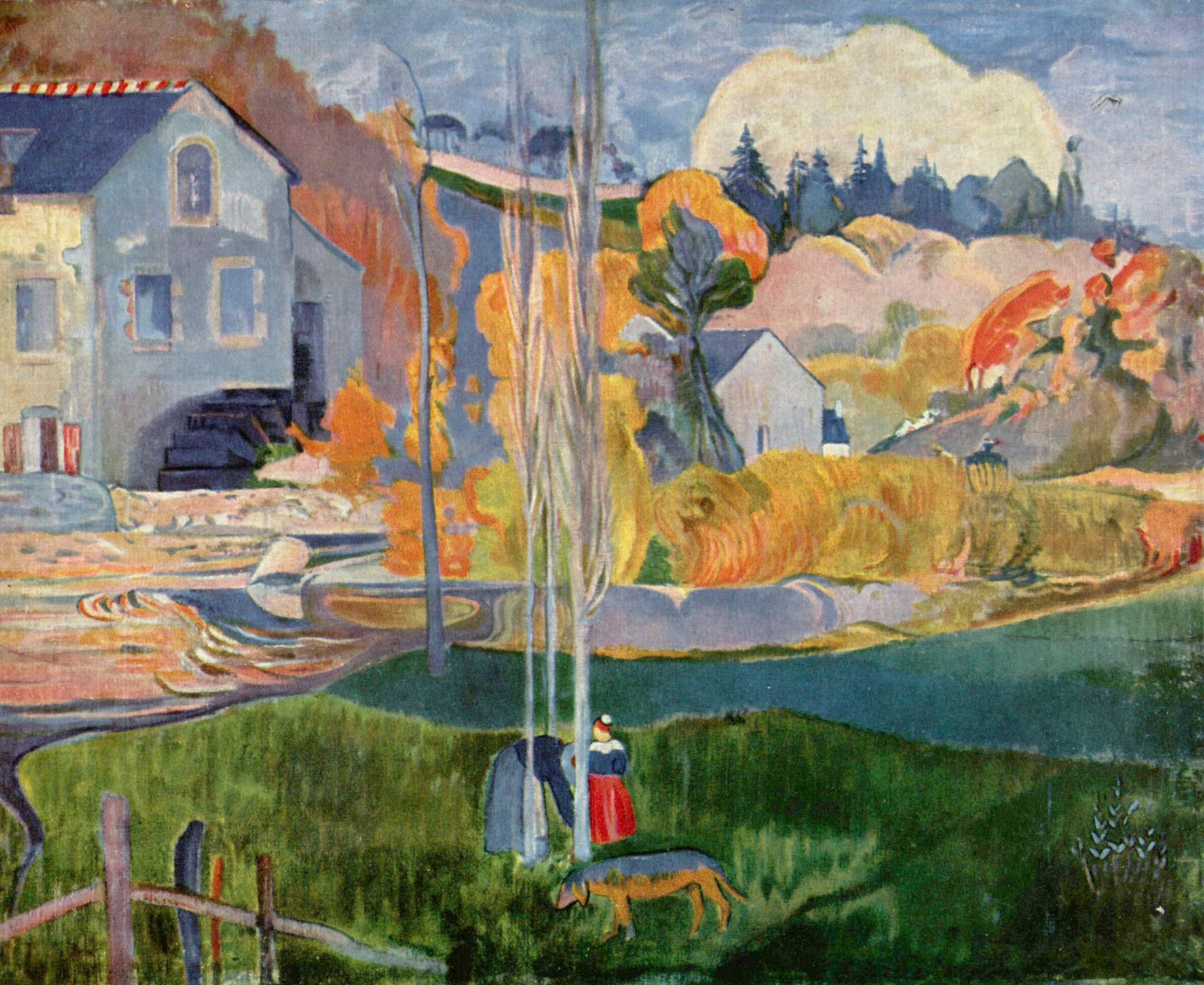
Molino de Agua en Pont-Aven (1894)
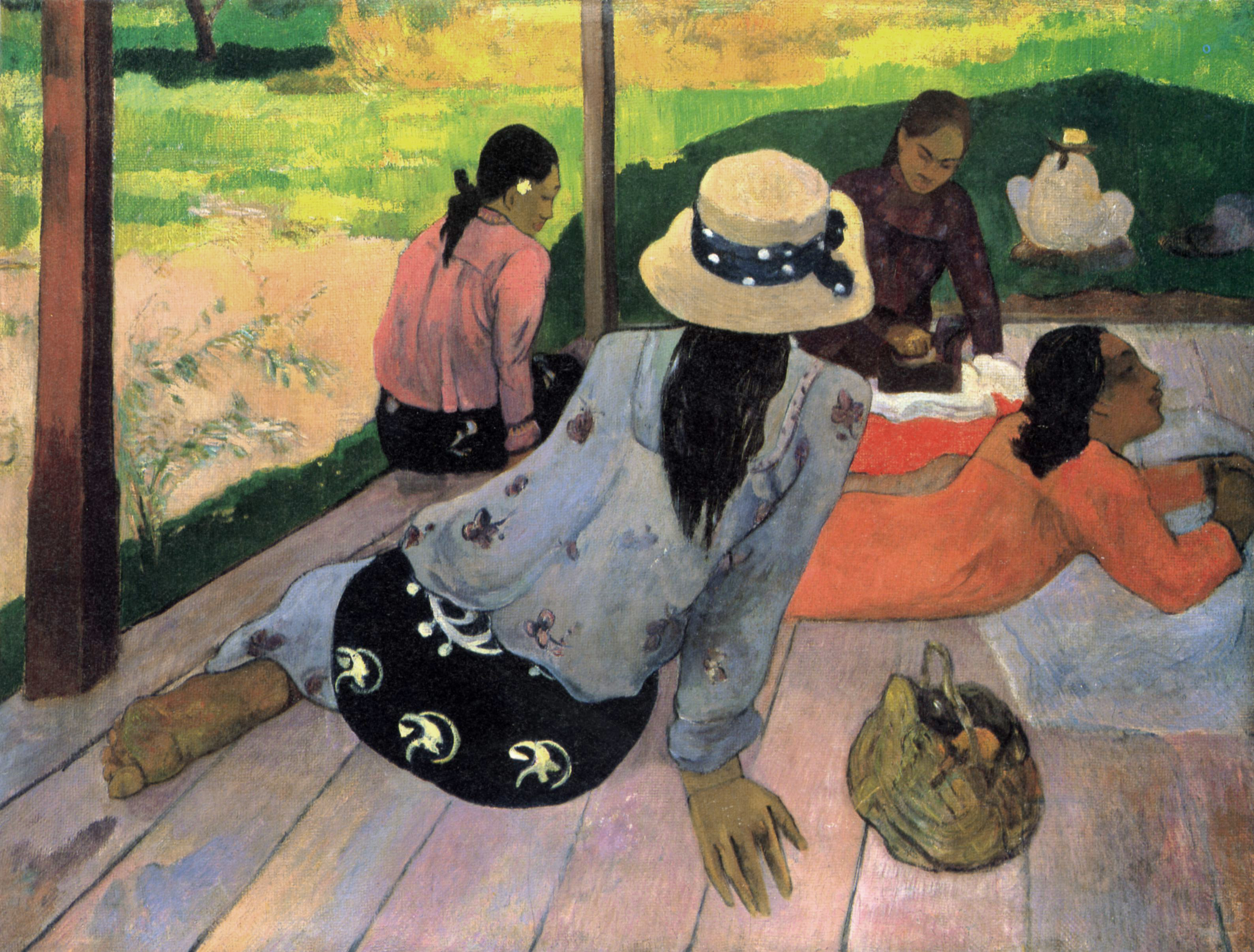
La siesta (1894)
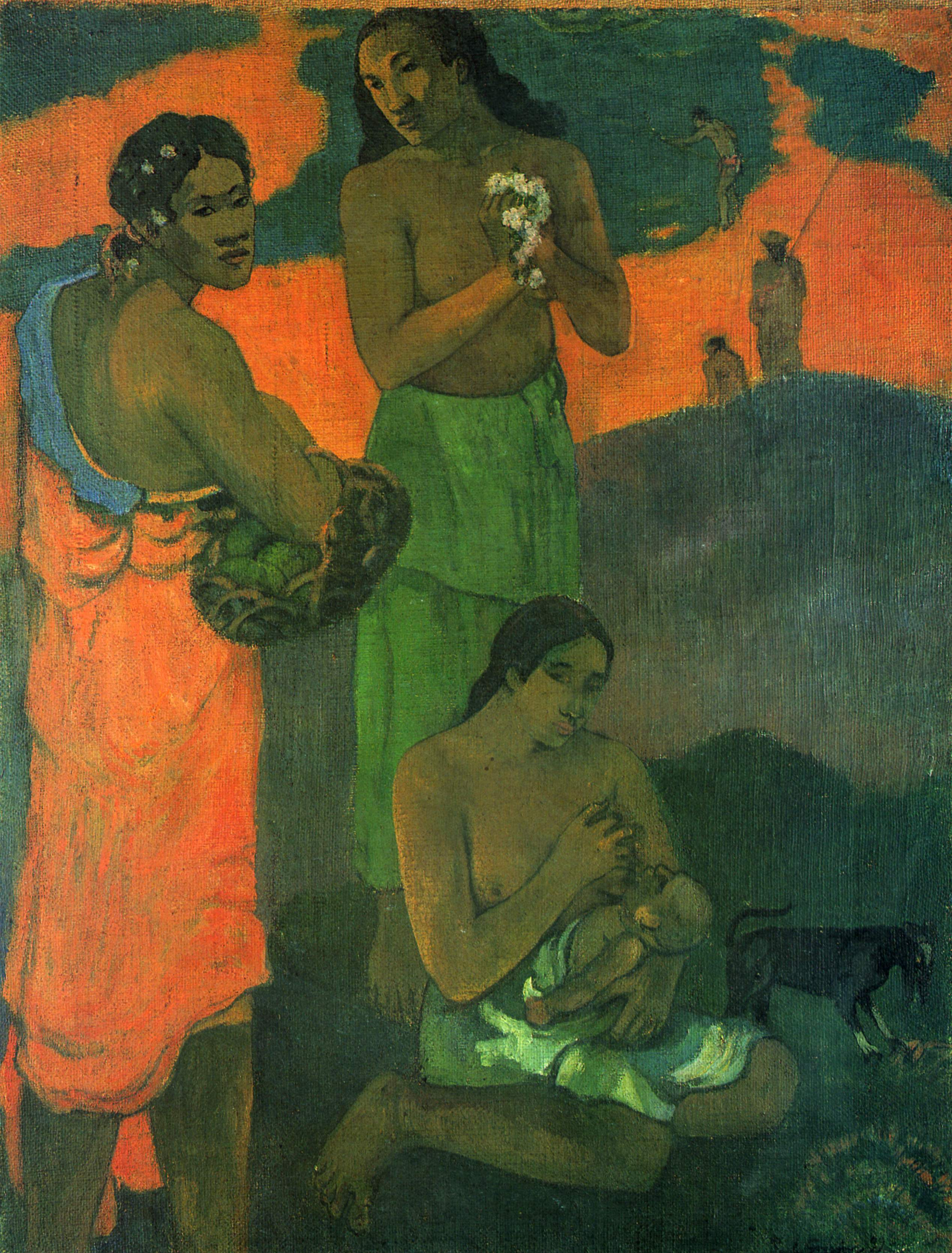
Maternidad (1899)
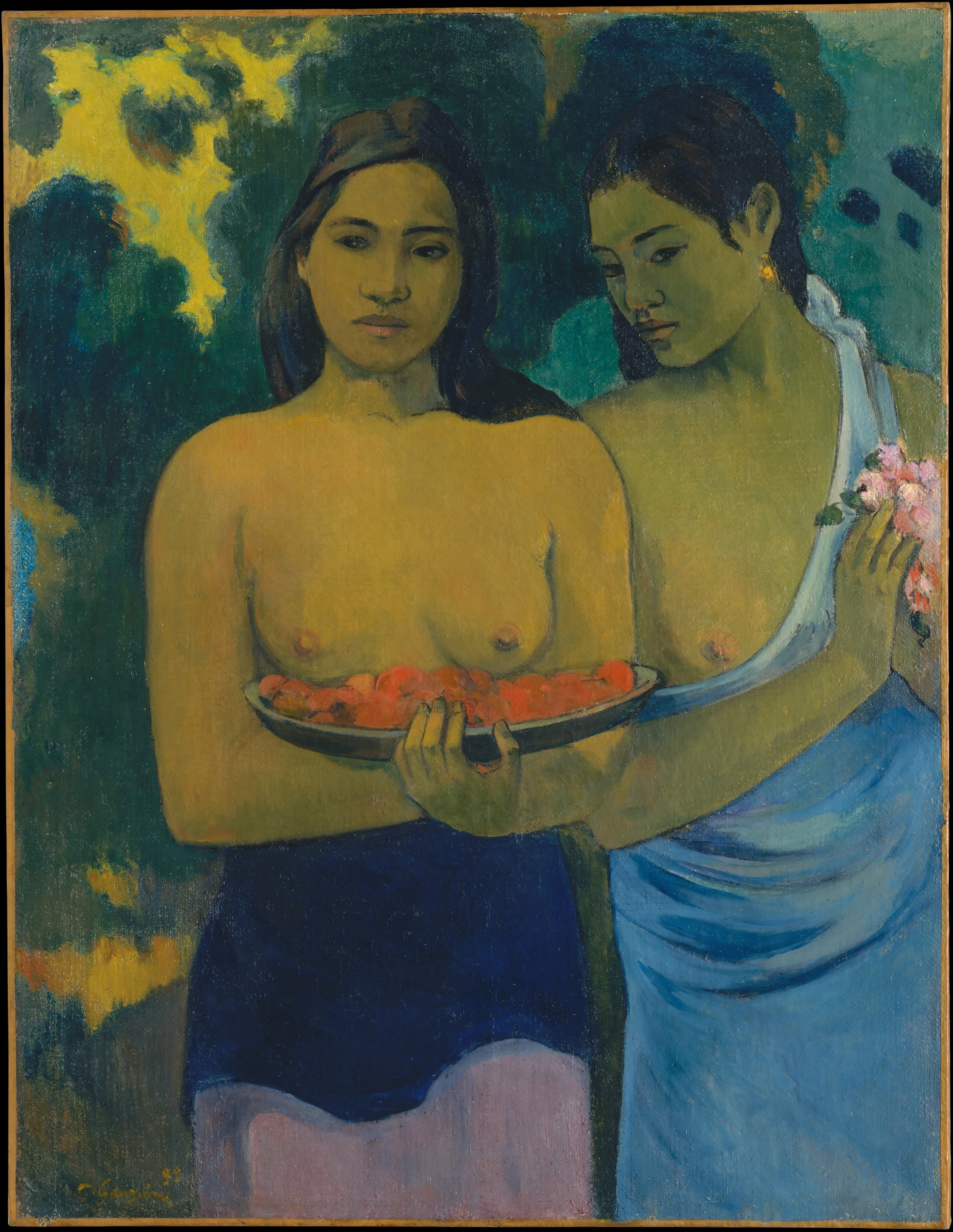
Pechos con flores rojas, o Dos tahitianas con flores de mango (1899)
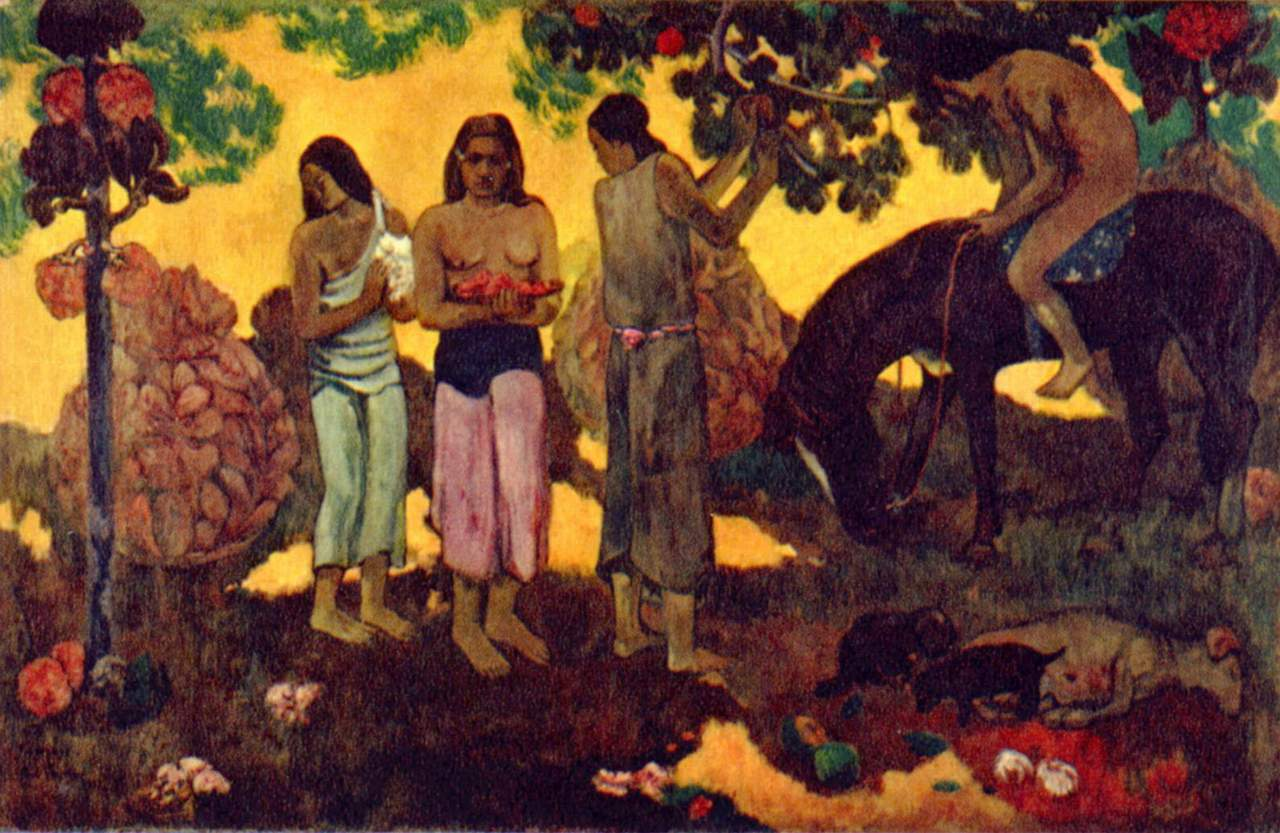
Tierra maravillosa. Recogiendo fruta (1899)
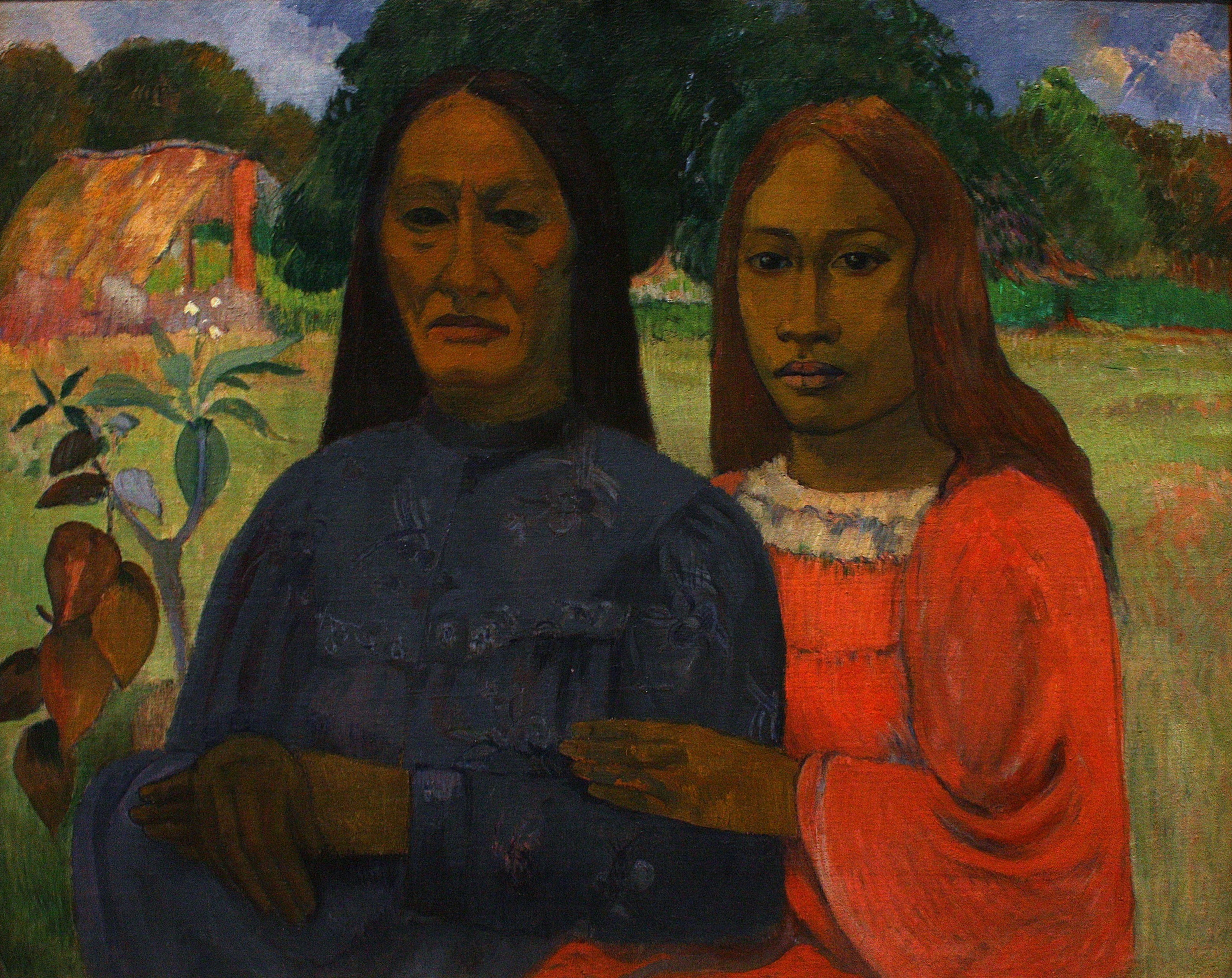
Dos mujeres (1901 o 1902)

Autorretratos:

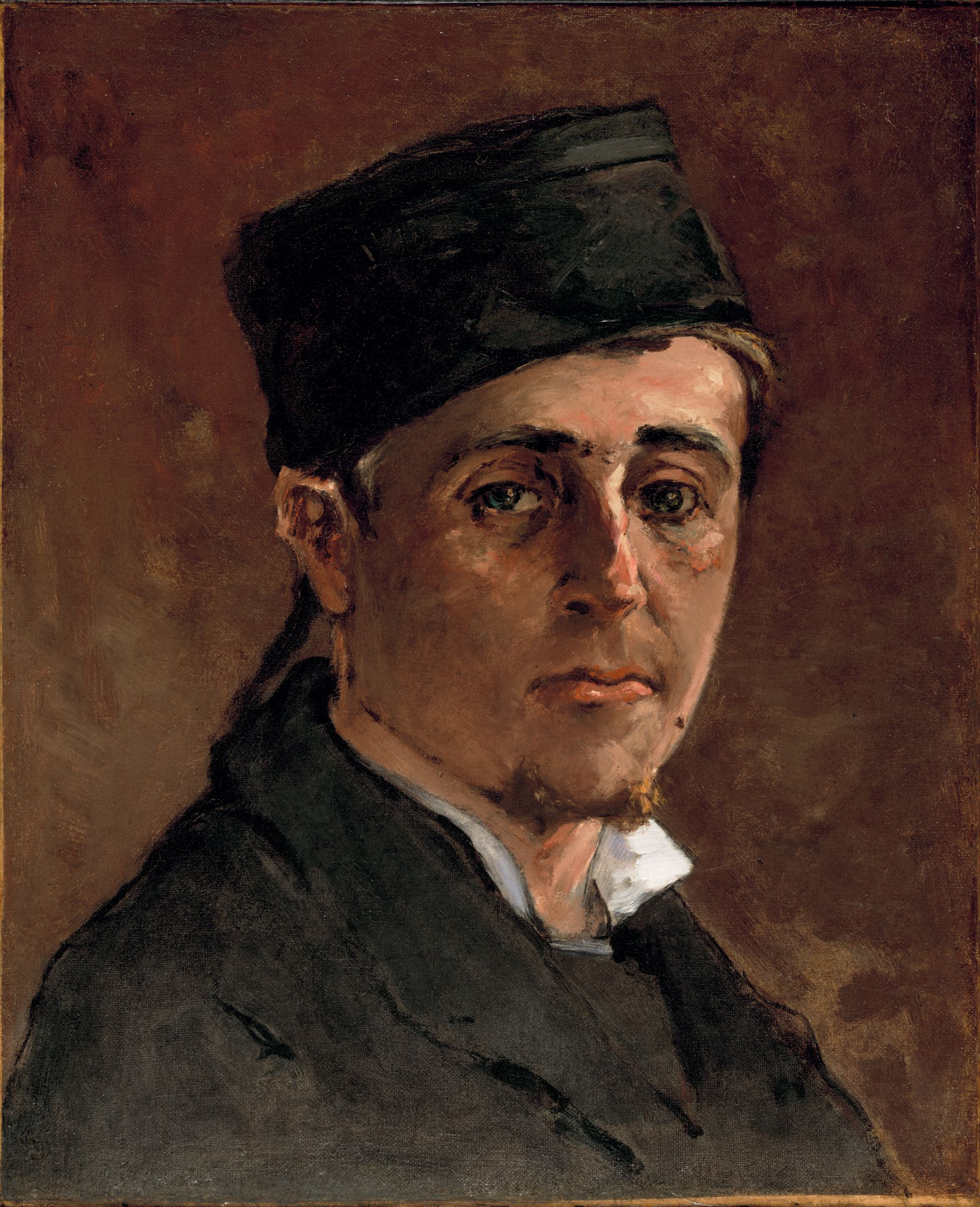
Autorretrato, 1875–1877, Fogg Art Museum, Cambridge, Massachusetts
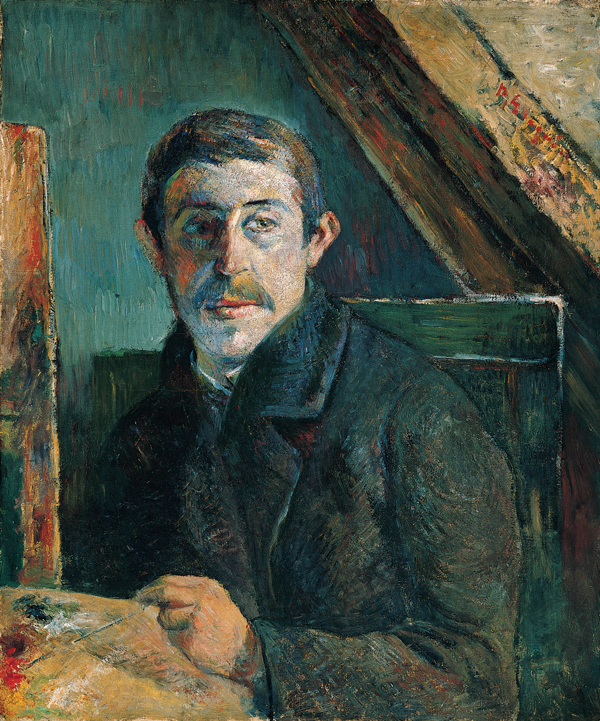
Autorretrato, 1885, Kimbell Art Museum, Fort Worth, Texas
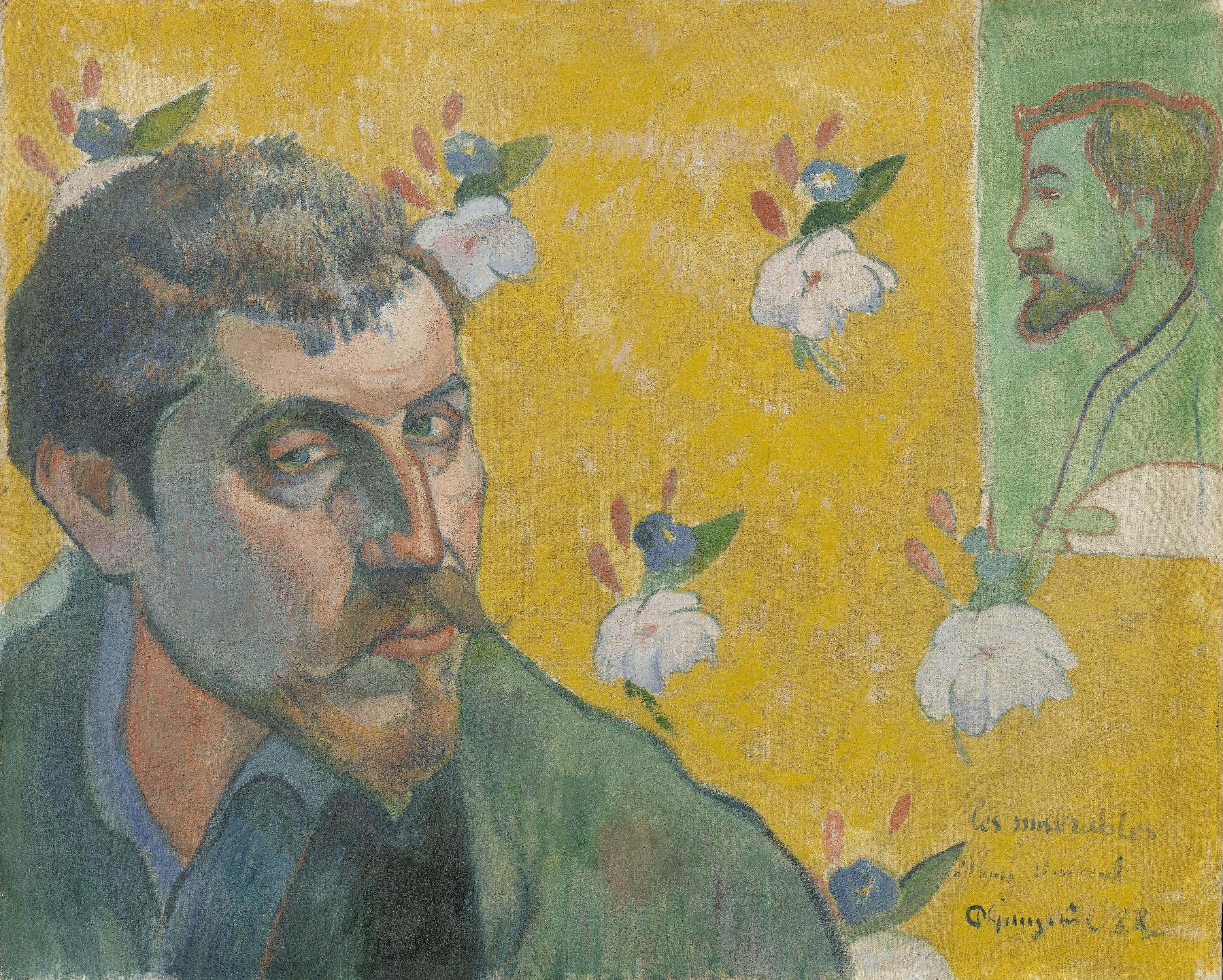
Autorretrato, 1888, Museo van Gogh, Ámsterdam
Autorretrato, 1889, National Gallery of Art, Washington, DC
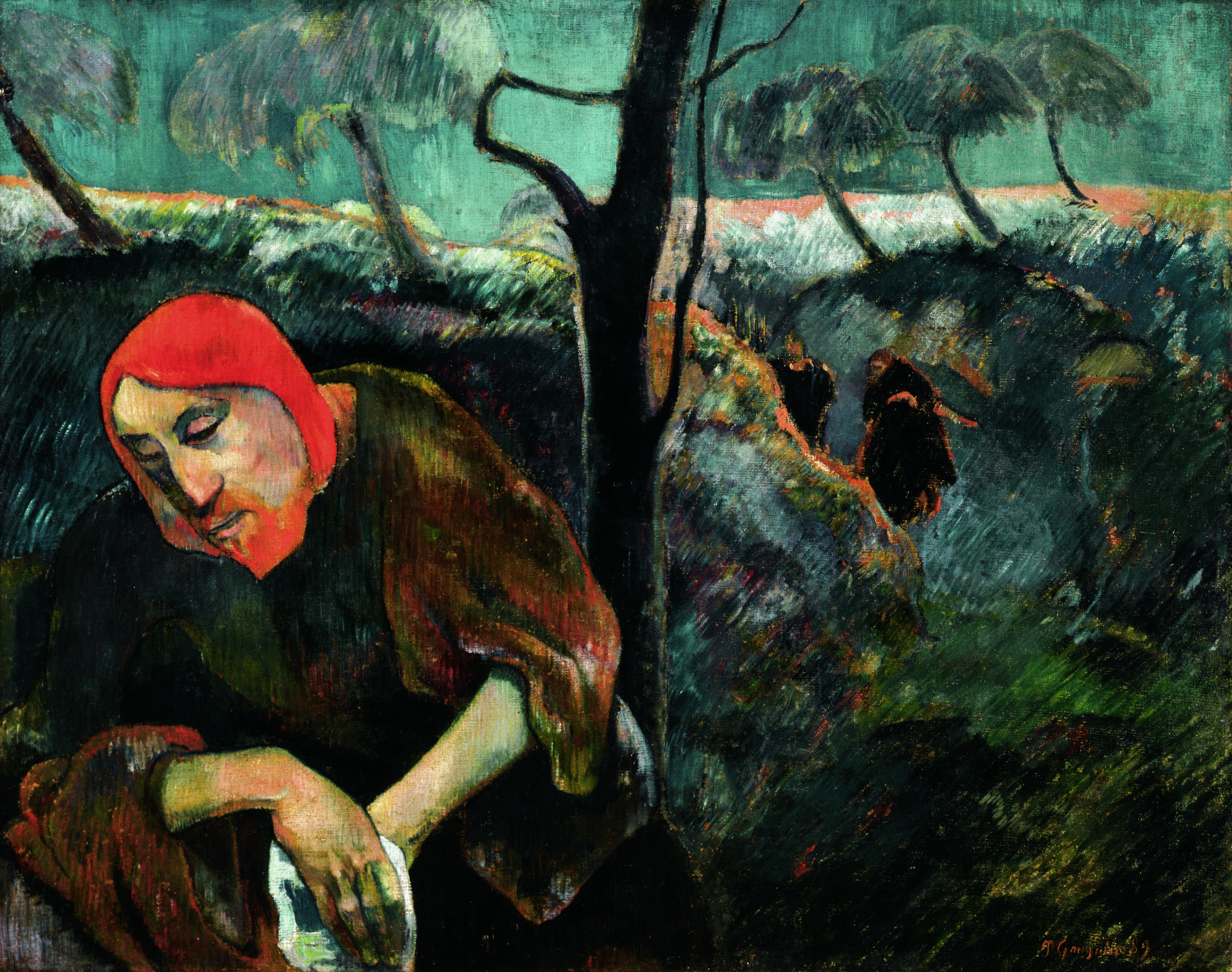
Cristo en el huerto de los olivos (Gauguin, Autorretrato) 1889, Norton Museum of Art
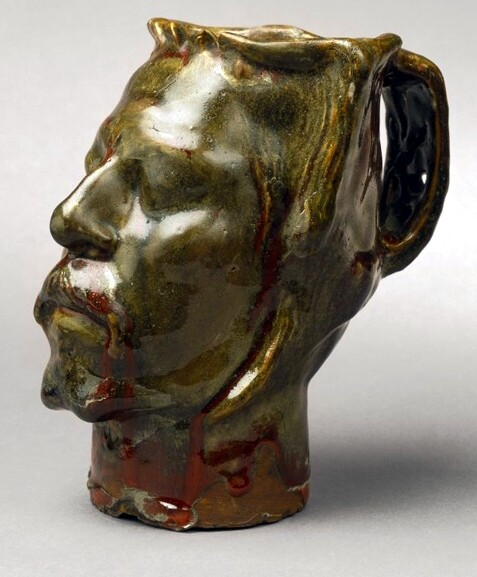
Autorretrato, jarrón en forma de cabeza, 1889. Kunstindustrimuseet, Copenhague
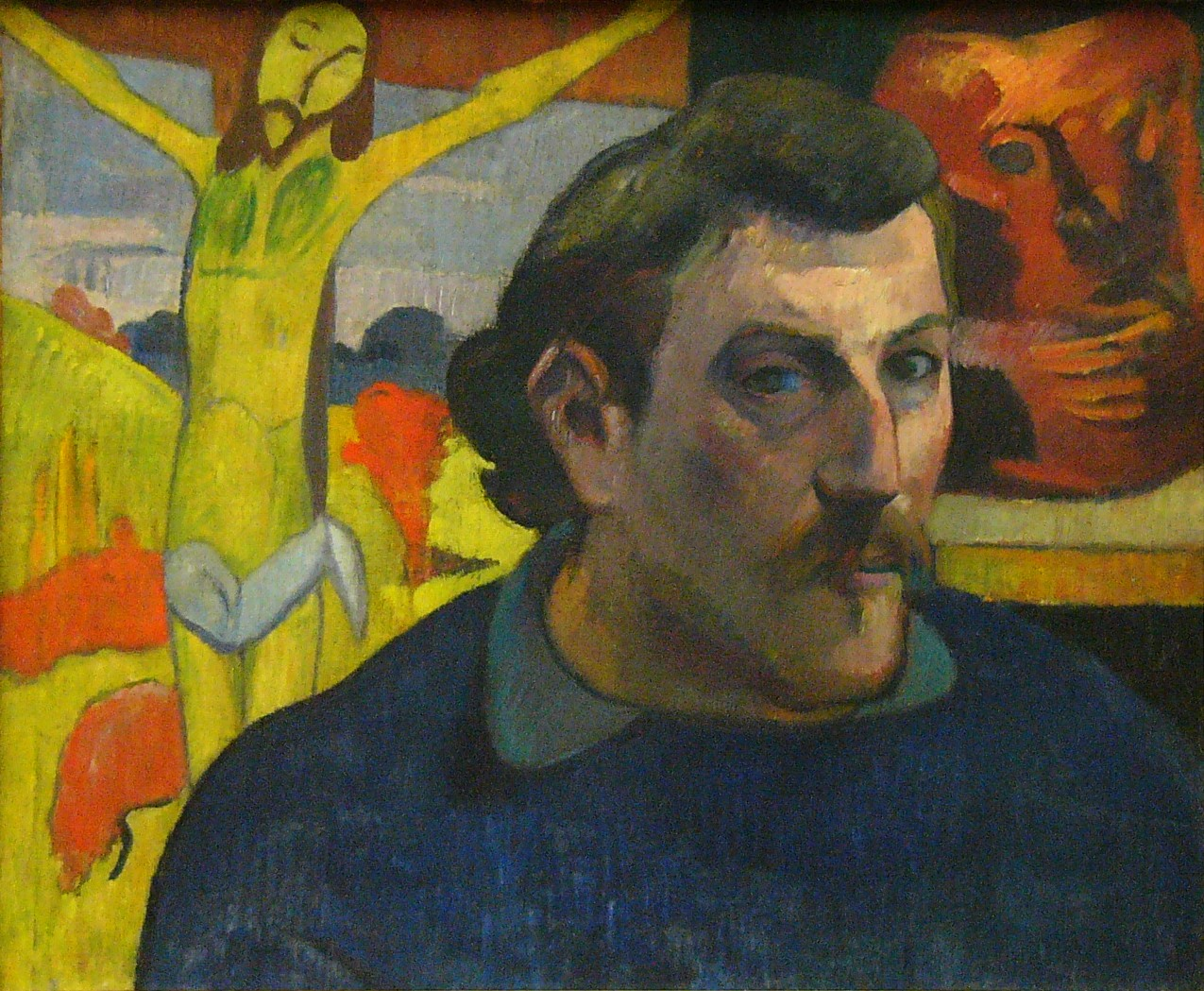
Autorretrato, 1889–1890, Museo de Orsay, Paris
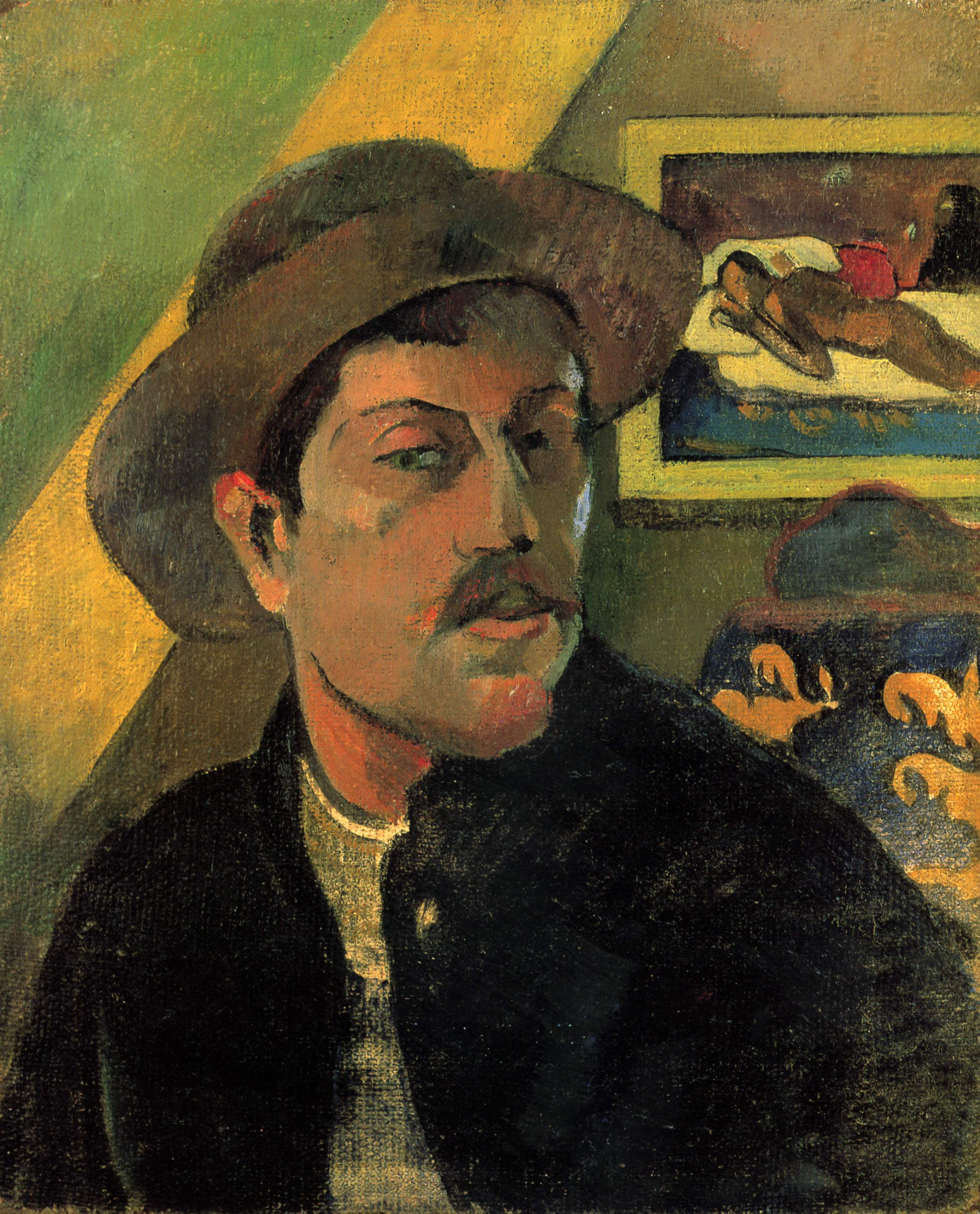
Autorretrato, 1893, Museo de Orsay
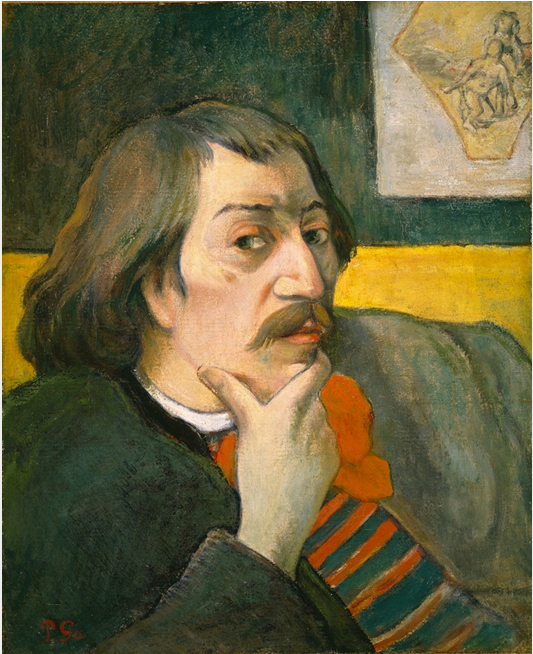
Autorretrato, c. 1893, Detroit Institute of Arts
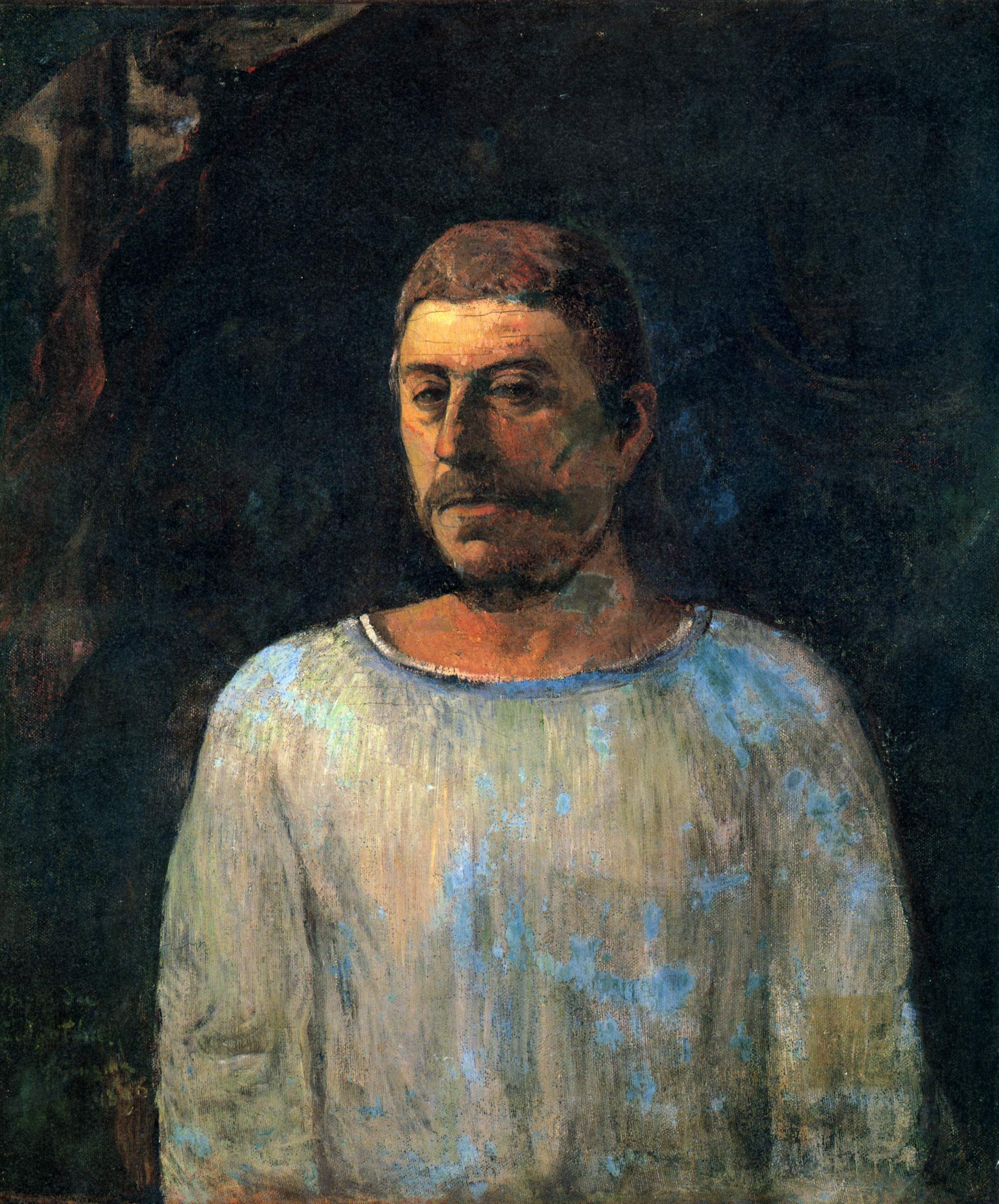
Autorretrato, 1896, Museo de Arte de São Paulo
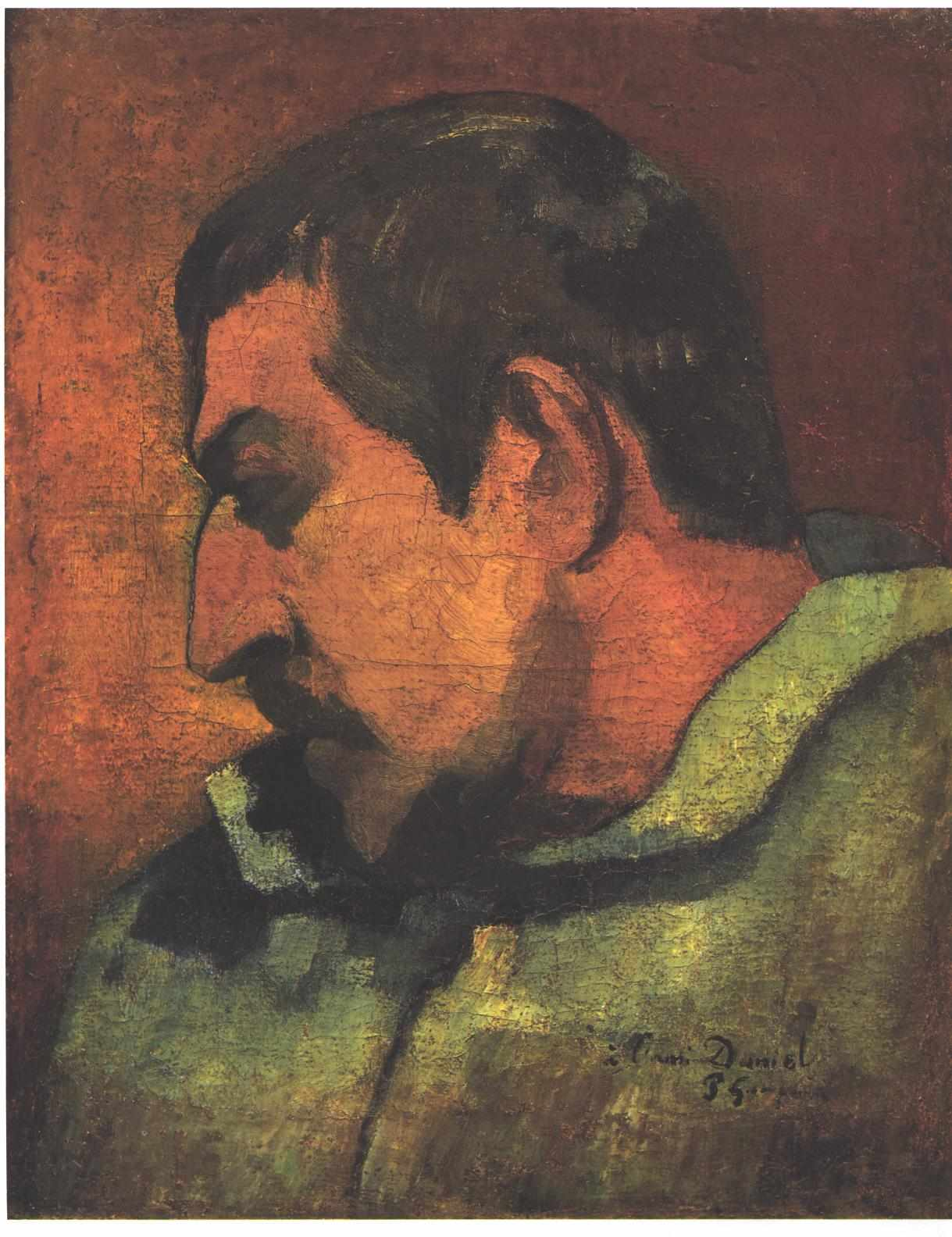
Autorretrato (para mi amigo Daniel), 1896, Museo de Orsay